# Augustin d'Hippone
Saint Augustin
Pour les articles homonymes, voir Augustin et Saint Augustin (homonymie).
Vous lisez un « article de qualité » labellisé en 2021.
Augustin d'Hippone ou saint Augustin, dont le nom latin est Aurelius Augustinus, né le 13 novembre 354 à Thagaste (aujourd'hui Souk Ahras en Algérie) et mort le 28 août 430 à Hippone (aujourd'hui Annaba en Algérie), est un philosophe et théologien chrétien romain et amazigh originaire d'Afrique romaine qui, après une carrière de rhéteur, occupe la fonction d'évêque à Hippone. Canonisé en 1298, il est avec Ambroise de Milan, Jérôme de Stridon et Grégoire le Grand, l'un des quatre premiers Pères de l'Église latine à se voir conférer le titre honorifique de docteur de l'Église.
La formation qu'il reçoit à Carthage est celle des lettrés romains de l'époque, même si ses écrits laissent apparaître une sensibilité et des traits liés à sa région de naissance. S'il est un maître de la langue et de la culture latines, il ne maîtrise jamais réellement le grec, ce qui a pour effet de romaniser le christianisme occidental et de lui donner une tonalité différente du christianisme oriental, plus proche des auteurs grecs.
Né d'une mère amazighe chrétienne profondément pieuse et d'un père romain païen, il se passionne d'abord pour la philosophie, vue alors littéralement comme un « amour de la sagesse », avant de devenir manichéen. Il abandonne le manichéisme pour se convertir au christianisme assez tard, en 386, à 32 ans, après sa rencontre avec Ambroise de Milan. Après sa conversion, il devient évêque d'Hippone et s'engage dans une série de controverses, d'abord contre les manichéens, puis contre les donatistes, et enfin contre le pélagianisme. Ces controverses alimentent une œuvre considérable tant en quantité qu'en qualité dans laquelle trois ouvrages particulièrement connus se détachent : Les Confessions, La Cité de Dieu et De la Trinité.
Augustin est un des penseurs qui ont permis au christianisme d'intégrer une partie de l'héritage grec et romain, en généralisant une lecture allégorique des Écritures suivant le modèle préconisé par Ambroise de Milan et le néoplatonisme. Toujours à la suite d'Ambroise, un ancien haut fonctionnaire romain, il incorpore au christianisme une tendance au recours à la force héritée de la République romaine. Il est le penseur le plus influent du monde occidental jusqu'à Thomas d'Aquin qui, huit siècles plus tard, donnera un tour plus aristotélicien au christianisme. Malgré tout, sa pensée conserve une grande influence au XVIIe siècle, où elle est l'une des sources de la littérature classique française et inspire les théodicées de Malebranche et de Leibniz.
Augustin est un penseur exigeant dans tous les sens du terme. Homme clé de l'émergence du moi en Occident, il joue également un rôle de premier plan dans l'évolution de la notion de justice. De son passé manichéen, il garde une forte distinction entre le Bien et le Mal. Toutefois, le néoplatonisme — qui a fortement influencé sa conversion — l'a amené à une conception d'un Dieu fort qui, à l'inverse du Dieu faible des manichéens, assure qu'à la fin le Bien l'emporte. En Occident, il est le théologien qui insiste le plus sur la transcendance divine, c'est-à-dire que pour lui, les pensées de Dieu ne sont pas, de près ou de loin, les pensées des hommes. Selon lui, la croyance inverse constitue précisément le péché originel.
Le Dieu d'Augustin est à la fois au-dessus des êtres humains et au plus profond d'eux-mêmes. Il en résulte un accent mis sur ce qu'il nomme la « trinité intérieure » : la mémoire, l'intelligence et la volonté. Si la mémoire est importante, l'idée de commencement, de renouveau, est également très présente. La volonté permet de se diriger vers le Bien, mais n'est pas suffisante ; il faut aussi la grâce. Augustin met malgré tout l'accent sur la capacité que confère la raison à l’homme de s'approcher de la vérité des choses — la vérité absolue n'étant pas de ce monde —, dans une perspective qui intègre une dimension spirituelle certaine. En règle générale, la pensée augustinienne est animée d'un double mouvement : d'une part depuis l'extérieur (le monde) vers l'intérieur, qui est le domaine de Dieu, lumière intérieure (« je serai moi-même avec toi parce que, si je suis, c’est toi-même qui me l’as donné » (Confessions I, 20, 31)) ; de l'inférieur (les plaisirs faciles) au supérieur (la vraie réalisation de soi).
Dans sa théologie, le poids et l'habitude du péché sont tels que, sans la grâce divine, l'homme ne peut pas se sauver : c'est le sens de la lutte contre le pélagianisme, qui soutient l'inverse. Aux XVIe et XVIIe siècles, le protestantisme et le jansénisme, qui reprennent ses thèses, s'adressent, comme Augustin en son temps, plutôt aux classes moyennes actives qu'à l'aristocratie usuellement plus pélagienne. En lien avec sa théologie, Augustin distingue fortement le monde (lié à l'amour de soi), de la Cité de Dieu (liée à l'amour de Dieu). Lorsqu’à la fin du XIXe siècle, après Vatican I, l’Église catholique veut se rapprocher du monde, elle tend à privilégier la pensée de Thomas d'Aquin plutôt que celle d'Augustin, estimant que ce dernier est trop préoccupé par la vie éternelle. À la suite de ce concile, le courant néothomiste relativise la portée de l’œuvre augustinienne, estimant qu'Augustin n'a qu’une connaissance partielle des valeurs humaines.
L’approche du politique chez Augustin est marquée par le réalisme. S’il reconnaît la nécessité du gouvernement, il ne lui accorde qu’une place seconde face à la morale, estimant qu’il faut éviter de choisir les gouvernants parmi les êtres égocentriques et irrationnels. Pour l’évêque d’Hippone, les dirigeants restent toujours responsables de leurs actes. Enfin, chez lui, le bonheur ne relève pas du domaine du politique ou du gouvernement, il est apolitique. Selon lui, ni l’Église ni l’État n’ont vocation à établir une Cité de Dieu terrestre. L’accusation d’avoir favorisé la théocratie de l’Église sera essentiellement portée contre lui au début du XXe siècle dans le cadre de ce que certains ont appelé l’augustinisme politique. De nos jours, Augustin est plutôt considéré comme un des pères de l’individualisme moderne, voire du libéralisme.
S'il a contribué fortement à mettre au premier plan le concept d'amour dans le christianisme, il est aussi accusé d'avoir transmis à l'Occident une forte méfiance envers la chair. À proprement parler, chez lui, la sexualité n’est pas mauvaise puisqu’elle assure la descendance ; le problème vient selon Augustin du fait que depuis le péché originel, les êtres humains ne contrôlent plus leur sexualité. Il aurait, sur la notion de péché de chair, une position plus modérée que Jérôme de Stridon et Grégoire de Nysse, en partie reprise aux platoniciens et aux néoplatoniciens.

## Biographie

### Enfance et jeunesse (354 à 371)

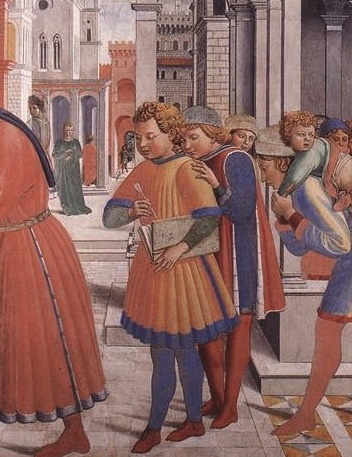
Augustin à l'école de Thagaste par Benozzo Gozzoli.

Né à Thagasthe (actuelle Souk Ahras en Algérie) dans la province romaine d'Afrique, Aurelius Augustinus est issu d'une famille punique de la classe aisée, mais « en voie de prolétarisation » et qui rêve de voir son enfant devenir avocat ou membre de l'administration impériale.
Les origines d'Augustin — qui se considérait comme « punique » avec une « vive conscience de son africanité » — sont probablement à l'image des populations locales, un mélange de phéniciens, berbères et latins,, une mixité culturelle « romano-punique » commune dans l'Afrique antique. Le père d'Augustin est un païen romanisé du nom de Patricius, avec rang de décurion et membre du conseil municipal de la cité. D'origine modeste, il n'a pas fait d'études. Monique, la mère d’Augustin, femme de tête obstinée et résolue, est une fervente chrétienne dont le prénom laisse entrevoir des origines berbères, ce qui a conduit certains auteurs à attribuer à Augustin une origine ethnique exclusivement berbère, un sujet qui, influencé par le renouveau culturel berbère, reste débattu. Le couple connaît des tensions liées à la fois aux infidélités du mari et au fait que l'épouse le trouve intellectuellement limité.
Augustin a un frère, Navigius, et une sœur qui deviendra supérieure du monastère d'Hippone (nom antique d'Annaba, ville du nord-est de l'Algérie), une cité de la province romaine d'Afrique qui relève de la province ecclésiastique de Numidie. Sa culture est foncièrement latine. Élève doué mais indocile, il déteste l'école et craint le châtiment de ses maîtres.
Le père d'Augustin, petit propriétaire foncier, réussit à épargner suffisamment pour que ses fils puissent bénéficier d'une éducation classique. Augustin commence son instruction à Thagaste puis, quand il a environ quatorze ans, part étudier dans la petite « ville-universitaire » voisine de Madaure, dont les écoles bénéficient d'une renommée « au-dessus du statut modeste de la cité » et où lui sont enseignées la grammaire latine et la rhétorique. Plus tard, dans les Confessions (livre I), il se montre critique envers l'enseignement élémentaire, qu'il estime trop centré sur l’éloquence et la mémoire, mais apprécie l'enseignement du grammaticus.
Le manque d'argent le contraint à revenir à la maison familiale à seize ans. À cette époque, il commet de menus larcins, tels que le célèbre vol des poires, non par besoin, mais par plaisir de la transgression. Il se le reproche plus tard et écrit dans son livre les Confessions :

« Dans le voisinage de nos vignes était un poirier chargé de fruits qui n'avaient aucun attrait de saveur ou de beauté. Nous allâmes, une troupe de jeunes vauriens, secouer et dépouiller cet arbre, vers le milieu de la nuit, ayant prolongé nos jeux jusqu'à cette heure, selon notre détestable habitude, et nous en rapportâmes de grandes charges, non pour en faire régal, si toutefois nous y goûtâmes, mais ne fût-ce que pour les jeter aux pourceaux : simple plaisir de faire ce qui était défendu. »

### Étudiant et professeur à Carthage

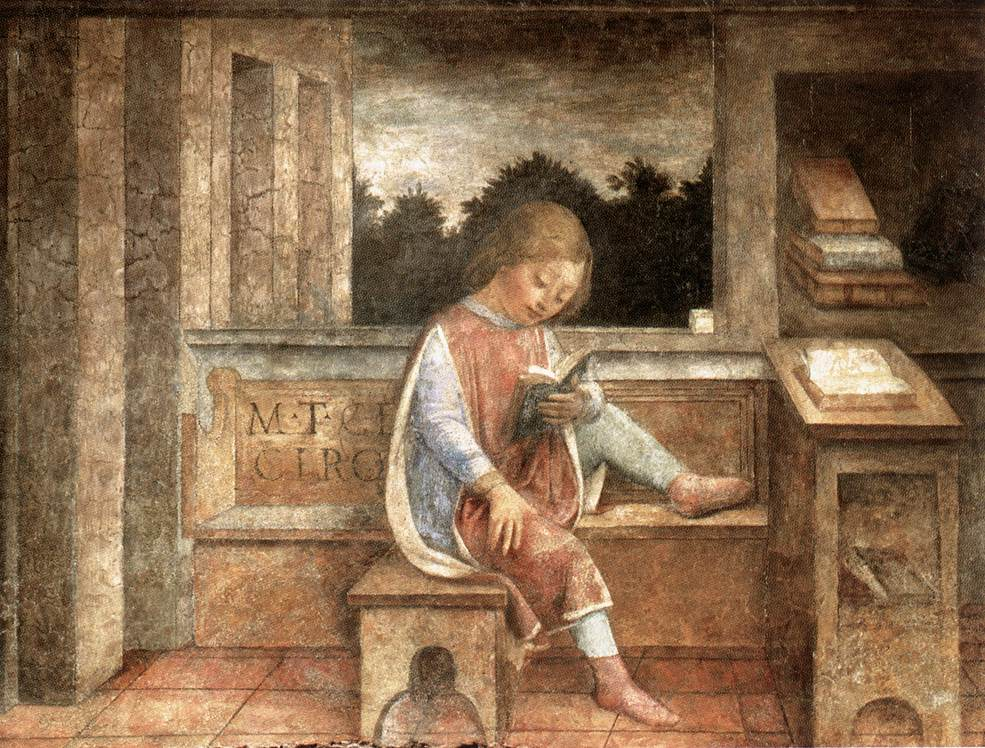
Le Jeune Cicéron lisant, fresque de Vincenzo Foppa (vers 1464), Collection Wallace, Londres.

Lorsque Augustin va vers ses dix-sept ans, son père — grâce à la libéralité d'un ami plus riche — acquiert les moyens d’envoyer son fils reprendre ses études à Carthage. Dans les Confessions, Augustin décrit le climat d'extrême sensualité de cette ville d'Afrique du Nord, « la friture des amours infâmes », les plaisirs de l’amour et du théâtre :

« Je vins à Carthage, partout autour de moi bouillonnait à grand fracas la chaudière des amours honteuses. »

Là, il connaît une sorte de crise d'adolescence. Dans un latin flamboyant et un style apprécié des Romains d'Afrique où abondent les jeux de mots et les chiasmes, il avoue : « Je n’aimais pas encore, mais j’aimais aimer et, par un besoin secret, je m’en voulais de ne pas en avoir encore assez besoin. »
Patricius meurt prématurément en 370 ou 371. L'année suivante, à Carthage, Augustin fait très vite la connaissance d'une femme dont il a un fils, Adéodat, et dont il partage la vie durant quinze ans, dans les liens du concubinage romain. On ne sait toutefois pas grand-chose de cette compagne.
La lecture de l’Hortensius de Cicéron, ouvrage aujourd'hui disparu, le conduit à se passionner pour la philosophie,, qui est alors comprise comme « l'amour de la Sagesse ». Si à Carthage le Christ n'est pas vu comme le « Sauveur souffrant » mais comme la Sagesse de Dieu, la façon extrêmement légaliste dont l'Église d'Afrique interprète les Écritures amènera Augustin à devenir, neuf ans durant, un adepte du manichéisme.
Tandis qu'il se convertit au manichéisme et alors qu'il est devenu chef de famille, Augustin doit trouver un métier : abandonnant le projet que son père et son protecteur Romanianus avaient pour lui — devenir avocat ou fonctionnaire impérial — il se fait enseignant. Aussi, en 375, retourne-t-il à Thagaste pour y ouvrir une école et enseigner la grammaire.
Néanmoins, Augustin revient assez rapidement à Carthage où il reste jusque vers 382. Il y occupe la chaire municipale de rhétorique. Un prix de poésie lui permet de devenir un familier du proconsul de Carthage, Vindicius, qui, s’apercevant de la passion d’Augustin pour l’astrologie, parvient à l’en détourner en lui montrant que le succès de quelques prédictions n’est que le fruit du hasard. Ce lien avec un personnage influent lui donne l'opportunité de nouer des relations qui lui permettent d'envisager un départ de Carthage pour Rome. Il est d'autant plus enclin à quitter Carthage qu'il veut faire carrière et qu'il trouve ses étudiants indisciplinés.

### Séjour en Italie et conversion d'Augustin

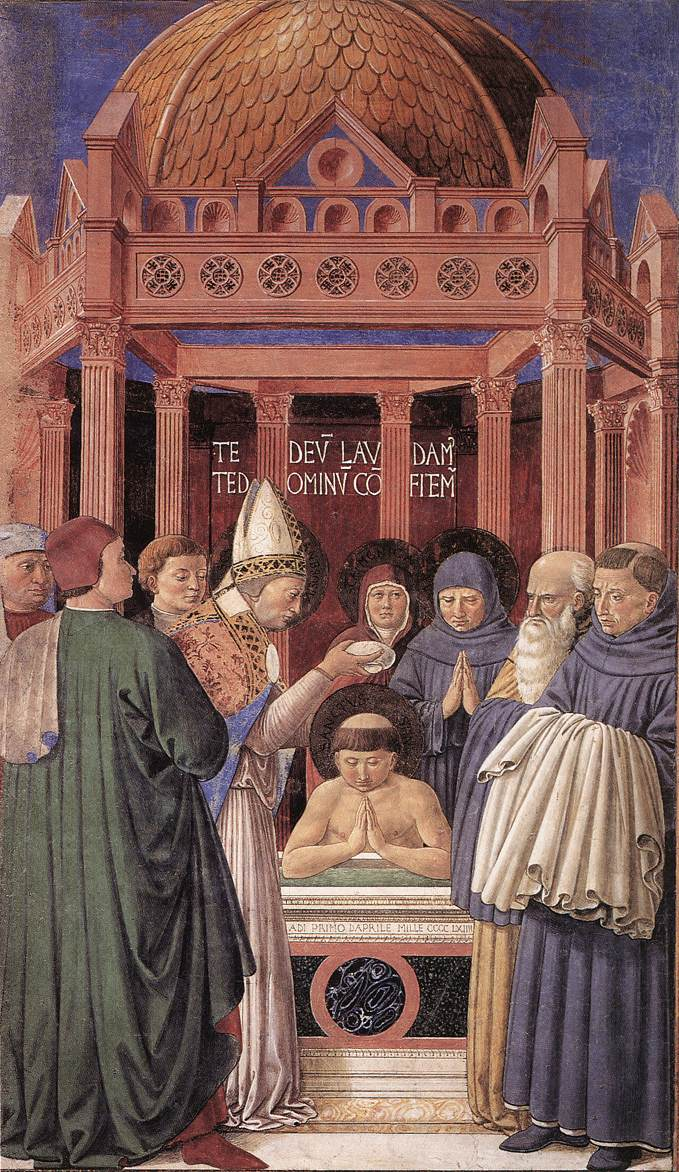
Le baptême d'Augustin, toile de Benozzo Gozzoli, XVe siècle.

Son année à Rome se passe mal. Il tombe malade, se sent coupable d'avoir menti à sa mère pour éviter qu'elle ne le suive, et pour finir, les étudiants s'avèrent aussi décevants qu'à Carthage et « oublient » de payer leur professeur. Heureusement, à l'automne 384, le sénateur Quintus Aurelius Symmaque, dont il est le protégé, l'envoie comme professeur de rhétorique à Milan, sur recommandation des manichéens.

« On demanda de Milan au préfet de Rome un maître de rhétorique pour cette ville, qui s'engageait même à faire les frais du voyage, et je sollicitais cet emploi par des amis infatués de toutes les erreurs manichéennes, dont, à leur insu comme au mien, mon départ allait me délivrer. Un sujet proposé fit goûter mon éloquence au préfet Symmaque, qui m'envoya. (Les Confessions, livre V, chap. 13, 23) »

À Milan, il fréquente une société composée de poètes et de philosophes, particulièrement des platoniciens. Il rencontre aussi Ambroise de Milan, l'évêque chrétien de la ville dont il suit les homélies avec assiduité. Sous son influence, il décide de rompre avec le manichéisme. Ambroise lui apprend également la lecture symbolique de la Bible, ce qui lui permet de dépasser ses préventions face à un texte qui le rebutait tant par sa forme que par son contenu.
Sa mère, qui a fini par le rejoindre, lui arrange une union avec un riche parti, mais la jeune fille n'étant pas encore en âge de se marier, il doit patienter deux ans. Il renvoie, sur les conseils de sa mère selon certains, la concubine avec laquelle il vivait depuis quinze ans. Puis, ne pouvant rester seul, il prend une nouvelle maîtresse.
Fin août 386, Ponticianus, un de ses compatriotes fonctionnaire à Trèves, en visite à Milan, lui fait le récit de la conversion au christianisme de deux de ses collègues du corps des agents secrets. Ce récit provoque chez Augustin un tel bouleversement qu'il se convertit à son tour.
Après sa conversion, Augustin abandonne le métier de rhéteur et fait une retraite culturelle (Otium Liberale), comme c'est la mode à la fin du IVe siècle, dans une villa qu'un ami a mise à sa disposition près de Milan à Cassiciacum (aujourd'hui Cassago Brianza). Durant ce séjour, il est accompagné de sa mère, qui fait office de maîtresse de maison, de son fils Adéodat, de son frère aîné Navigius, et de quelques-uns de ses amis. Ce séjour permet aussi à Augustin de se déprendre de la vie difficile qu'il a eue au début de son séjour en Italie. C'est de ce séjour que datent le Contre les Académiciens, De l'ordre, le Traité de la vie bienheureuse, les Soliloques.
Le séjour d'Augustin à Cassiciacum dure de septembre 386 jusqu'au 23 mars 387. Augustin revient alors à Milan et se prépare au baptême. Durant cette période, il écrit le De musica ainsi que plusieurs traités sur les arts libéraux : grammaire, dialectique, rhétorique, géométrie, arithmétique et philosophie, aujourd'hui perdus,. Dans la nuit du 24 au 25 avril 387, à Pâques, il est enfin baptisé par Ambroise, évêque de Milan, en même temps que son fils Adéodat et son ami Alypius.

« Combien j'étais ému ! Que de larmes s'échappaient de mes yeux, lorsque j'entendais retentir dans votre église le chœur mélodieux des hymnes et des cantiques qu'elle élève sans cesse vers vous ! Tandis que ces célestes paroles pénétraient dans mes oreilles, votre vérité entrait par elles doucement dans mon cœur ; l'ardeur de ma piété semblait en devenir plus vive ; mes larmes coulaient toujours, et j'éprouvais du plaisir à les répandre. (Les Confessions, livre IX) »

Sur le chemin du retour, en raison d'un blocus du port d'Ostie imposé par le co-empereur Magnus Maximus, Augustin, ses amis et sa mère sont obligés de demeurer quelque temps dans cette ville.

### Évêque d'Hippone

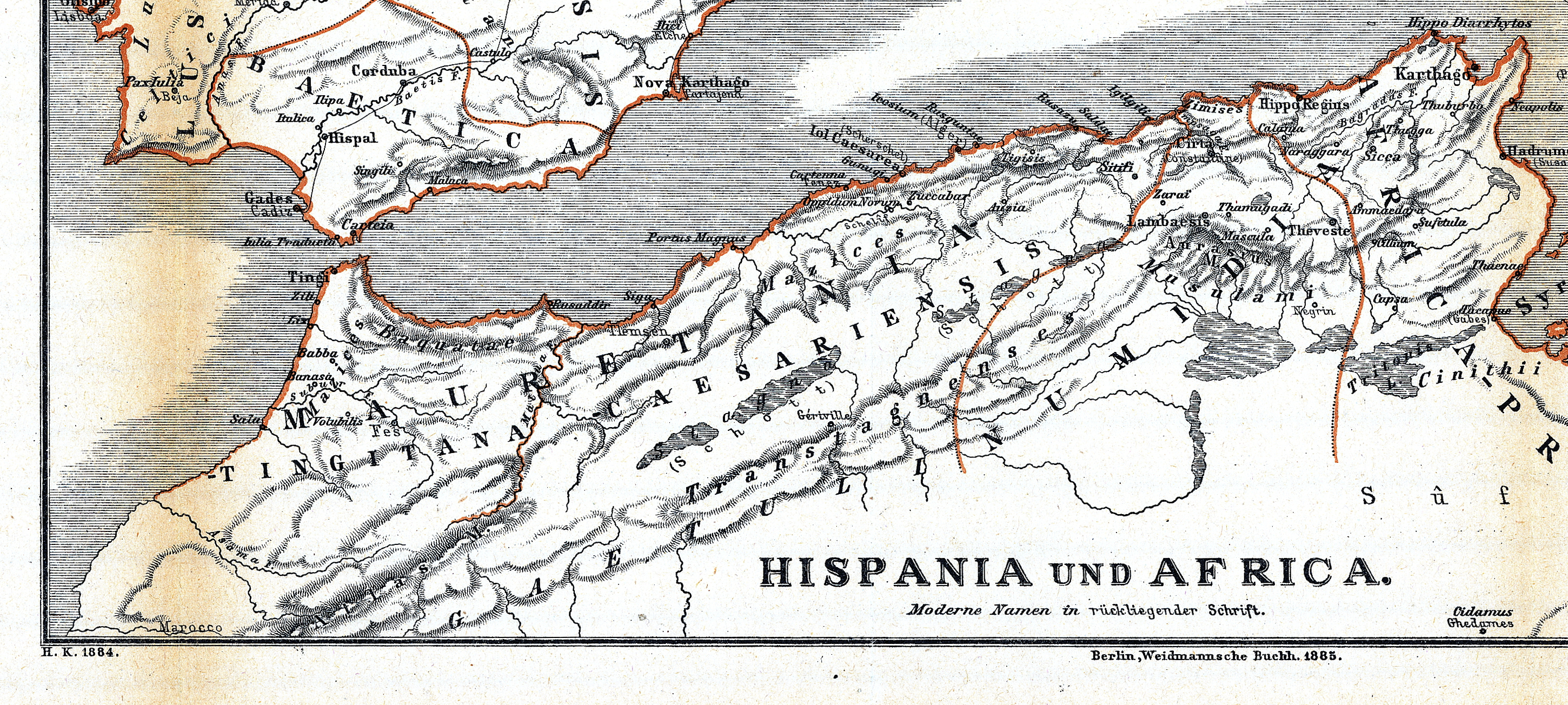
Carte de Numidie, avec Thagaste (Souk Ahras) et Hippone (Annaba).

Vers la fin de 388, il est de retour en Afrique après cinq ans d’absence. Il décide de vivre en communauté non loin de Thagaste (l'actuelle Souk Ahras en Algérie) avec ses amis, parmi lesquels se trouve Alypius, qui devient vite évêque du lieu. Les tensions entre catholiques et manichéens se faisant très vives, Augustin écrit De la vraie religion afin de dissuader ceux qui seraient tentés par le manichéisme. Il termine également avec son fils Adéodat De la Grandeur de l’âme, ouvrage qu’il avait commencé à écrire à Rome.
La mort de son fils à l’âge de 17 ans, et celle de Nebridius, un ami qu'il connaît depuis Carthage, provoquent chez lui un immense vide et lui donnent envie de quitter une vie purement contemplative. Aussi, en 391, il accepte d’aller à Hippone (l'actuelle Annaba en Algérie) rendre visite à un ami, membre de la police secrète, qui désire se retirer du monde, tout en sachant bien qu’on lui demandera de devenir prêtre. En effet, les évêques et les prêtres sont à cette époque choisis par les fidèles.
Au moment de son arrivée à Hippone, l'Église catholique est minoritaire face à la puissante Église donatiste, tandis que les manichéens sont très actifs. Leur chef Fortunatus est une ancienne connaissance d'Augustin. L'évêque catholique d’Hippone d’alors, Valerius, est un Grec qui parle mal le latin et ne comprend pas la langue punique. Aussi, lorsque ce dernier explique à ses fidèles le besoin de prêtres pour son église, ceux-ci saisissent Augustin pour l'ordonner prêtre sur-le-champ. Valerius fait tout pour conserver Augustin à Hippone et l'autorise à fonder un monastère dans le jardin de la principale église. Ce monastère fournira par la suite de nombreux évêques à l'Église d'Afrique, en recrutant de nombreux anciens membres de l'administration impériale, notamment de la police secrète.
Augustin se montre extrêmement actif pour renforcer la position de l'Église catholique. Le 28 août 392, lors d'un débat, il fait si bien qu'il réduit le chef des manichéens Fortunatus au silence et le force à quitter la ville. Instruits par l'expérience, les donatistes évitent le débat ; pour les affronter, Augustin écrit en 394 le Psalmus contra partem donati, destiné à les combattre sur leur propre terrain, celui des cantiques populaires.
En 395, Augustin est nommé évêque d'Hippone et le restera jusqu'à sa mort en 430. En 399, les temples païens carthaginois sont fermés. À cette occasion, il rédige la Catéchèse des Débutants.
C'est à Hippone (l'actuelle Annaba en Algérie) qu'il écrit les grandes œuvres de la maturité : Les Confessions (397 à 400) ; De la Trinité (410-416) ; La Cité de Dieu (410 à 426). C'est aussi depuis Hippone qu'il mène l'essentiel de ses combats contre les manichéens (environ de 387 à 400), contre les donatistes (environ de 400 à 412) et contre les pélagiens, de 412 à 430.
Augustin impose à son clergé un mode de vie très modeste, à son exemple. Toutefois, il est confronté à certaines dérives, et le lien entre les nouveaux clercs et les anciens — très unis et aux tendances autoritaires — est difficile. Comme l'Église d'Afrique en général, il se montre peu missionnaire et n'essaie guère d'évangéliser hors de la frontière romaine et de la zone littorale d'Afrique du Nord.
Durant cette période, Augustin est le conseiller spirituel d'une certaine Pauline, dont on sait peu de choses, sinon qu'il pourrait s'agir d'une noble romaine. De la correspondance qu'ils échangent, il reste la lettre 147, connue sous le titre de La Vision de Dieu.
Il passe les dernières années de sa vie à établir une chronologie de ses écrits, à les relire et à les évaluer, ce qu'il fait dans les Rétractations. Il meurt à Hippone en 430, pendant le siège de la ville par Genséric, roi des Vandales. Il laisse derrière lui une œuvre considérable. Il passe ses derniers jours volontairement seul, de peur d'être distrait, se concentrant sur la lecture des psaumes de David affichés au mur de sa cellule.

### Dépouille et reliques

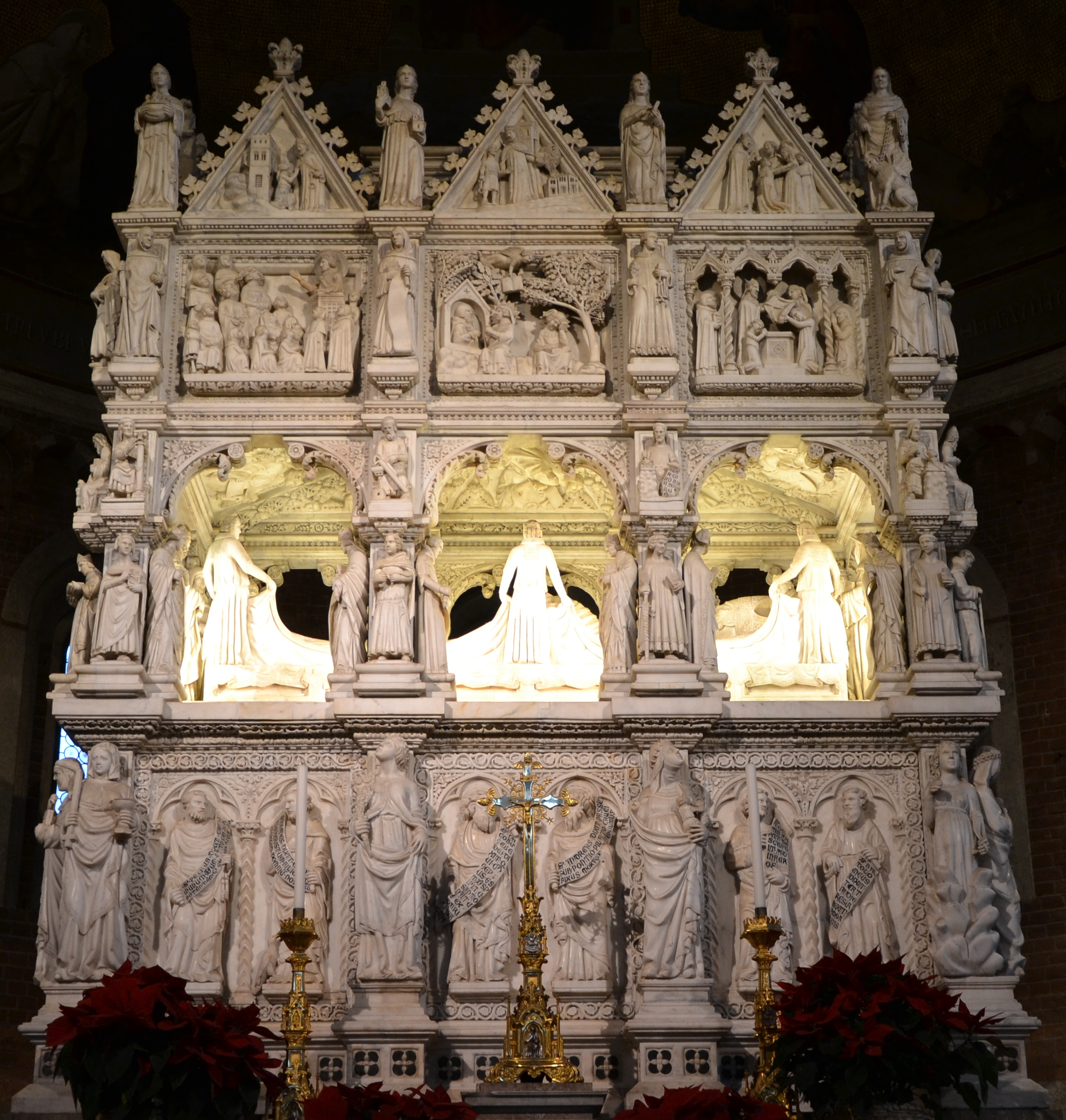
Giovanni di Balduccio, tombe de saint Augustin (1362-1365) à la basilique San Pietro in Ciel d'Oro à Pavie.

Selon son biographe Possidius de Calama, Augustin est enterré le jour même de sa mort, probablement dans l'enceinte de l'église cathédrale d'Hippone, la cité étant toujours assiégée. Après l'installation des Vandales ariens en Afrique du Nord, un grand nombre de clercs catholiques s'exilent en Sardaigne, notamment au cours de deux vagues vers 508 et 518, ainsi qu'en témoigne la Vita consacrée à Fulgence de Ruspe.
Contrairement à la tradition populaire qui veut que ce soit Eugène de Carthage et Fulgence qui aient organisé la translation du corps de l'évêque d'Hippone à Calaris, il faut attendre encore près de deux siècles avant que les restes de l'évêque d'Hippone n’arrivent sur l'île, alors sous domination Byzantine : il semble en effet établi que le corps d'Augustin n'a été transporté d'Afrique du Nord à Calaris par des réfugiés fuyant l'Afrique du Nord à la fin du VIIe siècle. Toutefois, certains chercheurs considèrent que les restes de l'évêque, ainsi que sa bibliothèque, ont pu être emportés par les Romains battant en retraite dès après la prise d'Hippone par les Vandales, peu avant 435.
D'après Bède le Vénérable, qui écrit vers 725, les restes d'Augustin sont ensuite transférés à Pavie vers 721-725 à l'initiative du roi lombard Liutprand qui les acquiert en échange d'une somme considérable dont on ignore si elle est versée aux musulmans, qui se livrent alors à des raids côtiers menaçant la Sardaigne, aux chrétiens locaux ou aux dirigeants byzantins de l'île. Quoi qu'il en soit, les reliques sont alors transportées par bateau jusqu'à Gênes puis portées en procession vers Pavie, où elles sont déposées un 11 octobre par Pierre, évêque du lieu et oncle du souverain lombard, en la basilique San Pietro in Ciel d'Oro où se trouve déjà la dépouille de Boèce.
La tombe de saint Augustin devient l'objet de vénération et de nombreuses guérisons miraculeuses lui sont attribuées. La garde du corps est confiée à une communauté monastique mentionnée pour la première fois dans un texte du Xe siècle comme appartenant à l'ordre bénédictin. Certains éléments de la dépouille sont disséminés comme reliques : au début du onzième XIe siècle, le bras gauche est vendu ou donné à un évêque anglais qui l'emmène à Coventry, une vertèbre est envoyée à Raguse, un doigt à Parme…
En janvier 1327, le pape Jean XXII, par la bulle Veneranda Sanctorum Patrum, fait des augustins les gardiens de la tombe aux côtés des chanoines réguliers de Mortara qui ont remplacé les bénédictins depuis 1220. Les reliques sont déplacées ou dissimulées avant le XIVe siècle, si bien qu'il n'y a plus de certitude quant à leur localisation, ce qui ouvre à de vives polémiques sur l'authenticité des ossements trouvés par des ouvriers à l'occasion de travaux effectués dans la basilique en 1695, mais également un regain de ferveur populaire. Après moult péripéties au cours des siècles qui suivent, les reliques d’Augustin sont transférées en 1900 du Duomo à la basilique San Pietro, qui vient d'être reconsacrée : elles y sont placées sur le maître-autel dans un coffret en argent où elles font toujours l'objet de vénération.

### Saint et docteur de l'Église
Augustin est canonisé en 1298 et reconnu comme docteur de l'Église la même année par le pape Boniface VIII. Il est fêté par les catholiques le 28 août, jour de sa mort. Augustin est considéré comme le saint patron des brasseurs, des imprimeurs et des théologiens. L'Église orthodoxe le considère également comme un saint et le célèbre le 15 juin.

## L'homme Augustin

### Une formation de rhéteur et non de philosophe

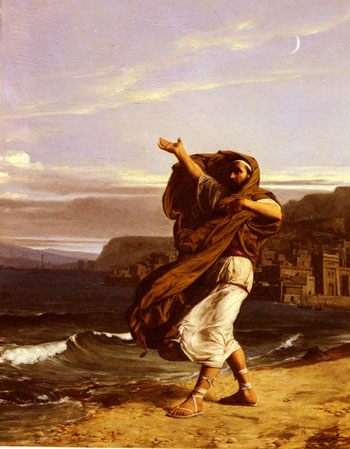
Démosthène s'exerçant à la parole : un des rhéteurs de l'Antiquité les plus connus avec Cicéron.

L'éducation d'Augustin est entièrement tournée vers « la maîtrise de la parole » que les étudiants acquièrent alors par l'étude de quelques grands anciens (Virgile, Cicéron, Salluste) qu'ils apprennent quasiment par cœur. Augustin, élève précoce et doué, aime les classiques latins. Sa formation marque son approche des Écritures, son art d'écrire et son choix des mots. Elle lui donne aussi les clés pour comprendre et être compris des lettrés du monde romain. En revanche, cette méthode d'enseignement est peu adaptée à l'apprentissage des langues et Augustin, à la fin de ses études, ne connaît pas le grec. Augustin est ainsi quasiment le seul philosophe latin de l'Antiquité à ne pas réellement maîtriser le grec, même si dans sa maturité il s'efforce de remédier en partie à cette lacune.
Augustin est par formation et par son talent naturel un redoutable rhéteur et polémiste qui, à la fin de sa vie, selon Peter Brown, sait « trop bien mettre en branle la rude machine de la controverse ecclésiastique », notamment à l'égard de Julien d'Éclane. Une part importante de son œuvre est liée à ses controverses avec les manichéens, avec les donatistes qui dominaient alors l'Église chrétienne d'Afrique, avec les lettrés romains païens, et enfin avec le pélagianisme, d'abord celui de Pélage puis celui de Julien d'Éclane. Dans ses polémiques, il adopte parfois des positions dures, comme en témoigne sa devise durant sa campagne contre les donatistes : « couvre-leur la face d'ignominie ». La polémique terminée, il n'hésite pas à utiliser l'administration impériale pour faire appliquer les décisions adéquates.

### La période manichéenne d'Augustin
La lecture de l’Hortensius de Cicéron pousse Augustin vers l'étude de la Sagesse. Comme le christianisme en Afrique du Nord se voulait le représentant de la Sagesse véritable, Augustin aurait pu être attiré par ce dernier dès le début, mais l'Église africaine est très pragmatique et offre peu d’attrait pour un intellectuel comme Augustin. Au contraire, le manichéisme, alors en pleine expansion, donne à ses membres le sentiment de figurer parmi les Élus — nom que la secte confère d'ailleurs à ses chefs. Le mystère dont ils s’entourent, leur vie ascétique, les liens forts qui les unissent, constituent également d'autres raisons de l'attrait d'Augustin pour les manichéens. Enfin, les manichéens se présentent comme de vrais disciples du Christ, vu avant tout comme « Jésus souffrant ». Cette vision s'inscrit parfaitement dans la perspective d’une doctrine où le Bien est sans défense et passif face au Mal, et où Dieu est privé de sa toute-puissance.

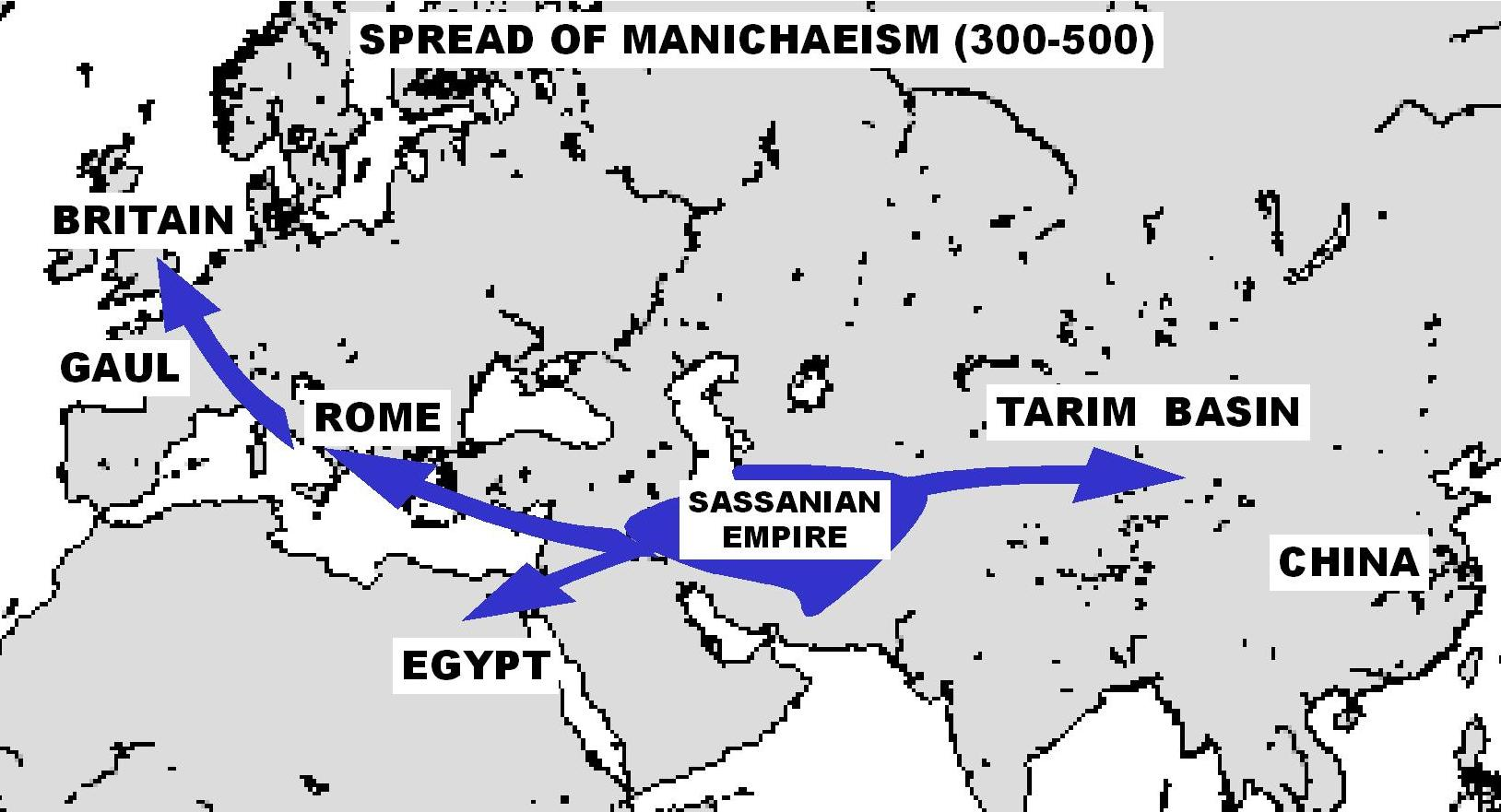
La diffusion du manichéisme entre 300 et 500 de notre ère. Le manichéisme s'est étendu de l'Orient à l'Occident, un certain nombre des écrits les plus importants que l'on possède sont écrits en chinois.

Plus tard, Augustin considère cette approche de Dieu comme le principal point faible du manichéisme. Toutefois, sur le moment, le manichéisme permet à Augustin de ne pas attribuer le mal à Dieu. Un autre avantage de cette doctrine est que ce n'est pas l'Homme qui pèche mais quelque chose dans sa nature, ce qui permet d'évacuer la responsabilité des êtres humains. Dans les Confessions, Augustin avoue avoir été longtemps sensible à ce point. Par ailleurs, le manichéisme lui permet d'échapper à l'image de Dieu le Père héritée de l'Ancien Testament que les manichéens rejettent. De même, le manichéisme propose une vision très négative des patriarches (dont le comportement est vu comme trop humain, voire immoral), ce qui n'est pas sans écho chez Augustin. Mais ce dernier n'adhère pas seul au manichéisme : il entraîne dans son aventure un groupe d'amis lettrés qu'il va avoir plus tard le plus grand mal à faire retourner dans le giron de l'Église.
Même si Augustin est durant neuf ans un « auditeur », c'est-à-dire un fidèle du manichéisme, très vite, il se sent à l'étroit dans ce mouvement et ce pour plusieurs raisons. D’abord la majeure partie des convertis au manichéisme sont des commerçants qui se posent moins de questions qu'Augustin. Ensuite, quand ce dernier finit par rencontrer le responsable des manichéens pour l'Empire romain, Fauste de Milève, celui-ci le déçoit par son manque de culture classique. Augustin quitte alors le manichéisme car il estime qu'il ne lui permet plus de progresser. Il ne croit pas, à la différence des manichéens, que l'on puisse se « dispenser des exigences exaltantes qu'implique dans la philosophie classique la recherche de la vérité ». Après avoir quitté le manichéisme, il fait un bref retour à Cicéron et au scepticisme, se reprochant d'avoir adhéré à une secte trop rapidement, sans avoir pris le temps du jugement.

### Augustin et les femmes

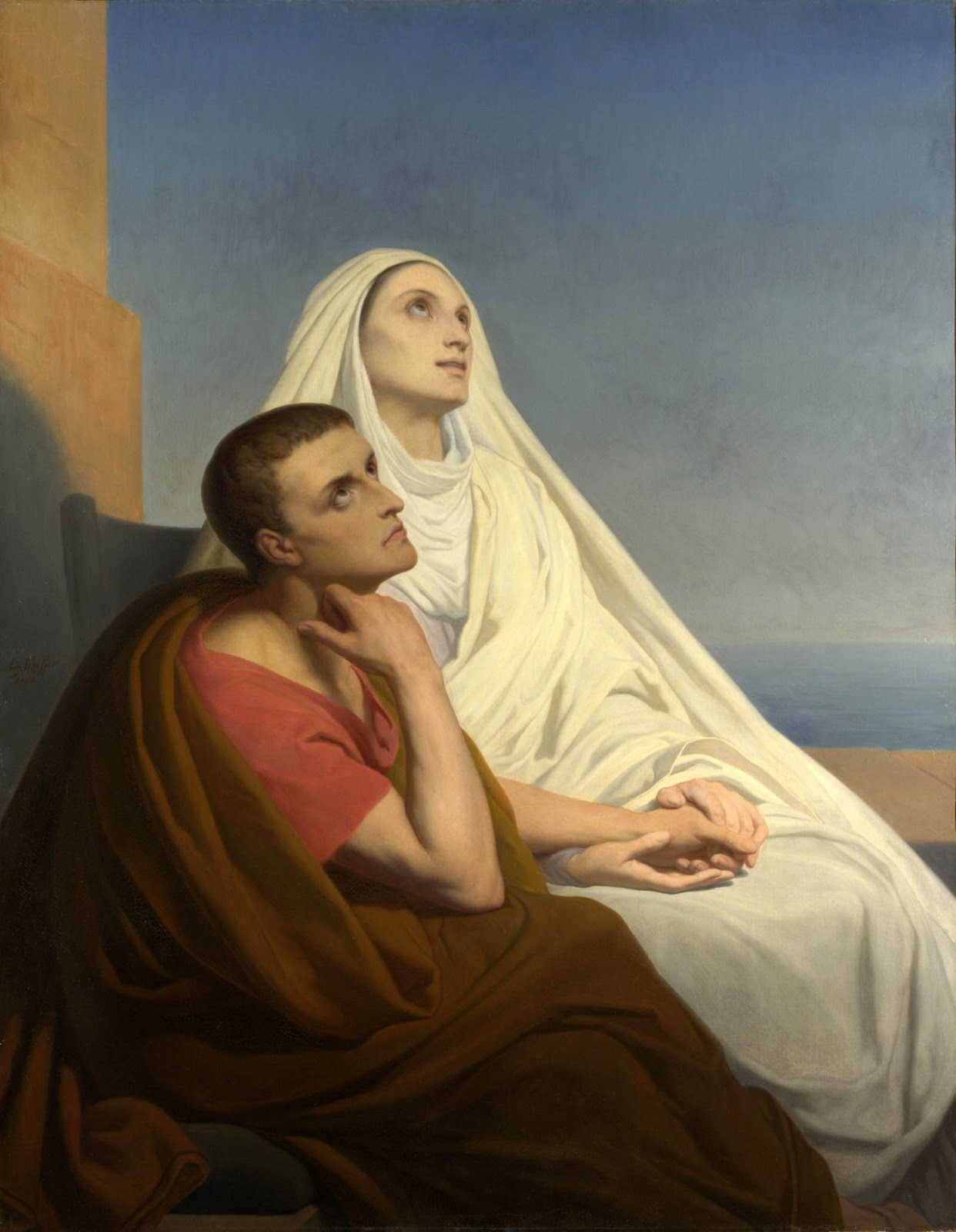
Saint Augustin et sa mère sainte Monique (1846), par Ary Scheffer.

Deux femmes ont beaucoup compté pour Augustin : sa mère, Monique, et une concubine — dont nous ignorons le nom — avec laquelle il a vécu pendant treize ans et dont il a eu un fils, Adéodat.
Sa mère lui est si attachée que Peter Brown la qualifie de « mère abusive ». Augustin lui-même estime que l'amour qu'elle lui porte est à certains égards « trop charnel ». Malgré tout, Monique, chrétienne ardente, sait se montrer ferme avec son fils. Ainsi, lorsqu'il devient manichéen, elle le chasse de la maison tout en restant proche de lui. Elle veut également à toute force le suivre à Rome, obligeant Augustin, qui désire être seul, à mentir, mensonge qu'il se reproche et qui assombrit son séjour à Rome. Elle réussit malgré tout à le rejoindre et le suit à Milan et à Cassiacum où il passe plusieurs mois de retraite philosophique avec certains de ses amis et relations. Elle y fait office de maîtresse de maison tout en participant aux discussions. Monique meurt à Ostie sur le chemin de retour en Afrique durant l'été 387. Augustin, dans Les Confessions, évoque cette disparition et les moments qui ont précédé en ces termes :

« À peu de distance de ce jour où ma mère devait sortir de cette vie, jour que vous connaissiez, mais que nous ignorions, il était arrivé, par un effet de vos vues secrètes, comme je le crois, qu’elle et moi, nous nous trouvions seuls appuyés à une fenêtre, donnant sur le jardin de la maison qui était notre demeure à Ostie, à l’embouchure du Tibre, […] vous savez, Seigneur, que ce jour-là, durant ce discours, le monde et tous ses plaisirs nous paraissaient bien vils. Alors ma mère dit : « Mon fils, pour ce qui me regarde, plus rien ne me charme en cette vie. J’ignore ce que je dois faire encore ici, et pourquoi j’y suis, après que mon espérance de ce siècle a été accomplie. Il n’y avait qu’une seule chose pour laquelle je désirasse rester un peu dans cette vie, c’était de te voir chrétien catholique avant de mourir. Mon Dieu m’a accordé cela au-delà de mes vœux ; je te vois son serviteur, non content d’avoir méprisé les terrestres félicités ; que fais-je donc ici ? (IX, § 10) »

De la femme qui a partagé sa vie durant treize ans, nous ignorons tout jusqu'au nom. Il la quitte lorsqu'il envisage de réaliser un « riche mariage », pratique courante à l'époque où le statut social pouvait être un obstacle à l'accession au « matrimonium ». Mais le fait qu'il oublie de la nommer ne signifie pas qu'elle n'ait pas compté pour lui. C'est la thèse que soutient Mendelson, qui relève qu'Augustin utilise, pour évoquer cette séparation, les mots cœur (« cor »), était attaché (« adhaerebat »), et blessé (« conscium et vulneratum »), employés dans les Confessions seulement dans deux autres situations : pour parler de la mort de sa mère et de celle d'un de ses amis. Le passage des Confessions qui traite de cette séparation peut être analysé comme sous-tendu par la philosophie néoplatonicienne du désespoir d'une âme, lorsqu'elle doit aller plus loin que les attachements terrestres pour chercher l'unité avec l'Un.

### La conversion d'Augustin

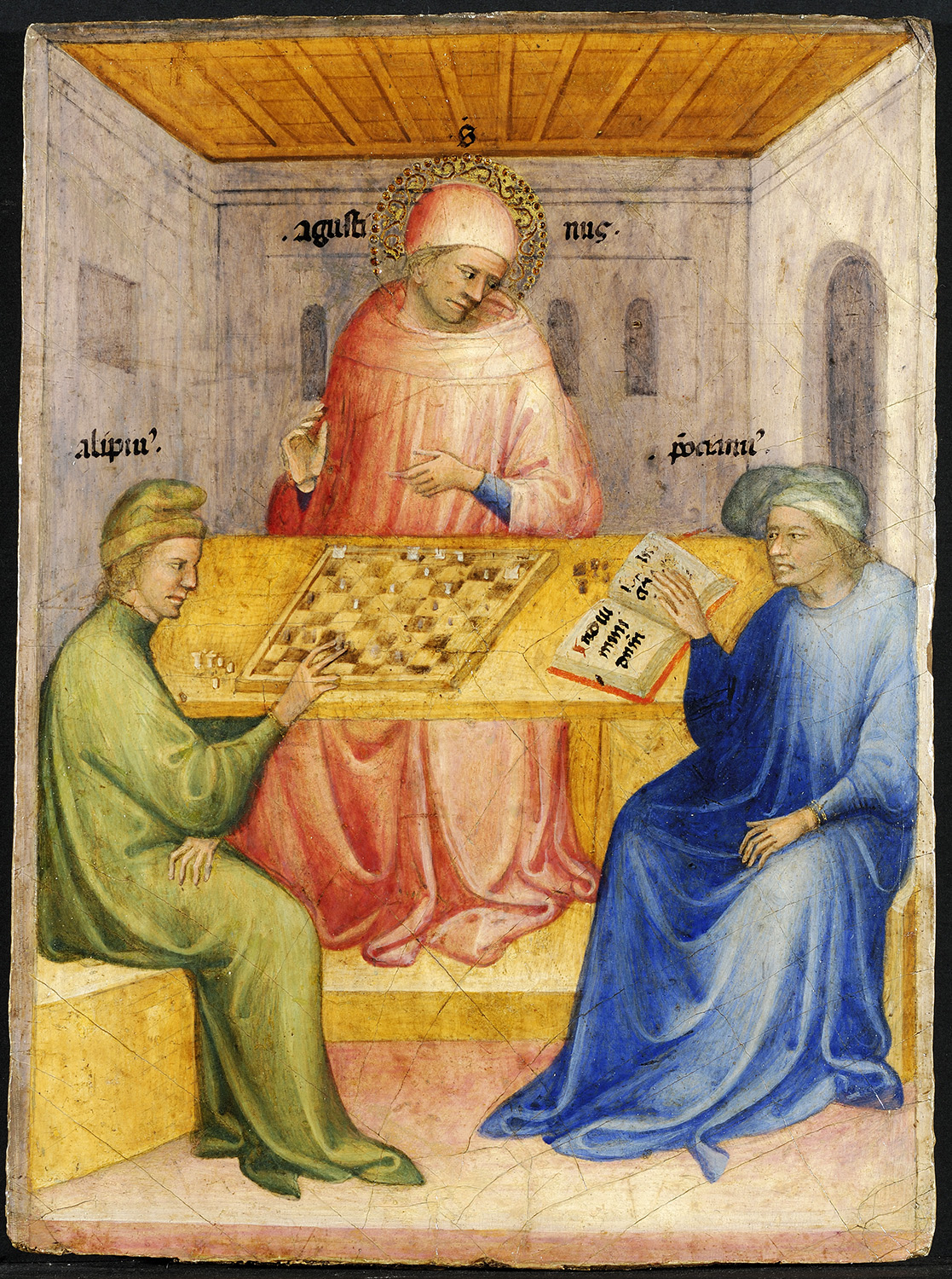
La conversion d'Augustin par Nicolo di Pietro.

Si Augustin n'est pas baptisé, il est malgré tout avant sa conversion un catéchumène. Selon une pratique courante de l'époque, sa mère l'avait fait « marquer du signe de la croix et purifier par le sel » comme tel dès sa naissance. Il conserve ce statut en partie par intérêt car l'Empire est alors chrétien. La conversion qui le mène au baptême résulte d'un long cheminement étalé sur quatorze ans et qui comporte trois grandes étapes. La première phase a lieu lors de sa lecture de l’Hortensius de Cicéron, qui constitue une « conversion à la sagesse ».
Survient alors la deuxième phase, que Marie-Anne Vannier nomme l’épistrophé (conversion métaphysique). Celle-ci a lieu à la suite de sa rencontre à Milan avec Ambroise qui le séduit autant par sa personnalité d'ancien haut fonctionnaire devenu évêque et l'un des hommes forts de l'Empire, que par ses sermons fortement imprégnés de néoplatonisme. Pour Ambroise, l'âme prime sur le corps, et l'Ancien Testament est lu à travers un prisme néoplatonicien, où « sous la lettre opaque et rebutante de l'Ancien Testament, son sens caché, « l'Esprit », appelle l'âme à prendre son essor et à s'envoler vers un autre monde », ce qui est attirant pour Augustin, dont les réticences envers le christianisme sont pour une large partie liées à ce qu'il considérait comme une certaine pauvreté intellectuelle.
Sous l'influence d'Ambroise et à la suite de la lecture d'ouvrages néoplatoniciens, il se convertit de façon formelle au christianisme tel qu'il est conçu à Milan. Mais il ne s'agit pas encore d'une conversion en profondeur (métanoïa), celle qui engage toute sa vie. Celle-ci n'a lieu qu'un peu plus tard dans le jardin d'une villa de Milan, comme il le relate dans Les Confessions (VIII, 12) :
Il convient de souligner que tant pour lui que pour les chrétiens qui le suivront, sa conversion a un caractère apologétique et que nous avons affaire à un rhéteur habile. Aussi un auteur comme Mendelson conseille-t-il de lire ce récit avec un certain recul.

## Athènes, Jérusalem et Rome dans la pensée d'Augustin
Augustin est considéré comme l'un des principaux artisans de la synthèse réalisée par les Pères de l'Église entre le néoplatonisme, le judéo-christianisme, les Écritures, et — comme le montre son livre la Cité de Dieu — la culture classique latine. À ce titre, il a longtemps influencé la partie de l'Occident marquée par les christianismes catholique et protestant. Il convient également de noter que si le stoïcisme a aussi influencé Augustin qui cite souvent Zénon et Chrysippe, cette influence est malgré tout plus discrète que celle des courants philosophiques ci-dessous.

### Augustin: les Écritures et la littérature gréco-romaine

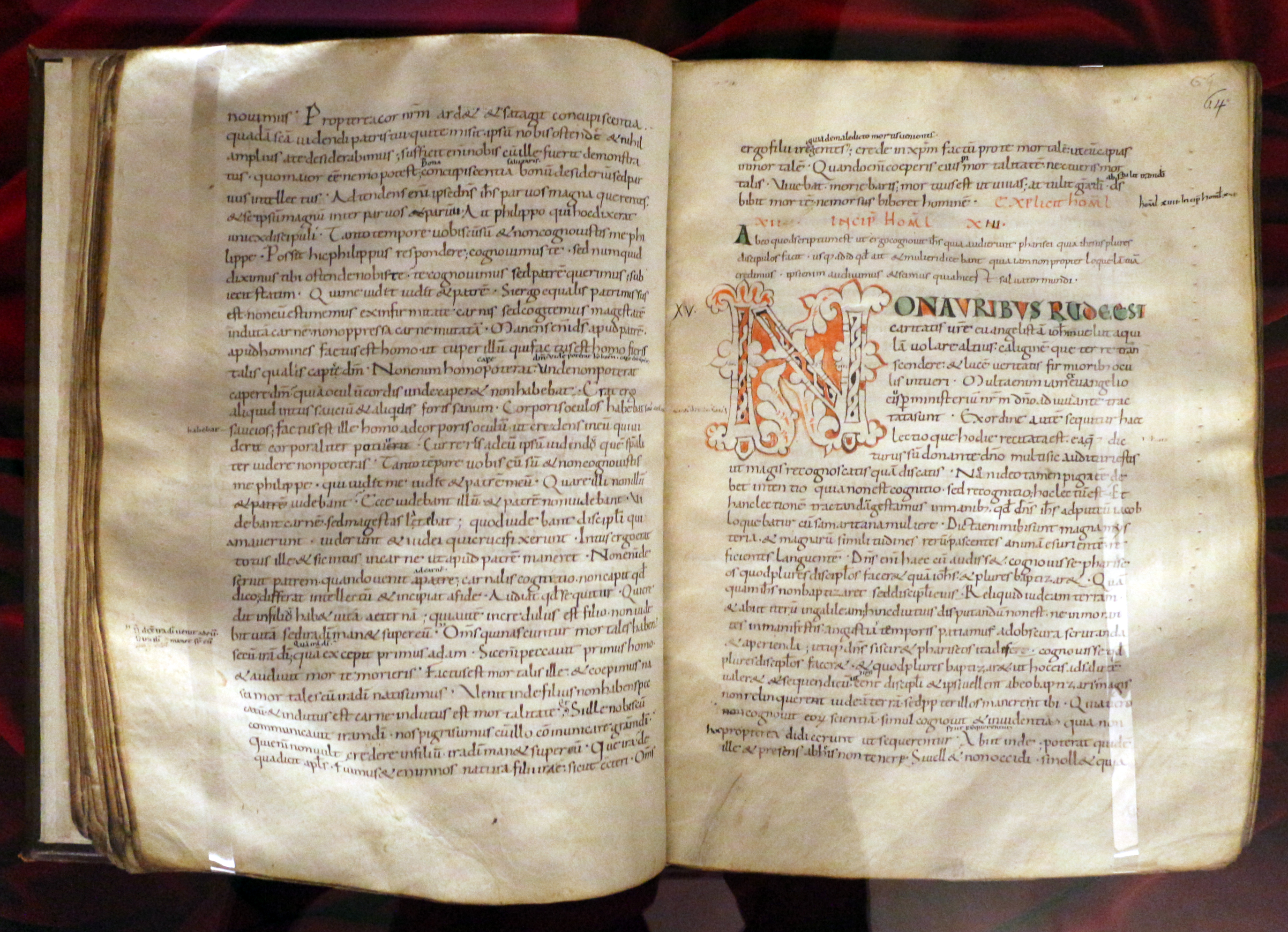
In evangelium Ioannis, 1050-1100 ca., Bibliothèque Laurentienne (Biblioteca Medicea Laurenziana), Florence.

Augustin découvre la Bible à travers la Vetus Africana, une traduction sommaire et mal écrite qui déroute un homme habitué aux écrits de Cicéron et des grands auteurs latins. En plus, le fond lui-même, avec ses « généalogies bancales, ses épisodes tirés par les cheveux, et les histoires pénibles voire salées », lui déplaît. Cette réaction n'est pas propre à Augustin. On la trouve aussi chez d'autres chrétiens comme Lactance et des néoplatoniciens comme Porphyre.
Sa rencontre avec Ambroise de Milan lui fait découvrir une nouvelle façon de lire la Bible. Au lieu de se contenter d’une lecture littérale, il s’agit de recourir à l’allégorie de façon à percevoir le sens caché. Cette méthode, d'abord utilisée par les Grecs au VIe siècle avant notre ère pour interpréter Homère a été utilisée plus tard par Philon d'Alexandrie pour la Bible, puis popularisée par Clément d'Alexandrie au IIe siècle. À leur suite, Augustin distingue deux niveaux de lecture des Écritures : le mode simple et le mode figuré. Il écrit dans la Morale de l'Église :

« Bien des choses y sont exprimées sur un mode plutôt simple, accommodé aux âmes qui se traînent à terre, afin que les réalités humaines leur permettent de se dresser vers les divines ; bien des choses y sont exprimées sur le mode figuré, afin que l'esprit studieux s'y exerce plus utilement dans sa recherche et s'y réjouisse davantage dans sa découverte. »

Sur ce point, son De Doctrina christiana (396-426) est considéré comme un « grand traité d'exégèse biblique ».
Il y a chez Augustin une tension entre le mystère sans fond des Écritures, la capacité de l'intelligence humaine, un don divin, « à y trouver le maximum de lumière compatible avec sa nature fatalement limitée ». Dans le De Consensu evangelistarum (399-400) et dans La Vision de Dieu, il s'interroge sur les passages apparemment contradictoires des Évangiles et en conclut que, puisque les Évangiles ne peuvent se contredire, il faut essayer d'en comprendre le sens qui nous échappe.

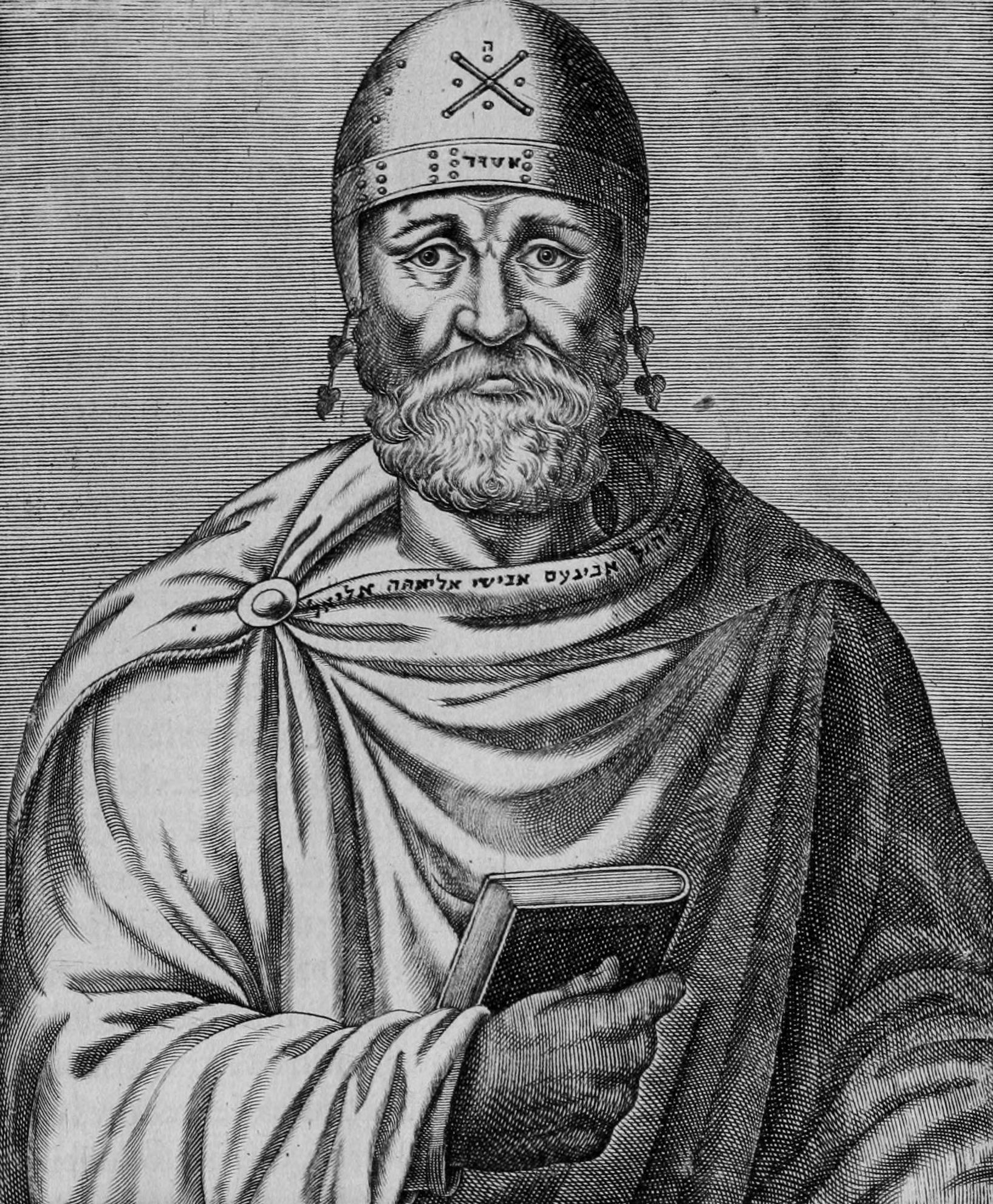
Philon d'Alexandrie.

La méthode allégorique et apologétique d'interprétation des Écrits bibliques conduit les apologistes chrétiens à « présenter le christianisme sous une forme compréhensible au monde gréco-latin », en s'appuyant non seulement sur Philon d'Alexandrie, qui a tissé des liens entre le judaïsme et la pensée grecque, mais également sur le prologue de l'Évangile selon Jean : « Au commencement était le Logos, et le Logos était près de Dieu et le Logos était Dieu ». Le recours au Logos, concept central de la philosophie grecque, permet d'interpréter les Évangiles dans les termes de la philosophie grecque comme l'avait vu Amélius, un disciple de Plotin. De sorte qu'Augustin est l'un des fers de lance d'un christianisme vu comme une philosophie, voire comme la philosophie.
Augustin hiérarchise les écrits fondateurs en mettant d'abord les Écritures bibliques reconnues par l'Église puis les textes des grands auteurs chrétiens. Il écrit à sa correspondante Pauline dans La Vision de Dieu :

« En effet, tu ne m'accordes pas le même crédit qu'à Ambroise et aux témoignages de poids tirés de son œuvre ; ou, si tu penses qu'il faut nous croire tous deux d'une manière égale, iras-tu nous comparer à l'Évangile ou mettre sur le même plan nos écrits et les Écritures canoniques ? Assurément, à juger sagement les choses, tu vois que leur autorité passe loin devant la nôtre. »

La culture gréco-latine imprègne son grand ouvrage la Cité de Dieu, dans lequel il oppose constamment « nos écritures » aux auteurs latins « votre Virgile ». Le titre même de l’ouvrage, non pas Le Royaume de Dieu mais La Cité de Dieu, témoigne de cette influence. Enfin il convient de noter que ce livre a contribué à faire connaître à des générations de lecteurs la culture romaine, notamment la religion romaine ancienne et les écrits de Varron et d'autres auteurs.

### Augustin et le néoplatonisme

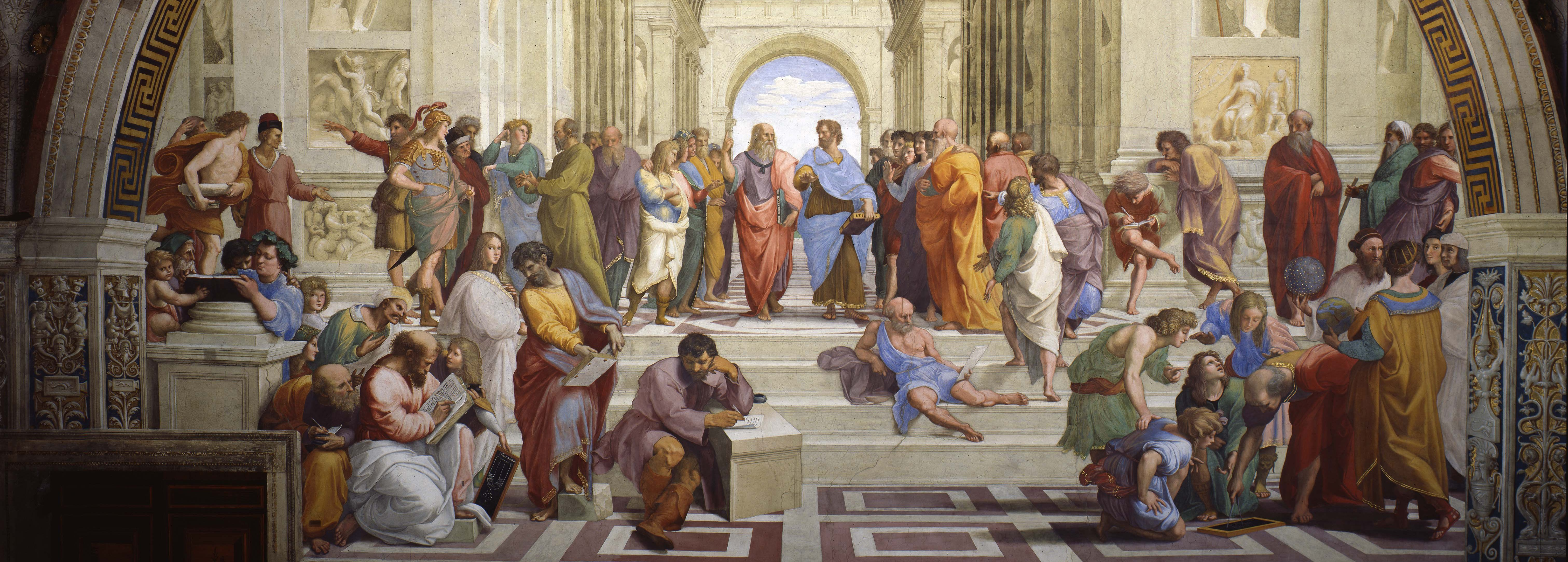
L'École d'Athènes par Raphaël.

Depuis le IIe siècle, des auteurs chrétiens tels Clément d'Alexandrie ou Origène cherchent à acculturer le christianisme au monde gréco-latin en s'appuyant sur le platonisme. Lorsque Augustin arrive à Milan au IVe siècle, le néoplatonisme de Plotin — un Grec d'Égypte dont Les Ennéades ont été publiés par son disciple Porphyre — connaît une très grande faveur, tant auprès des païens que des chrétiens.
Les écrits des néoplatoniciens traduits en latin par un chrétien, Marius Victorinus, exercent une forte influence sur Ambroise de Milan, le grand homme du christianisme de l'époque pour qui « les disciples de Platon représentent l'aristocratie de la pensée ». Pendant ses années en Italie du Nord, Augustin s'imprègne des écrits de ces auteurs et, d'une certaine façon, les fait siens. Peter Brown estime que « Plotin et Porphyre sont en quelque sorte greffés de façon presque imperceptible dans ses écrits et forment comme la base toujours présente de sa pensée ».
Plusieurs éléments attirent alors les chrétiens vers les néoplatoniciens : le Royaume du Christ n'est pas de ce monde et celui des platoniciens non plus puisqu'il est dans le royaume des idées ; pour les platoniciens l'intellect est un médiateur entre l'Un et le monde extérieur, une idée que les chrétiens rapprochent de l'Évangile de Jean, où il est question du « Verbe ». Mais, pour Augustin, Plotin a un autre mérite. Il lui permet de surmonter la tentation dualiste et manichéenne qu'il a éprouvée dans sa jeunesse. En effet, chez Plotin l'Un est actif et modèle le monde sans être souillé, alors que dans le manichéisme le Bien est passif face au Mal.

#### Une architectonique inspirée par celle du néoplatonisme

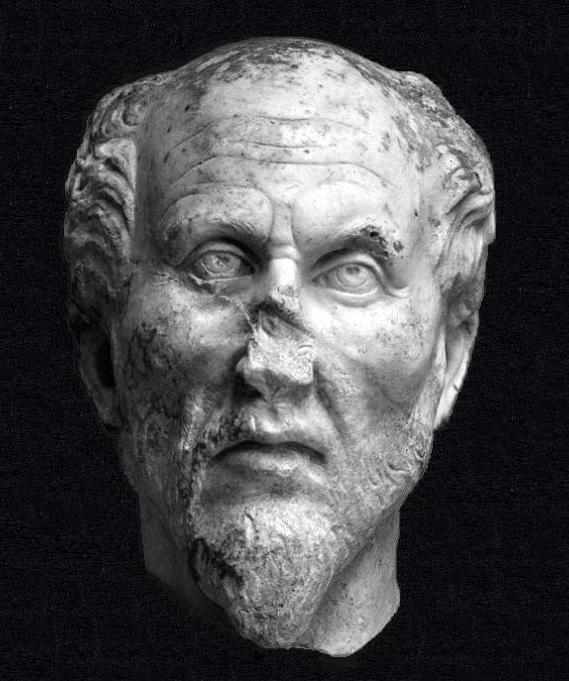
Tête sculptée, probablement une représentation de Plotin.

Pour Mendelson, « ce qui met l'ontologie néoplatonicienne à part […] c'est à la fois la fermeté de sa promesse et la grandeur de l'architectonique qui complète le monde des apparences visibles ». Si le néoplatonisme se fonde sur une opposition monde sensible/monde physique et raison/spirituel, son architectonique est fondamentalement basée sur l'Un. En écho, dans l'architectonique augustienne, « Dieu est l'ultime source et point d'origine pour ce qui est dessous ».
Chez Augustin et les néoplatoniciens, la pluralité et la diversité viennent de l'Un ou de Dieu dans un mouvement descendant. Le monde sensible est celui du privé, des choses qui passent, tandis que le monde intelligible, celui du public, est formé des réalités éternelles. Le monde intelligible cherche l'unité avec Dieu, avec la source, tandis que le monde sensible se laisse piéger par les choses matérielles et n'est donc capable que d'accéder à une petite portion du réel.
Au contraire, le monde intelligible et la raison, importante tant chez Augustin que chez les néoplatoniciens, permet d'orienter la sensibilité humaine vers le haut, vers Dieu. Pour Augustin, le mal moral réside dans le fait de s'en tenir aux biens inférieurs et par là de se détourner de Dieu.

#### Les points de désaccord entre Augustin et les néoplatoniciens
Pour Mendelson, Augustin se démarque des néoplatoniciens sur deux points. Tout d'abord, Augustin insiste sur la « relation de l'âme à Dieu », semblant trouver que Plotin établit une trop grande distance entre l'Un et les âmes. D'autre part, il ne fait pas sienne l'idée néoplatonicienne selon laquelle le lien entre Dieu — ou Un — et les hommes, se fait par un processus d'émanation venant du haut. Augustin met au contraire l'accent sur la volonté de Dieu. En effet, ici, il doit rapprocher la conception néoplatonicienne à la conception biblique de Dieu et combiner « les attributs divins les plus prisés de la tradition grecque (c'est-à-dire nécessité, immutabilité et éternité atemporelle) avec les attributs personnels (c'est-à-dire volonté, justice et but temporel) du Dieu d'Abraham, d'Isaac et de Jacob » et de Jésus-Christ.
Pour Augustin, le christianisme ne vise pas le même public que le platonisme et le néoplatonisme et c'est là selon lui l'une des différences fondamentales. Le platonisme s'adresse à une élite, et n'arrive pas à convaincre le plus grand nombre de se « détourner des choses terrestres pour les orienter vers les choses spirituelles » et transformer ainsi le monde. De sorte que pour Pierre Hadot « Nietzsche aurait pu s'appuyer sur Augustin pour justifier sa formule « le christianisme est un platonisme pour le peuple » ».

### Augustin et la Nouvelle Académie

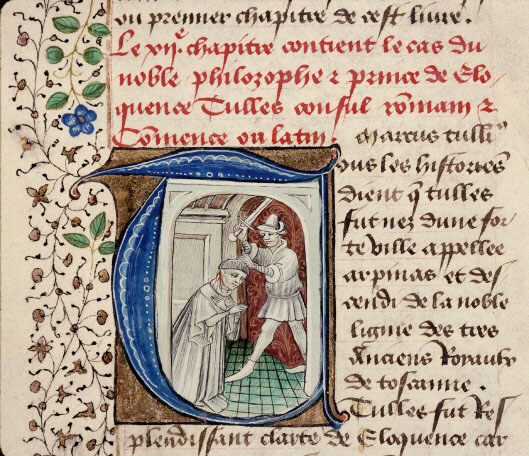
L'assassinat de Cicéron illustré dans De casibus virorum illustrium (France, XVe siècle).

La lecture de Cicéron — qui appartient à la Nouvelle Académie, une version sceptique de l'Académie de Platon —, conduit Augustin, alors dans sa dix-huitième année, à la philosophie et à l'étude de la sagesse. Plus tard, à Cassiciacum, il écrit un livre critique à l’égard de ce courant philosophique intitulé précisément Contra Academicos, où il s'oppose au scepticisme de l'Académie quant à la connaissance qu'on peut avoir de soi. Préfigurant Descartes, il écrit, contre ceux qui doutent qu'on puisse se connaître : « En effet, si je me trompe, je suis… Et de la même manière que je connais que je suis, je sais aussi que je me connais ». Malgré tout, comme il l'écrit dans la Vie Heureuse, durant la période qui va de sa découverte de la philosophie à la conversion au christianisme, « ce furent les Académiciens qui prirent en main le gouvernail, me maintenant au milieu des flots, luttant contre tous les vents ».

## Le Divin
Dieu et les dieux occupent une grande place dans l'œuvre d'Augustin, comme en témoignent les cinquante-cinq mille occurrences des termes deus, dei etc. (soit en moyenne une fois tous les cent mots). Le fait que le mot « athée » ne soit employé qu'une seule fois pour désigner Protagoras, montre que le but d’Augustin n'est pas de convaincre de l'existence de Dieu, mais bien de montrer quel Dieu honorer.
Pour Goulven Madec, le Dieu d'Augustin est à la fois le Dieu des philosophes, le Dieu comme être pur et le Dieu de la Bible, le Dieu pour les hommes, celui d'Abraham, de Moïse et de Jacob. C'est Blaise Pascal dans son Mémorial qui instaure une césure entre le Dieu des philosophes et le Dieu de la Bible en écrivant : « Dieu d'Abraham, Dieu d'Isaac, Dieu de Jacob, non des philosophes et des savants ». Dans le Sermon 7,7, Augustin écrit : « Je suis Dieu et je suis ton Dieu. Comment suis-je Dieu ? Comme il a été dit à Moïse, « je suis Celui qui est ». Comment suis-je ton Dieu ? « Je suis le Dieu d'Abraham et le Dieu d'Isaac et le Dieu de Jacob. » ».

### Un Dieu un et trine

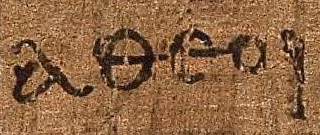
Le mot grec, « [ceux qui sont] sans Dieu » tel qu'il apparaît dans la lettre aux Éphésiens (2,12) attribuée à Paul de Tarse — Papyrus 46 du début du IIIe siècle.

Dieu est simple au sens où « sa volonté et sa puissance ne sont autres que Lui-même ». Plus généralement, il n'est pas le sujet de ses attributs mais est ses attributs. « Il n'est pas permis de dire que Dieu se tienne sous sa bonté […] et que cette bonté ne soit pas sa substance ou plutôt son essence, et que Dieu ne soit pas cette bonté, mais qu'elle soit en Lui comme en un sujet ». Cette simplicité est liée au fait que Dieu pour Augustin est essence et Être pur ; et la Trinité (Père, Fils (Jésus-Christ) et Saint-Esprit) est un Dieu, un et trine : une essence, trois personnes.
Si cette formule ne lui convient que partiellement, tant le mystère lui paraît grand, il l'adopte parce que le terme personne évoque « l'être-en-relation ». « L'Esprit Saint est ainsi désigné proprement dans sa relation au Père et au Fils, parce qu'il est leur Esprit saint. Mais, selon la substance, le Père est aussi esprit, ainsi que le Fils et l'Esprit Saint lui-même, non pas trois esprits, mais un seul esprit, comme ce ne sont pas trois dieux, mais un seul Dieu. Dieu un et trine est tout ce qu'il a ».
Dans De la Trinité, Augustin insiste pour montrer que Dieu est hors des catégories humaines et que la formulation trinitaire « une essence trois personnes », que Goulven Madec tient pour être « la formule la plus dogmatique qui soit », est un pis-aller. La reconnaissance de cette transcendance ne s'accompagne pas d'un refus de savoir, d'utiliser son intelligence ; elle est au contraire une reconnaissance de la finitude humaine face à l'infini. Comme il l'écrit, « cherchons comme si nous devions trouver et trouvons pour nous disposer à chercher encore ».

### Un Dieu créateur
Dans la théodicée augustinienne, Dieu crée le monde et le Bien : « Pour Toi, il n'y a absolument pas de mal : mais pour l'ensemble de ta création non plus, parce qu'il n'y a rien au-dehors qui puisse faire irruption et causer la corruption de l'ordre que tu lui as imposé ». Pour Augustin, Dieu ne crée pas nos vices mais en prend acte, et traite les pécheurs comme il convient.
Augustin écrit : « Dieu étant Créateur et Gouverneur de l'univers, toutes choses sont belles ; et la beauté de l'ensemble est irréprochable, tant par la condamnation des pécheurs, que par l'épreuve des justes et la perfection des bienheureux ». La providence divine « en partie naturelle, en partie volontaire […] gère la création, les mouvements des astres, la naissance, la croissance, le vieillissement des végétaux et des animaux […] les actions des hommes « qui échangent des signes, enseignent et s'instruisent, cultivent les champs administrent les sociétés, s'adonnent aux arts », etc. ».
Pour Augustin « Dieu crée à la fois le monde spirituel ses anges et le monde visible, incluant les âmes incarnées à partir de rien (ex nihilo) ». Par là, l'évêque d'Hippone se démarque du Timée de Platon où le démiurge crée le monde à partir d’une matière pré-cosmique. Non seulement Dieu crée toutes choses mais à travers les raisons séminales qui leur sont inhérentes, il permet l'évolution du monde. Il s'ensuit que pour Augustin, si Dieu est immuable, la création ne l'est pas car elle est formée de formes et de matière corporelle et spirituelle.
Cela conduit Augustin à envisager trois types d'interventions divines : la création initiale du monde, la préservation du monde, et enfin la providence. Pour Augustin, le Fils, verbe de Dieu, qui est à l'image et à la ressemblance du Père, est le siège des modèles de tous les êtres finis qui sont des imitations partielles de l'être le plus élevé. Les idées, quant à elles sont des modèles de ressemblances mineurs qui rendent possibles les mutations du monde.

### Un Dieu non anthropomorphe
La lecture de l’Hortensius de Cicéron change profondément la conception qu'il se fait de Dieu. Avant cette période, il a une conception anthropomorphique de Dieu. Dans les Confessions, il écrit : « Je ne te concevais pas ô Dieu, sous la forme d'un corps humain, depuis que j'avais commencé à entendre parler quelque peu de la sagesse ». Mais, c'est l'œuvre des néoplatoniciens qui lui permet de s'extraire de la vision manichéenne et lui apprend « une méthode d’accès à Dieu par l'intériorité ». Toutefois, alors que le Dieu des platoniciens, l'Un, est éternel ou sans commencement, le Dieu d'Augustin et de la Bible dit au contraire : « au commencement » « bereshit, en archè, in principio ».

### Un Dieu transcendant et immanent

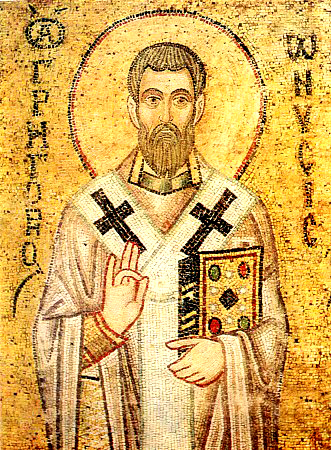
Icône mosaïque de Grégoire de Nysse datant du XIe siècle.

De l'héritage platonicien, outre l'architectonique, Augustin retient également une transcendance forte qui le rapproche des pères cappadociens tels que Grégoire de Nysse ou Grégoire de Nazianze et l'éloigne des théologiens de l'Église d'Occident. En effet ces derniers tenteront selon l'expression de Lucien Jerphagnon de « donner de Dieu et de ses volontés l'idée claire et distincte s'imposant à tout le monde ».
Au contraire, Augustin insiste sur le mystère de Dieu, sur la part insondable pour les hommes de la dimension divine. Une pensée résumée dans son dialogue philosophique L'Ordre par la formule « Dieu tout-puissant, qui est mieux connu en ne l'étant pas ». Chez les néoplatoniciens, il y a un Dieu impersonnel, chez Augustin et dans les Évangiles, c'est un Dieu incarné, un Dieu de lumière intérieure qui nous travaille du plus intime de notre être.
Pour Adolf von Harnack « le Dieu qui s'est adressé à Augustin en lui criant : « Je suis Celui qui est là », n'était pas seulement le Dieu de Platon, dont l'expérience couronne l'ascension de l'âme, mais aussi le Dieu vivant, dont ont témoigné les chants des Psaumes, chants qu'il connaissait ». La transcendance est associée à l'immanence chez Augustin, elle est à la fois intérieure et extérieure, selon la formule des Confessions III.6, 11 « Tu autem eras interior intimo meo et superior sumno meo » (« Mais Toi, tu étais plus profond que le tréfonds de moi et plus haut que le tréhaut de moi »).

### Ton Dieu: l'économie du salut
« Tu ne peux pas saisir […] Celui qui est […] Retiens ce qu'est devenu pour toi Celui que tu ne pourras pas saisir ; retiens la chair du Christ en laquelle, malade, laissé à demi-mort sous les coups des brigands, en laquelle tu étais recueilli, pour être mené à l'hôtellerie et là être guéri […] Ne désespère pas parce que j'ai dit : « Je suis Celui qui est » […] Je descends puisque tu ne peux venir à moi. Je suis le Dieu d'Abraham et le Dieu d'Isaac et le Dieu de Jacob. Espère quelque chose dans la lignée d'Abraham, afin que tu puisses être raffermi pour voir Celui qui est venu à toi dans la lignée d'Abraham ».
Selon Augustin, c'est pour sauver l'homme du péché que le Christ est descendu sur terre pour sauver le genre humain déchu à cause de l'orgueil d'Adam. Dieu a également mis en place la « dispensio temporalis », que Goulven Madec traduit par « l'économie du salut ». Mais, chez Augustin, la rédemption n'est pas purement mécanique car elle est déterminée par le mystère de la grâce. Reprenant le thème paulinien selon lequel les hommes sont le temple de Dieu, il dit que Dieu construit « sa Maison, régit sa Famille, rassemble son Peuple, prépare son Royaume, pour l'avènement de la Paix définitive en sa Cité, par laquelle s'accomplira sa promesse : « Je serai leur Dieu et ils seront mon peuple »,.

### Le Christ comme «Lumière intérieure» et «médiateur»
Pour Augustin, le Christ est homme intérieur ou lumière intérieure qui au-delà des mots peut nous conduire à la Vérité. Il écrit dans Le Maître : 

« Mais, pour tout ce que nous saisissons par l'intelligence, ce n'est pas une voix qui résonne au-dehors en parlant, mais une vérité qui dirige l'esprit de l'intérieur que nous consultons, avertis peut-être par les mots pour le faire. Or celui qui est consulté enseigne le Christ dont il est dit qu'il habite dans l'homme intérieur, c'est-à-dire la Vertu immuable de Dieu et sa Sagesse éternelle que toute âme raisonnable consulte, mais qui ne se manifeste à chacun qu'autant qu'il peut la saisir selon sa propre volonté, mauvaise ou bonne. »

 Ici, Augustin reprend le « connais-toi toi-même » de la sagesse grecque en lui donnant une tonalité chrétienne où la connaissance de soi dépend de Dieu et nous permet d'entrer dans l'intime de nous-même.
Le Christ est aussi le médiateur entre le monde divin et ce monde imparfait. Il écrit dans La Cité de Dieu :

« Et comme il n'est aucun rapport entre l'immortelle pureté qui règne au ciel et la bassesse qui rampe un jour sur la terre, il faut un médiateur ; mais un médiateur qui ne tienne pas à l'ordre supérieur par l'immortalité corporelle et à l'ordre inférieur par l'infirmité maladive d'une âme semblable à la nôtre, infirmité qui porterait à envier notre guérison plutôt qu'à y concourir ; il faut un médiateur qui, s'unissant à notre bassesse par la mortalité du corps, demeure par l'immortelle justice de l'esprit dans la gloire de la divinité. »

## Théologie
La théologie d'Augustin est très marquée par trois notions : un Dieu créateur, le péché originel et la grâce.

### Le monde, le créateur, la créature, l’être humain
« On appelle « monde » en effet, non seulement cette création de Dieu, le ciel et la terre […] mais également tous les habitants du monde sont appelés « monde » […] tous ceux qui aiment le monde sont donc nommés « monde ». »
Il ressort de cette citation qu'il existe pour Augustin deux façons de comprendre le monde : le monde entendu comme ciel et terre, qui est la « fabrica Dei » et le monde considéré comme « ce qui advient par notre volonté ». Augustin ne nie pas du tout qu'il faille participer au monde, mais il ne faut pas oublier le Créateur, lui fermer sa porte. « Ne place pas ton amour dans la création mais habite le Créateur », rappelle le psaume.

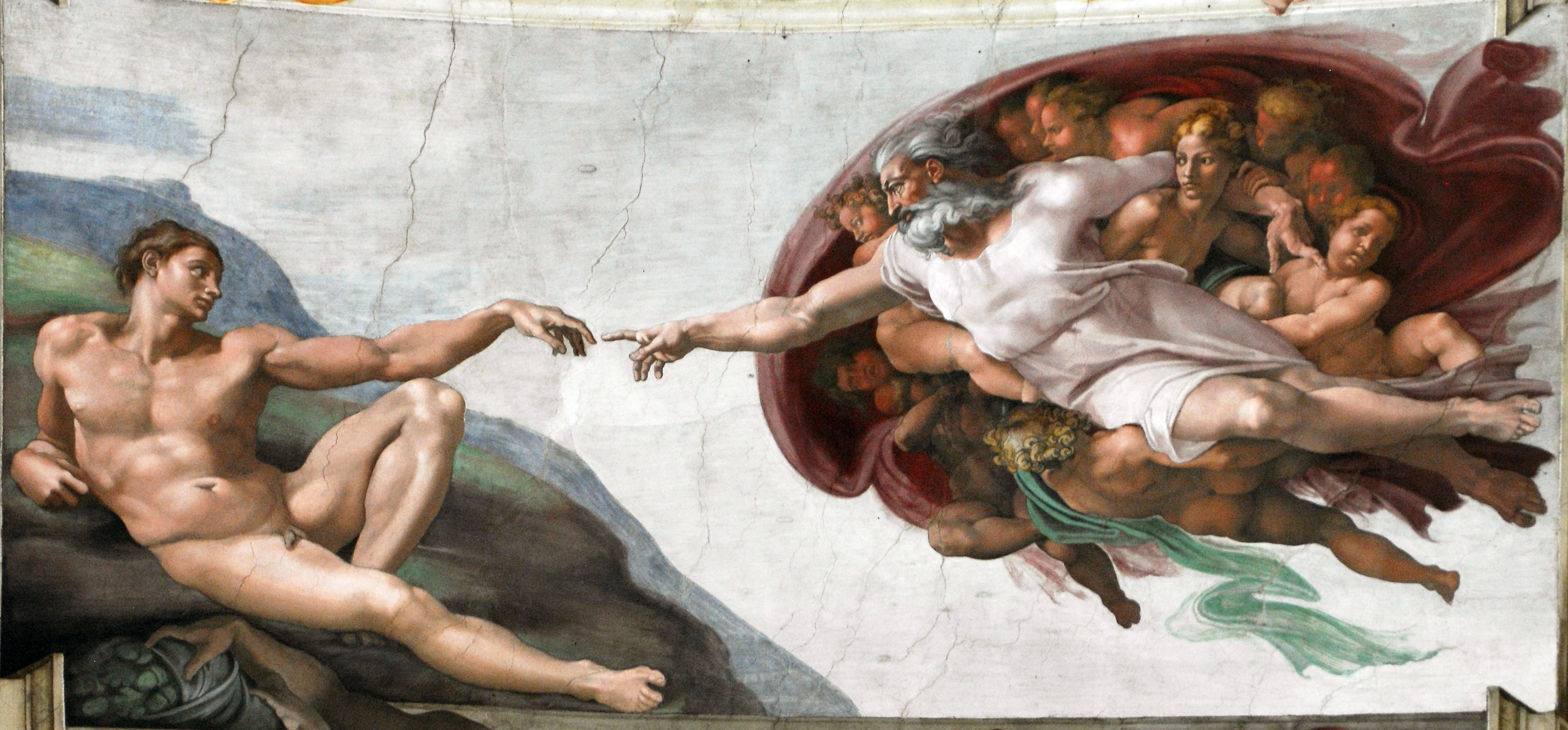
Fresque de Michel-Ange sur la voûte de la chapelle Sixtine du Vatican à Rome (Dieu et la création d'Adam).

Pour comprendre la pensée d'Augustin, il convient de se souvenir que, pour lui, le faire de l’Homme est limité par le fait de se trouver déjà là (invenire), d'avoir été créé et donc de ne pas posséder le pouvoir de création du Créateur, qui Lui, est incréé. Il en découle que « Contrairement au fabricare de Dieu, qui a en lui le monde qu'il a créé (mundo infusus fabricat) et possède donc un lien originaire à ce qu'il a créé, l’homme qui n'existe que comme création de Dieu reste étranger à sa propre fabrication (fabricatum). » En un mot, la création humaine est à la fois limitée par l'effet même de sa création, et demeure toujours incluse et dominée par la création divine.
Pour Augustin, le lien entre créature et être est complexe. D'une certaine façon, la créature ne devient un être qu'à partir d'une réflexion sur la mort, car celle-ci lui offre l'occasion de s'orienter vers son être et vers Dieu. La vie est donc vue comme un tendre vers l’être (tendere esse) éternel, ce qui suppose un détachement par rapport au siècle entendu comme monde mondain, et une recherche de l’ante, de l’avant : du Créateur. C'est la condition pour que la fin de la vie ne soit pas la fin de l'être, le néant, comme c'est le cas pour la créature qui durant la vie n'a pas accédé à l’être. Arendt note : « la vie perd son être dans la mort lorsqu'elle s'est éloignée de l'origine de son être. Le danger que court l'homme est de ne pas voir ce nécessaire tendre vers le non être (tendere non esse), de ne pas actualiser son rapport rétrospectif et de succomber ainsi à la mort, à l'éloignement (alienatio) de Dieu, absolu et éternel. »

### Le péché originel et la loi du péché (l'habitude)

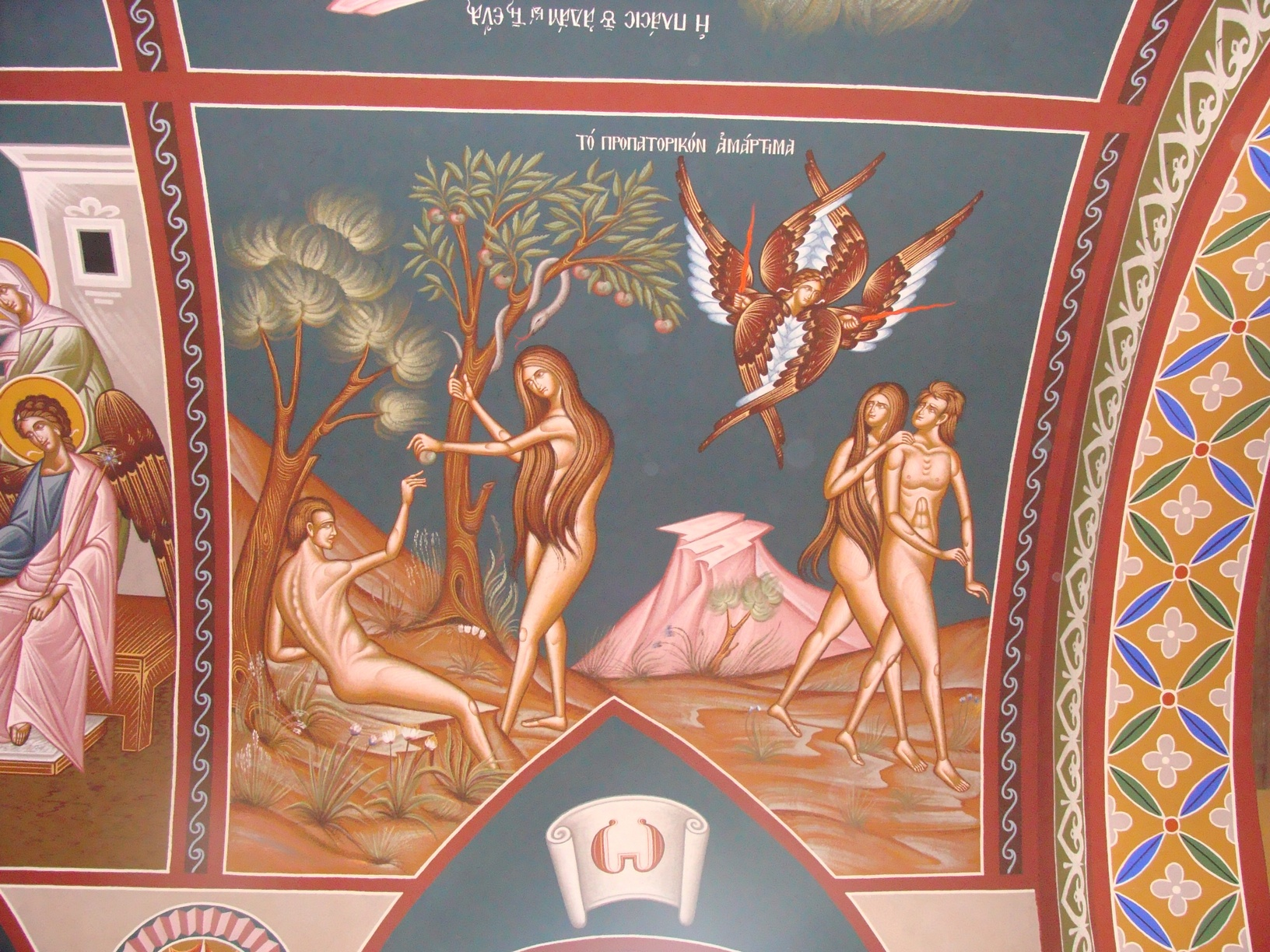
Le péché originel, église de Ghisonaccia, par N. Giannakakis (1983).

Pour Augustin, le monde est bon si on le contemple dans la perspective de Dieu, mais l'Homme tombe dans le péché quand il le voit dans la perspective des hommes. L'amour du monde rend les hommes sensibles à la concupiscence et les entraîne dans l'amour du monde en tant que création de la créature. C'est là le péché véritable, fruit de l'orgueil (superbia) qui veut que l'Homme soit l'égal de Dieu, qu'il soit aussi créateur que Dieu, de sorte qu'il déforme (perversitas) « le sens originel de son être créé, qui était justement de le renvoyer par-delà le monde à sa véritable origine ».
Augustin commence à développer ses idées sur le péché originel et la nécessité de la Grâce dans son livre Ad Simplicianum de 396. C'est l'orgueil qui a détourné Adam et a provoqué le péché originel — compris non comme un péché remontant aux origines, mais comme un péché qui fausse la perception de la nature originelle de la créature.
L'habitude (consuetudo) attache au passé, au péché. Elle résulte d'une volonté insuffisante et n'a été instaurée que pour faire oublier la mort. Elle est « la loi du péché (lex peccati) », celle qui empêche une renaissance. Plusieurs critiques de Nietzsche à l'égard du péché originel, terme qu'il emploie d'ailleurs peu, semblent surtout viser la position augustinienne à l’égard de la transmission du péché originel. Nietzsche critique ce qu'il considère comme une « hostilité du christianisme à l’égard de la science ». Il rejette « toute appréciation pessimiste de l’existence humaine » et critique l'idée que « le péché originel se transmettait par l’acte de procréation ».

### Loi, conscience et péché
Le commandement « tu ne convoiteras point » demande un détachement du créé et, dans une perspective paulinienne, donne à la créature la connaissance du péché. Pour Augustin, l'humiliation que provoque la connaissance du péché rend à nouveau la créature capable de se tourner vers le Créateur. Chez lui, comme chez Cicéron, il y a un lien entre les lois transcendantes et la conscience. Toutefois, si la créature peut échapper à la loi, il n'en est pas de même de sa conscience, car « la conscience mauvaise ne se fuit pas elle-même, elle n'a nulle part où aller, elle marche à sa propre suite ». De sorte que pour lui, ce qui commande dans la loi, c'est la conscience, qui est aussi volonté, mais cela ne suffit pas, en général, pour sortir du péché.
Selon l'enseignement de Paul, Augustin exhorte les jeunes chrétiens à utiliser leur conscience : « Je te conseillerais, autant que le permettrait le salut de l'État, de quitter la profession des armes et de vivre dans la société des saints, dans cette vie que tu voulais embrasser, où les soldats du Christ combattent dans le silence, non pour tuer des hommes, mais "pour résister aux principautés, aux puissances et aux esprits du mal (Eph. VI,12).

### Sortir du péché: la grâce et la prédestination

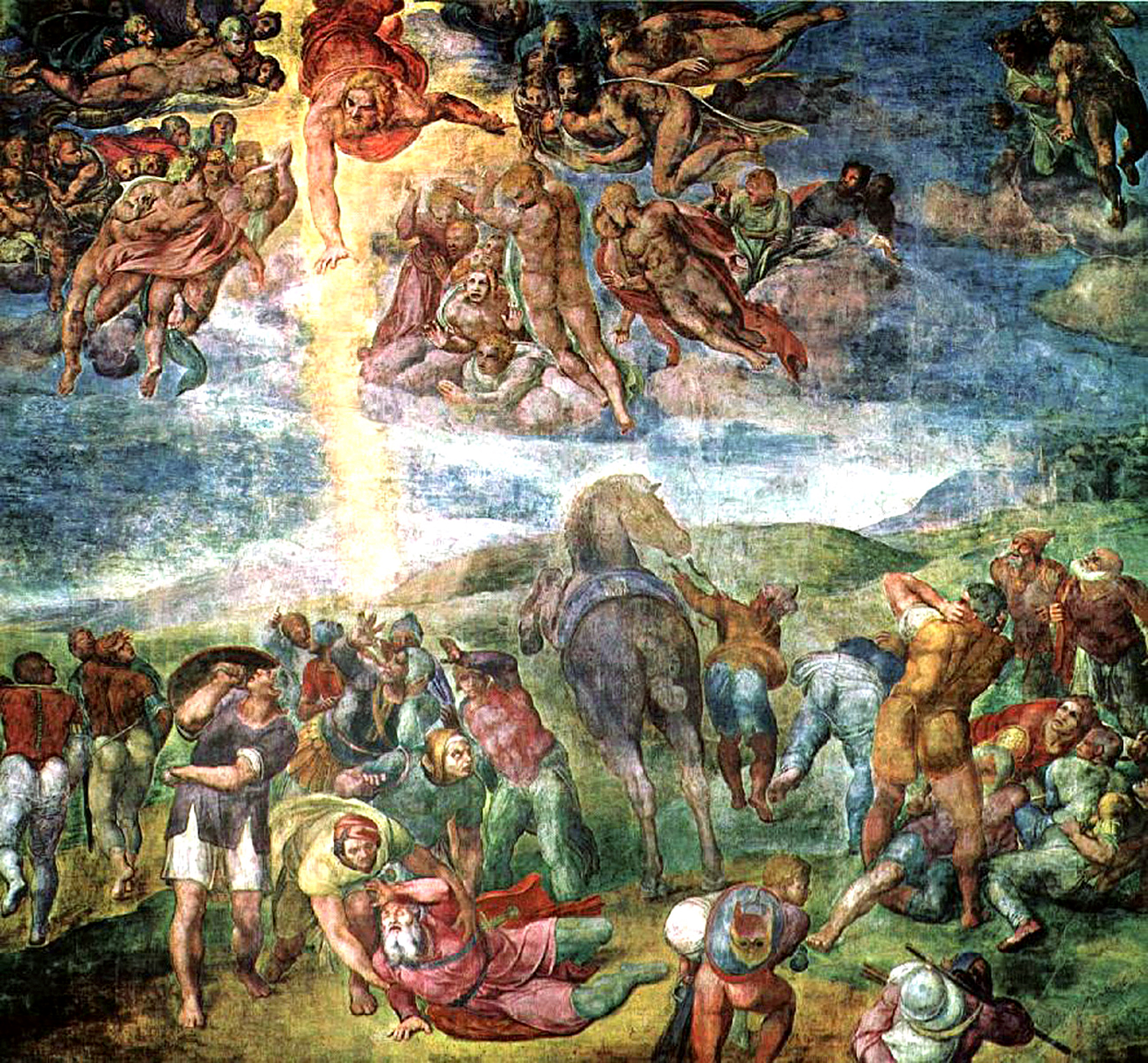
Conversion de saint Paul par Michel-Ange (1475-1564).

Pour Augustin, si la loi et la conscience ne permettent pas toujours de sortir du péché, ce n'est pas à cause d'une défaillance de la volonté mais parce que chez la créature, il y a une faiblesse dans la relation entre vouloir et pouvoir, qui ne coïncident pas, contrairement à la situation du Créateur. Aussi la créature a-t-elle besoin d'une aide extérieure : la grâce de Dieu qui va lui donner le pouvoir nécessaire. Mais, recevoir la grâce exige d'une part de la vouloir et d'autre part de reconnaître son incapacité à vaincre par soi-même le péché, c'est-à-dire faire un retour à Dieu. Par la grâce, le Créateur accueille à nouveau la créature qui « est recréée puisque libérée de sa nature pécheresse ».
Le problème est alors de savoir si tous les hommes peuvent recevoir la grâce, ou si elle est réservée à un nombre restreint d'individus. Dans la Prédestination des Saints, il écrit : « la prédestination c'est la grâce ; la grâce est l'effet de la prédestination ». Qu'advient-il alors des autres ? Pour Augustin Dieu peut donner « l'amour de vivre en chrétien » sans donner la persévérance nécessaire à la grâce. À la question du pourquoi, Augustin répond : « je ne sais pas », et cite par deux fois l’apôtre Paul pour montrer la petitesse de la créature face au Créateur : « Homme, qui es-tu pour discuter avec Dieu (Rm 9,20) » et « Ô profondeur des richesses de la sagesse et de la science de Dieu ! Que ses jugements sont inscrutables et ses voies impénétrables (Rm 11,33) ».
Les moines d'Hadrumète ayant lu une lettre d'Augustin sur la prédestination se mirent à ne plus rien faire, car ils estimaient qu'il n'y avait plus qu'à attendre qu’arrive ce à quoi ils étaient prédestinés, ce qui n'est pas la manière dont Augustin conçoit la prédestination. Pour Peter Brown, « [l]a prédestination était développée par Augustin surtout comme une doctrine selon laquelle tout événement était chargé d'une signification précise, comme acte délibéré de Dieu ». La prédestination ne saurait donc être séparée de l'action et de la persévérance. Cependant, la prédestination puise aussi dans le sentiment populaire des chrétiens d'Afrique qui voyaient leurs héros comme prédestinés.
L'accent mis sur la prédestination à la fin de sa vie est lié à deux éléments selon Mendelson. Tout d'abord, il devient de plus en plus familier des Écritures. D'autre part, sa controverse avec Pélage l'a amené à se radicaliser, de sorte qu'il se voit parfois opposer ses premiers écrits. À la fin de sa vie, il considère que le péché a entraîné une telle ignorance qu'il devient impossible, sauf par la grâce imméritée accordée à quelques élus, de surmonter ces obstacles.

### Théologie sacramentelle

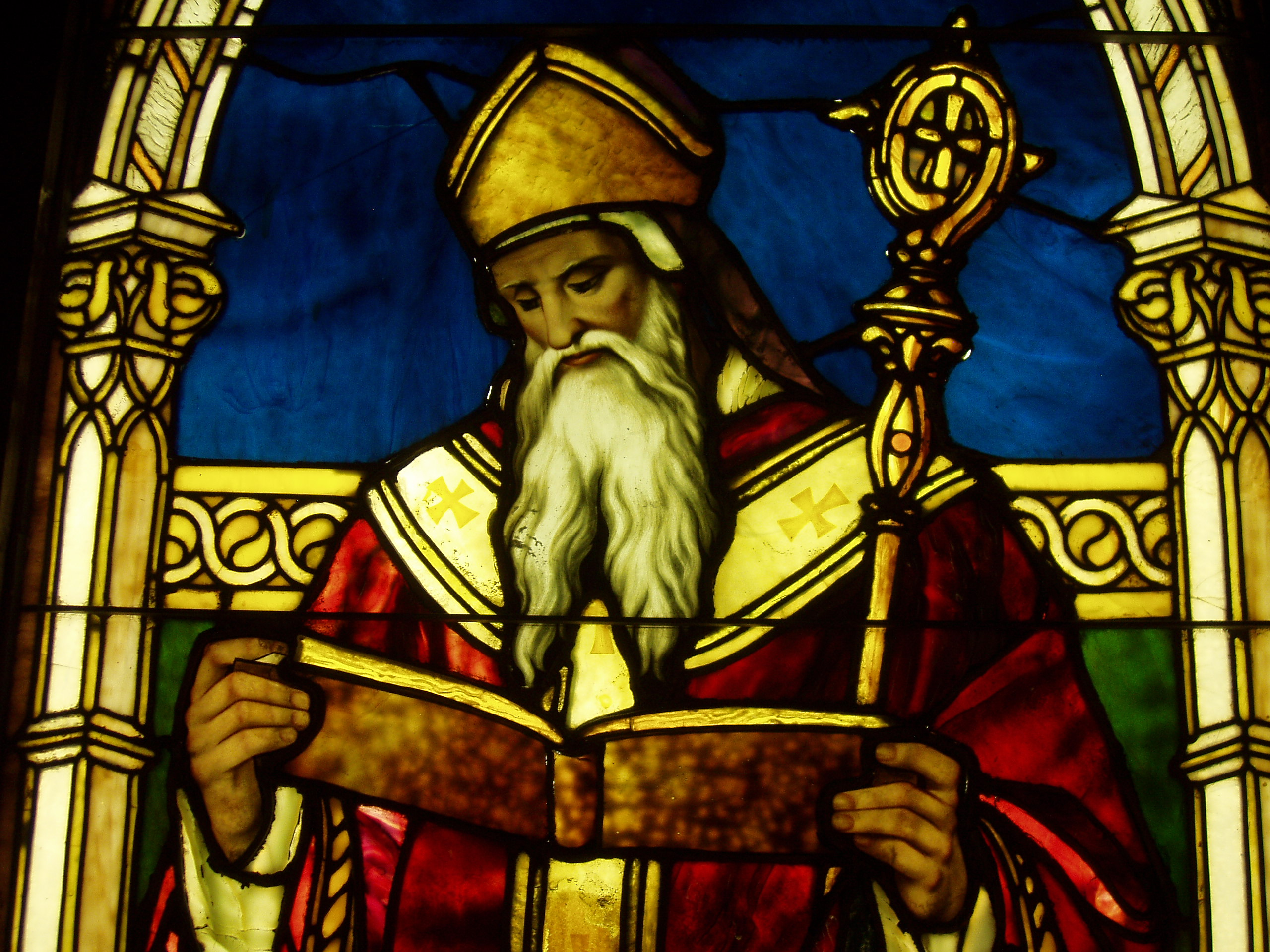
Augustin, vitrail de Louis Comfort Tiffany, St. Augustine History Museum, Floride.

Augustin développe une distinction entre les sacrements irréguliers et les sacrements valides. Les sacrements réguliers sont conférés par l'Église chrétienne tandis que les sacrements irréguliers le sont par des schismatiques. Néanmoins, la validité du sacrement pour Augustin ne dépend pas de la sainteté du prêtre qui le donne, de sorte que des sacrements irréguliers sont valides s'ils sont donnés au nom du Christ dans la forme prescrite par l'Église : ex opere operato. Sur ce point, il se démarque des enseignements de Cyprien selon qui ceux qui quittent un mouvement schismatique pour l'Église chrétienne doivent être rebaptisés.
Pour Augustin comme pour les premiers chrétiens — et de nos jours encore chez les chrétiens arméniens, catholiques et maronites —, il y a présence réelle du Christ dans l'eucharistie puisque Jésus a dit « Ceci est mon corps » en parlant du pain qu'il tenait dans sa main,. Aussi les chrétiens doivent-ils croire que le pain et le vin présentés au cours de la messe sont le corps et le sang du Christ.
Contre les pélagiens, Augustin insiste sur l'importance du baptême à la naissance. Toutefois, il ne précise pas clairement si le baptême est une nécessité absolue pour être sauvé et aller au paradis. En effet, bien qu'il dise dans un sermon que seuls les baptisés seront sauvés, une croyance partagée par les premiers chrétiens, un passage de la Cité de Dieu semble indiquer qu'il croit que le cas des enfants nés de parents chrétiens fait exception à cette règle.

### Marie chez Augustin
Les chercheurs sont partagés sur la question de savoir si Augustin exclut simplement Marie de tout péché personnel ou également du péché originel, une majorité d'entre eux étant néanmoins en faveur de la première position.

## Anthropologie
L’anthropologie d’Augustin repose sur une conception de la nature humaine comme profondément pervertie par le péché, ce qui a occasionné certaines de ses plus grandes controverses. Autre point important, sa tripartition de l'amour en cupiditas ou amour du monde, caritas ou amour qui aspire à l’éternité, et dilectio ou amour de l’homme présent dans le monde et qui cherche à atteindre l’éternité.

### Une nature humaine profondément pervertie par le péché: Augustin contre Pélage

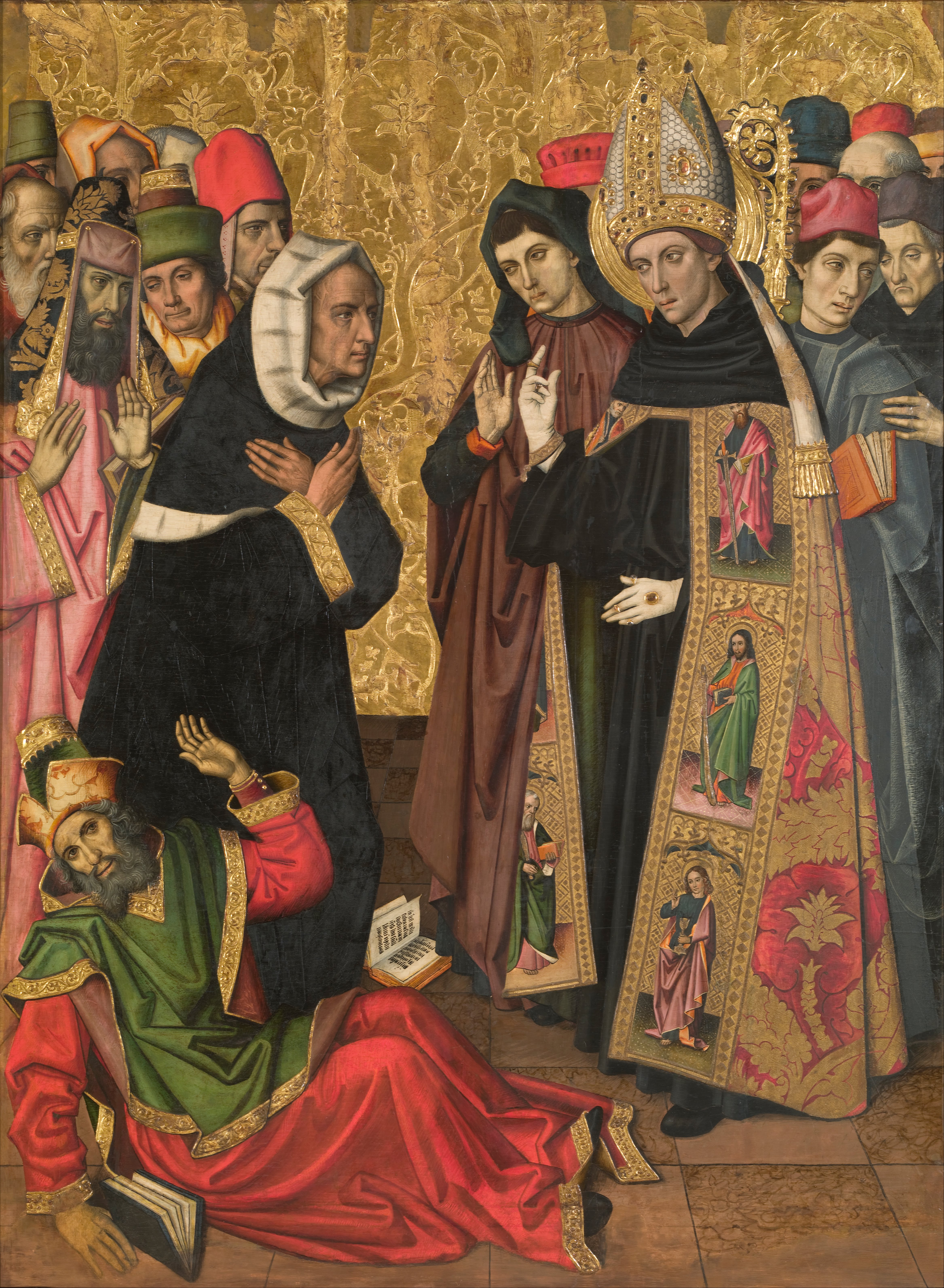
Augustin en controverse avec des hérétiques.

L'opposition entre Augustin et Pélage peut se comprendre en partie en rappelant son contexte social et politique. Pélage s’adresse à un public de riches Romains convertis par mariage ou par conformisme social, c'est pourquoi il considère l'Église comme un groupe qui doit donner le bon exemple de façon à convertir les autres par leur modèle. Il s'agit là d'idées proches de celles des donatistes qu'Augustin vient de « mettre au pas » en Afrique en approuvant pleinement les mesures coercitives et violentes prises par l'Empereur. Augustin affirme ainsi : « Le devoir du pasteur n'est-il pas de ramener à la bergerie du maître, non-seulement les brebis violemment arrachées, mais même celles que des mains douces et caressantes ont enlevées au troupeau, et, si elles viennent à résister, ne doit-il pas employer les coups et même les douleurs ? ».
Pour Pélage et ses partisans, la nature humaine est immuable et la corruption par le péché assez légère, de sorte que la maîtrise de soi et la volonté peuvent suffire. Il s'agit d'une conception de la nature humaine marquée par le stoïcisme romain. Au contraire, pour Augustin la nature humaine est profondément pervertie. Autre point de divergence, alors que, chez Pélage l'Homme est vu comme isolé, pour Augustin, l'Homme est en relation avec les autres, il est « toujours sur le point d'être entraîné dans de vastes et mystérieuses solidarités ».
Ces différences quant à la conception de la nature humaine conduisent Augustin et Pélage à des façons différentes de penser l'action juste et la liberté. Chez les pélagiens, pour se sauver il faut suivre les règles et à cette fin, ils insistent sur la peur liée au Jugement dernier. Augustin, au contraire, dans un livre intitulé De l'esprit et de la lettre, insiste sur l'évolution intérieure, sur l'impuissance de l'homme et sur le rôle de Dieu qui seul peut « donner l'esprit qui fait vivre, c'est-à-dire aimer le bien pour lui-même ». De même, alors que chez les pélagiens les hommes sont libres de leur choix, chez Augustin la volonté libre ne peut à elle seule nous faire choisir le bien, il faut d'abord que l'homme soit guéri de son péché, c'est-à-dire qu'il lui faut « acquérir tout ce que Pélage avait pensé qu'il possédait dès le départ ».

### Nature divine, justice et souffrance: Augustin contre Julien d'Éclane

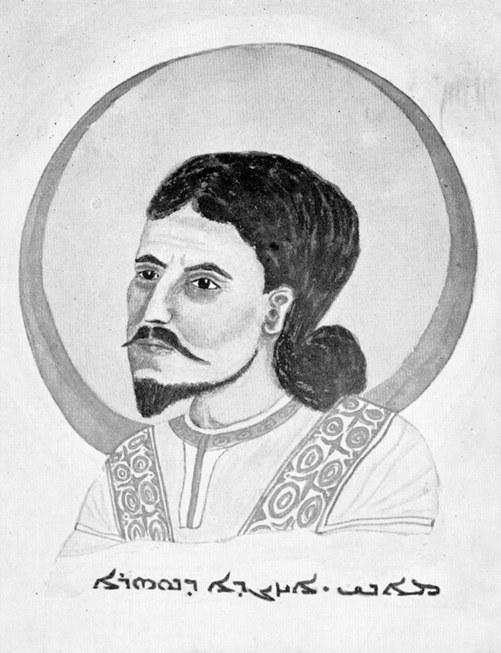
Mani.

La controverse avec l'évêque Julien d'Éclane est la dernière que mène Augustin, que la mort surprend avant qu'il ait terminé un écrit consacré à ce sujet. Julien est pélagien et comme tel s'oppose à Augustin sur la nature humaine. En particulier, Julien qui a été un évêque marié n'a pas la même prévention qu'Augustin sur la sexualité. Toutefois, le centre de leur controverse ne porte pas sur ce point, mais sur la nature divine, la justice et la souffrance.
Pour Julien, Dieu est d'abord juste. Il ne peut donc pas envoyer en enfer les bébés non baptisés comme le prétend Augustin. Pour Augustin, Dieu est tellement au-dessus de nous que sa justice nous est insondable et que son œil peut voir plus en profondeur que nous le péché inscrit dans l'Homme. Dans sa controverse, l'évêque pélagien tente de faire passer Augustin pour un manichéen.
En fait, la conception d'un Dieu tout-puissant d'essence néoplatonicienne s'oppose, comme le lui rappelle Augustin, au Dieu faible de Mani. Mais, pour Peter Brown, Augustin et le manichéisme ont en commun de se focaliser sur la souffrance, et sa perception du monde comme un « enfer en miniature » peut être vue « comme un écho sinon des grands mythes de Mani lui-même, du moins des sombres homélies de l'Élu manichéen ».

### Les diverses formes d'amour

#### Amour-cupiditas
Il y a deux formes d'amour désir (appetitus). Le premier, l'amour « convoitise (cupiditas) » revient à aimer le monde, c'est-à-dire quelque chose de fuyant qui nous amène à nous disperser et qui, en nous rendant dépendant de quelque chose d'extérieur, le monde, nous prive du se quærere, c'est-à-dire de la recherche de nous-même. Augustin souligne dans son livre Du libre arbitre que ce type d'amour nous fait perdre également notre autonomie. Il s'agit donc d'un faux amour qu'il appelle « convoitise (cupiditas) ».

#### Amour-caritas
En opposition, Augustin dresse l'amour-caritas : « l'amour juste qui aspire à l'éternité et à l'avenir absolu ». Dans ce type d'amour, le désir est dirigé vers l'éternité, vers quelque chose de stable en lien avec un Dieu autonome « qui ne dépend pas d'un monde, d'un dehors qui lui serait par principe extérieur ». Aussi, si « la charité fait le lien entre l'homme et Dieu, comme la convoitise entre l'homme et le monde », elle le fait sans nous faire entrer en dépendance de Dieu, mais en nous permettant de nous abstraire du monde, et de réaliser pleinement notre être intérieur. Comme le note Hannah Arendt, pour Augustin, l'« amour de Dieu et amour de soi vont de pair et ne se contredisent pas. Dans l'amour de Dieu, l'homme s'aime lui-même ». « Augustin écrit à ce propos : Lorsque j'aime mon Dieu, c'est la lumière, la voix, l'odeur […] de mon être intérieur que j'aime. Là où resplendit la partie de mon âme que ne circonscrit pas le lieu, où résonne celle que le temps n'emporte pas […] et où se fixe celle que le contentement ne disperse pas. Voilà ce que j'aime lorsque j'aime mon Dieu ».

#### Amourdilectio
L'amour dilectio n'est guidé ni par le désir (appetitus) ni par l'objet, mais n'est que « l'attitude objective préassignée de l'homme qui, toujours là dans le monde, vit dans l'avenir absolu ». Il existe une hiérarchie de ce qu'il faut aimer : d'abord ce qui est au-dessus de nous (supra nos), puis nous et ce qui est à côté (iuxta nos), le prochain (proximus), et ce qui est en dessous de nous (infra nos), le corps venant en dernier. L'amour dilectio accomplit les commandements, les lois dans une perfection qui est fonction de la grâce de Dieu et qui donc ne dépend pas que de l'être humain.
L'amour du prochain (dilectio proximi) est un amour-renoncement où après être entré dans un amour-charité avec Dieu et l'éternité, on a renoncé à soi, ce qui pour Arendt signifie qu'on « aime tous les hommes sans la moindre différence ». Ce qui frappe Arendt dans l'amour du prochain chez Augustin, c'est justement que les individus restent isolés, car dans ce type d'amour, on aime l'amour : « Peut-il aimer son frère sans aimer l'amour ? Nécessairement il aime l'amour. En aimant l'amour, il aime Dieu. » Cette solitude interroge Arendt, qui lie cette forme d'amour à la Cité de Dieu, où les hommes sont également tenus de s'aimer mais où ce n'est plus le genre humain qui compte, mais les êtres particuliers, et où « toute relation à l'autre devient un simple passage vers la relation directe à Dieu ».

### Anthropologie philosophique
Pour Augustin, l'Homme est composé d'un corps et d'une âme, laquelle, conformément au dogme néoplatonicien, est destinée à commander au corps. Dans la Vie heureuse, il ressort d'une discussion où intervient sa mère que les nourritures de l'âme ou de l'esprit sont la science et les arts libéraux. Une des questions que se pose Augustin est de savoir d'où vient l'âme. Dans Du libre arbitre (De Libero arbitrio), écrit vers 395, il émet quatre hypothèses, dont les deux premières supposent la préexistence de l'âme :
1. l'âme est envoyée par Dieu ;
2. l'âme vient de sa propre initiative habiter le corps (c'est l'hypothèse volontariste) ;
3. toutes les âmes viennent de celle d'Adam à travers un processus généalogique similaire à celui des corps (c'est l'hypothèse dite traducianiste qui vient de Tertullien) ;
4. Dieu crée une âme pour chaque corps (hypothèse créationniste)[94].

Dans ses écrits de 419-420, tout se passe comme s'il ne retenait que les deux dernières hypothèses, en montrant de façon de plus en plus claire qu'il préfère l'hypothèse créationniste. Dans La Cité de Dieu, il avance une cinquième hypothèse : les âmes sont similaires à celle d'Adam. Cela lui permet de mieux rendre compte du péché originel que dans l'hypothèse créationniste. En fait, Augustin ne tranche jamais clairement entre les hypothèses même quand, peu de temps avant sa mort, il relit toute son œuvre et écrit les Rétractations.

## Théorie de la connaissance
Dans son livre De Trinitate, Augustin voit la mémoire, l'intelligence et la volonté presque aussi unies que le Père, le Fils et le Saint-Esprit. Par analogie, il va donc les considérer comme formant une trinité intérieure.

### Trinité intérieure

#### Mémoire

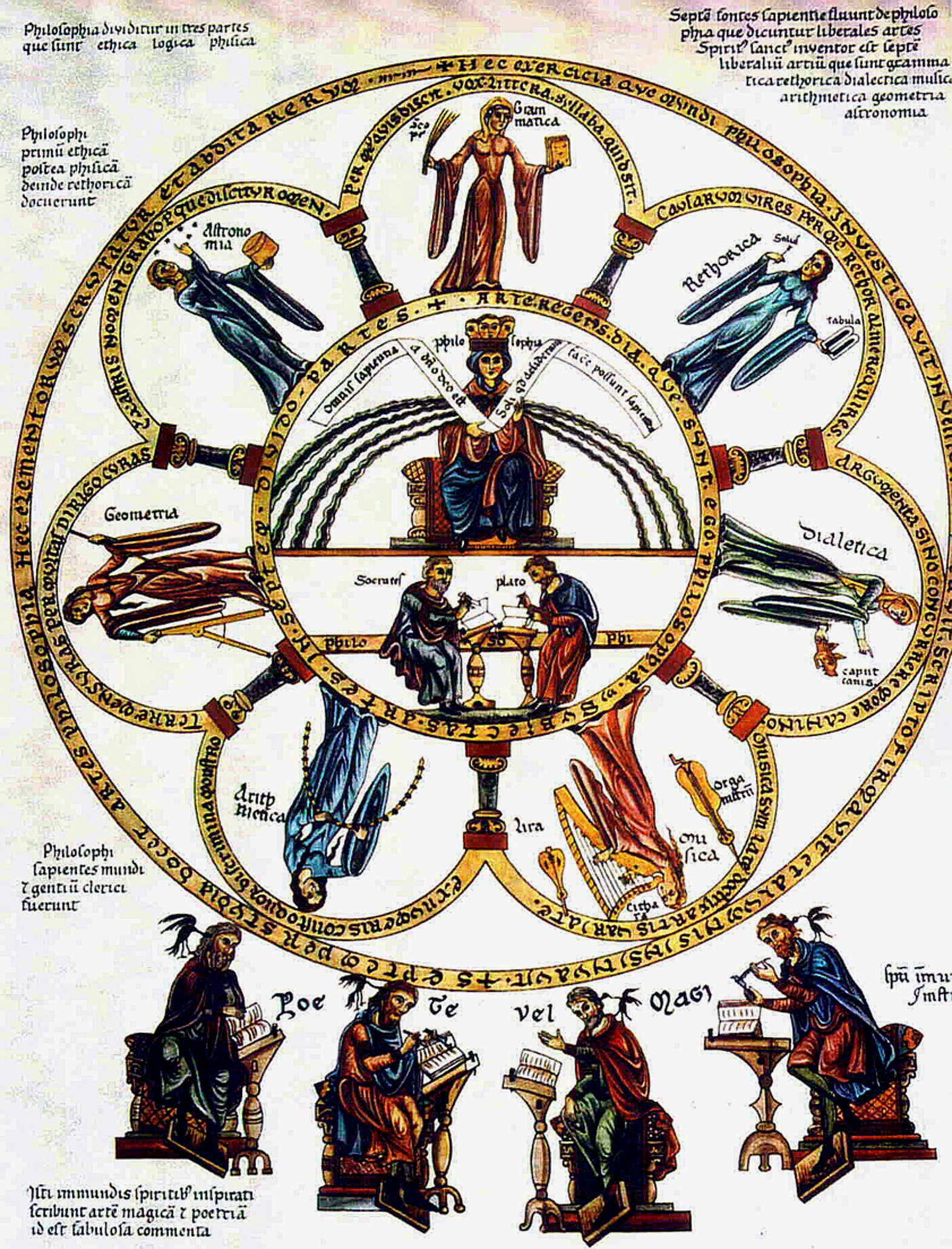
Les sept arts libéraux dans l’Hortus deliciarum d'Herrade de Landsberg, 1180.

Pour Augustin, la mémoire participe à la vie de l'esprit. C'est elle qui instaure de la durée, de la profondeur de champ, qui permet de donner sens aux expériences. Dans ses premières œuvres, Augustin est très marqué par la théorie platonicienne de la réminiscence, puis il s'en éloigne assez complètement dans ses œuvres de maturité que sont Les Confessions et De Trinitate. Dans les Rétractations (document écrit juste avant sa mort et où il commente tous ses écrits qu'il vient de relire), il note que la théorie platonicienne de la réminiscence selon laquelle nous avons eu accès à la vérité des Idées dans une vie antérieure mais les avons ensuite oubliées avant de les redécouvrir, est moins crédible que la thèse de l'illumination au moyen de laquelle la raison découvre les vérités immuables.
Pour l’évêque d’Hippone, la mémoire est une « chambre intérieure vaste et illimitée » où sont conservées nos actions passées, les images de ce que nous avons vu et perçu mais aussi ce que nous avons appris des arts libéraux ainsi que les affections de l'esprit : joie, tristesse, désir et peur. Dans cette optique, Les Confessions peuvent être vues comme une œuvre de mémoire augustinienne où se déploient les trois fonctions de la mémoire : « la mémoire du passé (livres 1 à 9), l'intuition du présent (livre 10) et l'espérance du futur (livres 11-13) ».
La mémoire, qui permet de se projeter dans le futur à partir du passé, est ainsi analogue au Père, tandis que l'intelligence qui procède de la mémoire l'est du Fils : « l'analogie avec le Père illustre la primauté de la mémoire dans le récit de la cognition humaine ».

#### Intelligence et foi

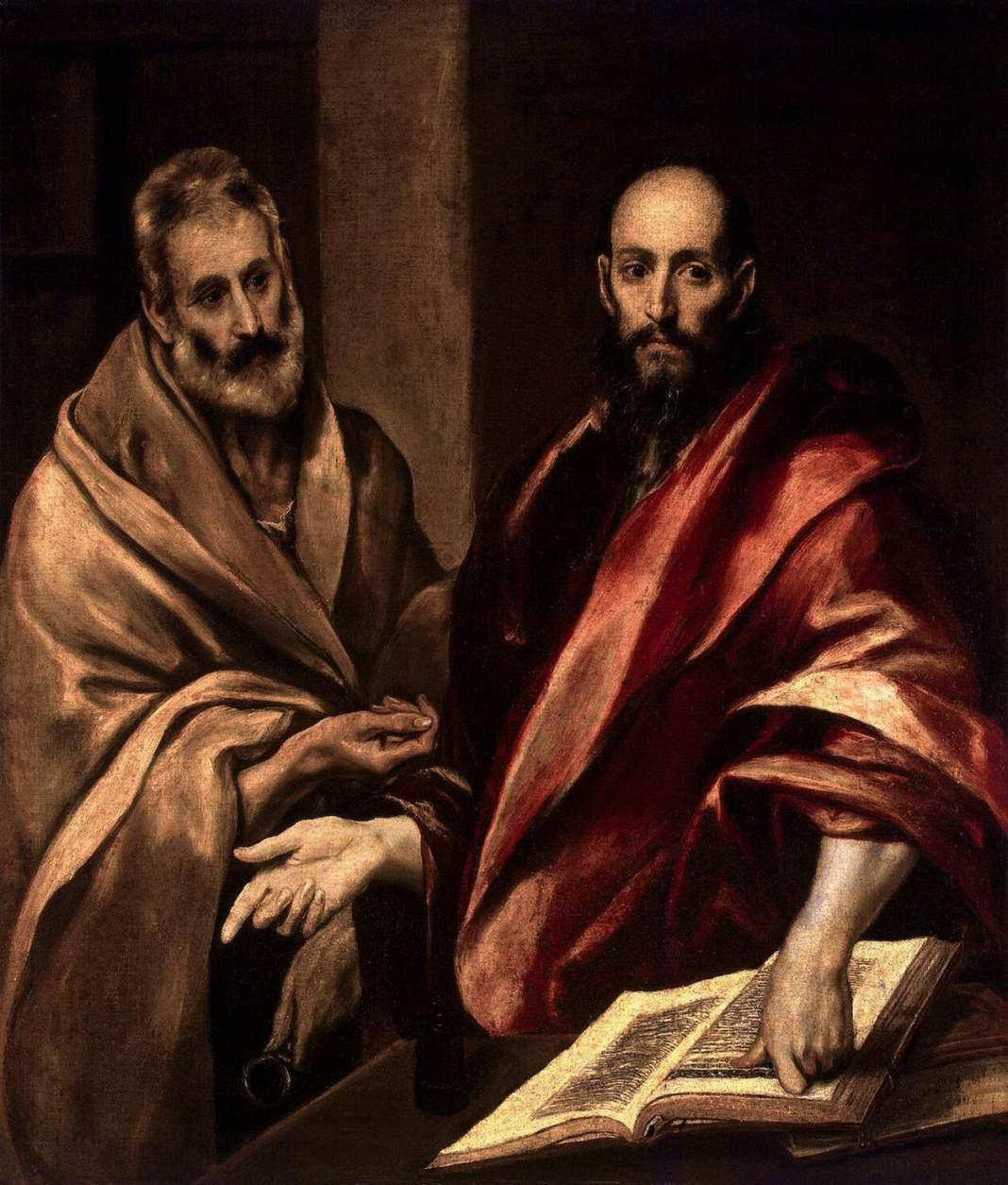
Les apôtres Pierre et Paul, deux des sources d'inspiration d'Augustin, par Le Greco.

Croire chez Augustin, et dans le christianisme en général, est lié non pas à l'opinion mais à la foi (fides) vue comme recherche fidèle de la vérité dans un monde marqué par « la versatilité et l'inconstance de l'âme humaine ». Pour Maxence Caron, la foi n'est pas « l'autosuggestion d'une âme prise au jeu de ses inquiétudes » mais « au contraire l'esprit de résistance d'une âme qui, lucide sur ses faiblesses de constitution […] lutte contre la conjuration d'événements quotidiens dont l'inessentielle séduction tente constamment de la détourner de sa quête ». La foi ne commence pas où l'intelligence finit mais au contraire la précède. En effet, pour Augustin, il faut croire pour penser. C'est le sens de l'injonction « Crois afin de comprendre, comprends afin de croire (crede ut intellegas, intellege ut credas) ».
Concernant le lien entre la foi, l'intelligence et Dieu, le raisonnement d'Augustin peut être schématisé ainsi : toute pensée cherche la vérité et traduit une volonté de vérité, or Dieu est vérité donc l'homme désire Dieu. Mais l'essentiel n'est pas là puisque pour Augustin Dieu se révèle parce qu'il a mis en l'homme ce désir de vérité, parce qu'Il l'appelle. Maxence Caron note : « Dieu ne peut être pensé par l'homme que parce qu'il a voulu se manifester à lui ». Chez Augustin, la foi incite à tenter de comprendre le mystère de Dieu et du monde en même temps qu'elle pose une distance, un recul tant par rapport à ce mystère que par rapport à soi-même.

#### La volonté
La philosophie grecque est marquée par l'intellectualisme, c'est-à-dire que la raison est à la fois un instrument qui permet de théoriser et quelque chose qui nous dicte la conduite à suivre dans un monde bien ordonné. Pour Augustin, l'intervention d'éléments non rationnels empêche ce dictamen et « l'intellect lui-même a besoin de la volonté pour le pousser à l'activité », d'où l'importance accordée à la volonté et à la responsabilité des hommes. Cet accent ira croissant avec l'âge sous l'influence de trois facteurs:
1. Augustin, en partie sous l'influence de sa controverse avec les pélagiens, insiste de plus en plus sur l'ignorance et le péché inhérents à la nature humaine[215].
2. Il met l'accent sur les éléments non rationnels de la volonté, liés notamment aux habitudes[215].
3. Plus il lit les Écritures, plus il met l'accent sur la notion de communauté, sur l'autorité des anciens et l'obéissance à des normes sanctionnées par Dieu[216].

La foi devient première. C'est elle qui guide la volonté, qui elle-même précède la réflexion raisonnée, qui de façon rétrospective fournit une justification rationnelle.
Plus Augustin étudie les Écritures, notamment l'apôtre Paul, et plus il met l'accent sur la notion de péché originel et sur la grâce, qui permet à certains d'avoir une volonté assez bien orientée pour ne pas pécher. Cette idée fonde sa théorie de la prédestination. Pour Alasdair MacIntyre, la conception augustinienne de la volonté est radicalement nouvelle, même si on en trouve les prémices chez Philon d'Alexandrie et chez Sénèque. Elle lui permet d'interpréter les écrits de l'apôtre Paul (notamment l'Épître aux Romains) « en utilisant un vocabulaire dont saint Paul lui-même ne pouvait disposer ». L'importance qu'Augustin accorde à la volonté entraine le problème de faire coexister liberté de la volonté humaine et prescience divine, un problème « complexe et parfois excessivement obscur ». Néanmoins le but recherché est clair : montrer, contre les manichéens et Cicéron, que la liberté de la volonté humaine et la prescience divine ne sont pas incompatibles, car Dieu a la prescience de notre volonté.

### Scepticisme et vérité
Dans un de ses premiers écrits, le Contre les académiciens, Augustin se dresse contre le scepticisme de la Nouvelle Académie dont Cicéron est un des plus illustres représentants. Contrairement aux arguments des anti-sceptiques modernes, Augustin ne cherche pas à justifier nos croyances et nos pratiques : il vise surtout à réfuter l'idée développée par la Nouvelle Académie selon laquelle l'homme sage ne peut jamais être certain de connaître la vérité sur une question. Son but est de montrer l'existence de certaines formes de connaissances vraies, car même si nos sens ne peuvent pas nous permettre de connaître entièrement le monde extérieur, ils peuvent néanmoins nous amener à quelques idées certaines de ce qu'il est. Comme chez Descartes, qu'il a probablement inspiré, la reconnaissance de la réalité de notre propre existence ouvre la voie à une certaine vérité. Mais il n'y a pas dans le cogito ergo sum (je pense donc je suis) d'Augustin le commencement d'une philosophie aussi systématique que chez Descartes mais plutôt le point de départ d'une vision de Dieu comme vérité immuable et sagesse éternelle. La recherche de la vérité et le refus du probable de la Nouvelle Académie ont aussi chez Augustin une dimension morale, voire politique, comme l'atteste le passage suivant :

« Ce qui est capital, ce qui est effrayant, ce que doivent redouter tous les honnêtes gens, c’est que, si ce système est probable, pour peu qu’un individu ait cru réaliser le probable et du moment qu’il ne donne son assentiment à rien comme une vérité, il ne commette n’importe quel acte horrible sans qu’on lui reproche non seulement un crime, mais même une erreur. »

### Connaissance et illumination

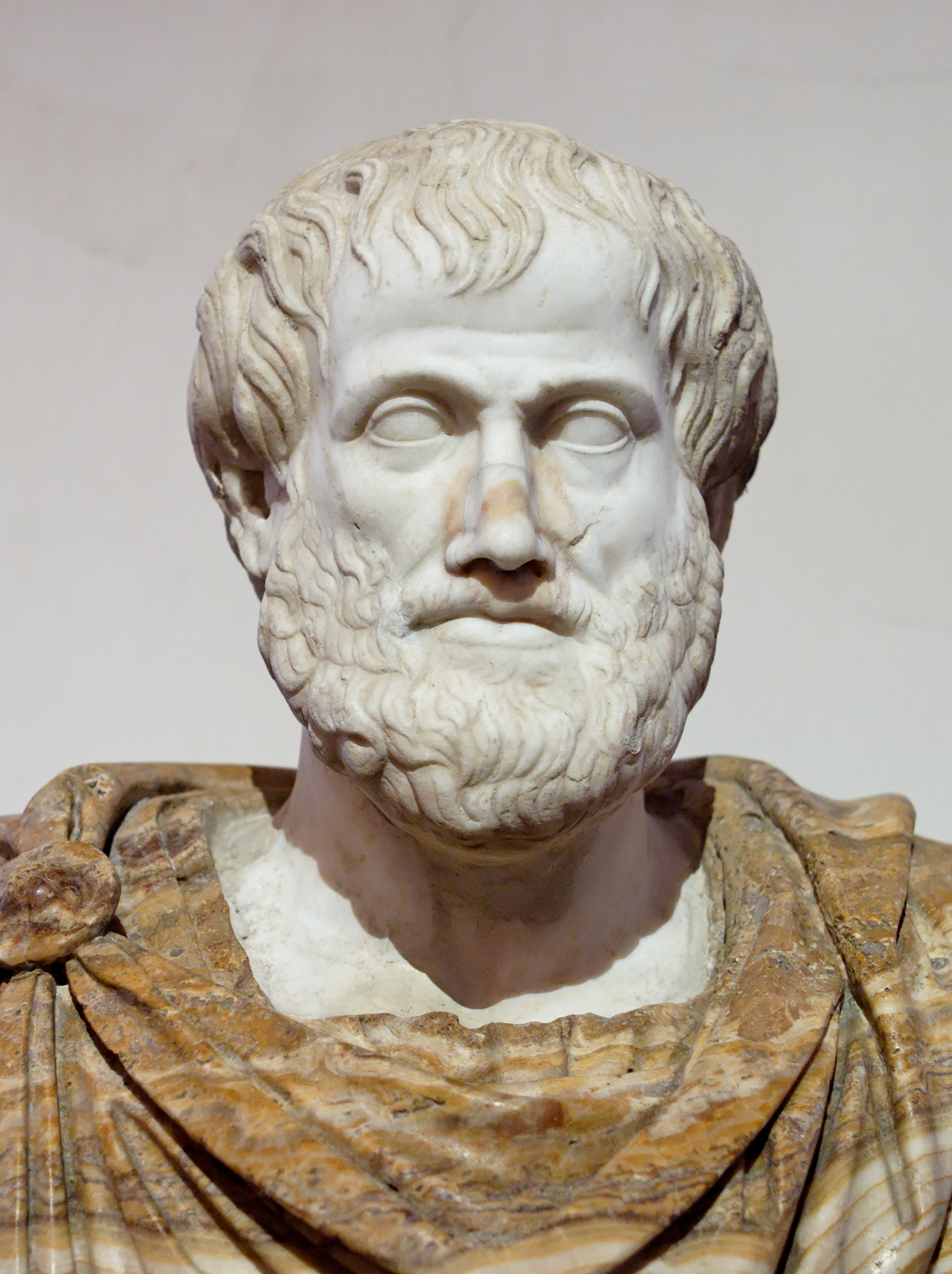
Buste d'Aristote. Augustin développe une théorie de la connaissance différente de celle d'Aristote.

Contre les sceptiques de l'Académie, Augustin soutient qu'il existe des connaissances réelles qu'il classe en trois groupes : « les vérités logiques (par exemple, « il y a un monde ou il n'y en a pas »), les vérités mathématiques (« trois fois trois neuf »), et les comptes rendus de l'expérience immédiate (« ces saveurs me sont agréables ») ». Aux sceptiques qui lui demandent comment il sait qu'il existe un monde hors de son esprit, il répond : je sais qu'il y a un monde qui nous nourrit qui nous entoure. Annonçant le « je pense donc je suis » (cogito ergo sum) de Descartes, il écrit : « si je suis trompé, je suis » (si fallor, sum).
Pour Matthews, le fait de savoir que l'on est vivant ne se limite pas chez Augustin à la vie biologique. Dans le De Trinitate, le terme vie doit être entendu au sens platonicien où l'âme, même quand elle a cessé d'animer le corps, reste vivante dans l'au-delà. Dans la recherche de la connaissance, Augustin s'interroge sur le lien entre les mots et l'objet qu'ils désignent. Au XXe siècle Ludwig Wittgenstein dans son livre Investigations Philosophiques écrit qu'Augustin d'Hippone n'analyse pas tout le langage mais seulement un système de communication. Mais lui-même présente un travers similaire dans son œuvre majeure le Tractatus Logico-philosophicus dans la mesure où il ne s'intéresse qu'au langage applicable aux sciences formelles de type logico-mathématique. Toutefois selon Danvers et Saint-Fleur le dernier Wittgenstein adopte comme Augustin un processus d'apprentissage du langage « fondé sur le modèle de l'ostentation » (ou de la monstration).
Pour Augustin, l'esprit est une substance non corporelle qui vit, se rappelle, comprend, veut, sait et juge ; elle s'auto-justifie. Dans son ouvrage De la trinité (10.120.14), il souligne :

« Car qui douterait qu'il vit, se rappelle, veut, pense, sait et juge ? Car même s'il doute, il vit ; s'il doute, il se rappelle pourquoi il doute ; s'il doute, il comprend qu'il doute ; s'il doute, il veut être certain ; s'il doute, il sait qu'il ne sait pas ; s'il doute, il juge qu'il ne devrait pas accepter sans réflexion. »

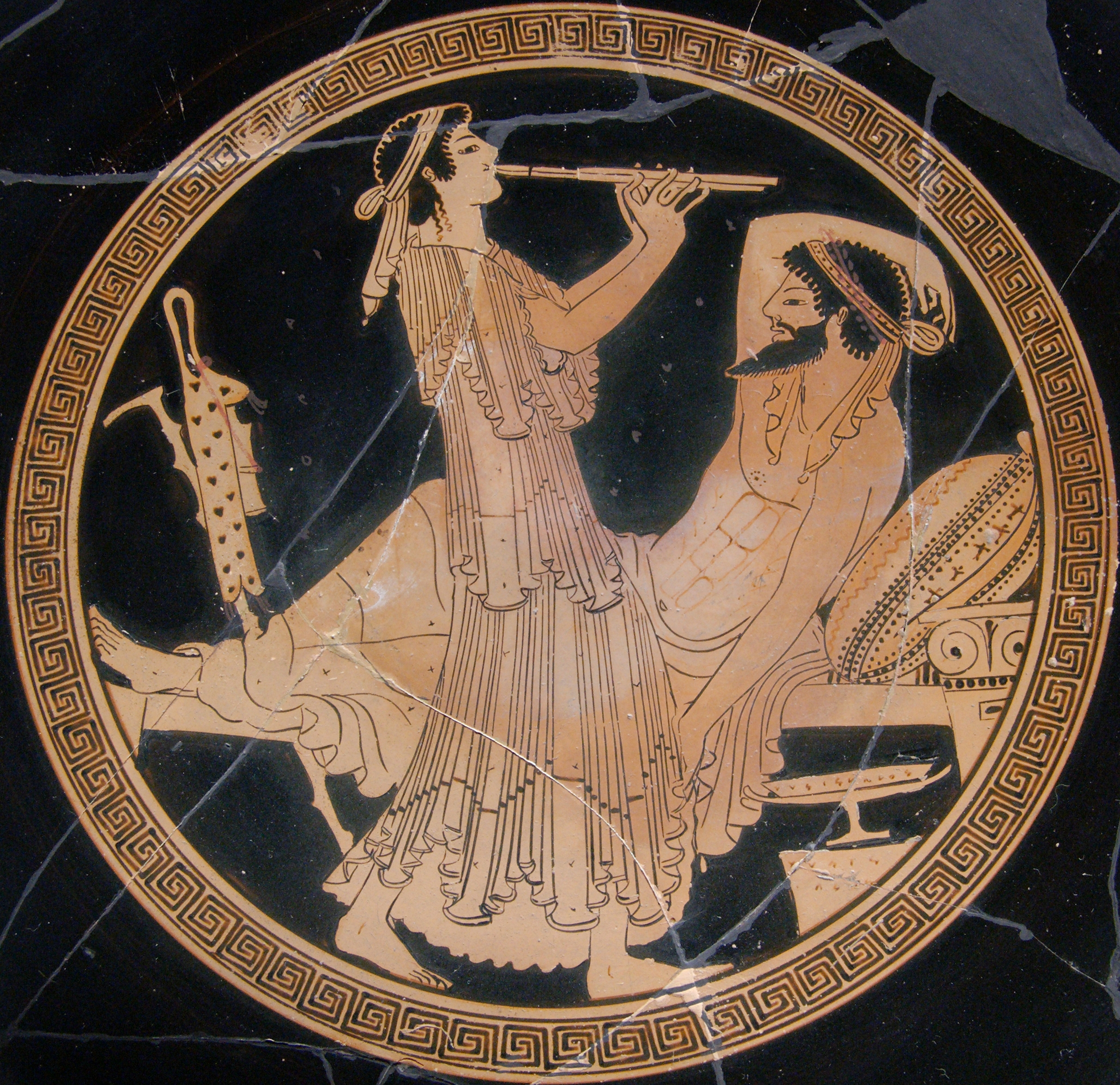
Scène de banquet, évocatrice du festin spirituel auquel Socrate et ses amis sont conviés au début du Timée. Coupe attique à figures rouges, vers 480 av. J.-C. Musée du Louvre.

Augustin, qui a connaissance par sa lecture de Cicéron de la théorie de la réminiscence de Platon, propose, selon Gareth Matthews, une version christianisée de la théorie des formes de Platon. Dans le De diversis quæstionibus octoginta tribus, il soutient que les formes peuvent être comprises de trois façons : comme formæ (formes), species (espèces) ou rationes (raisons). Par ailleurs, elles ne peuvent être qu'en Dieu car selon lui, le créateur ne peut consulter quelque chose d'extérieur à lui comme c'est le cas pour le démiurge dans le Timée de Platon. C'est à travers les formes que l'âme, illuminée par une lumière intérieure divine, peut avoir accès à la vérité, grâce à une théorie active de la perception.
Augustin écrit dans De Genesi ad litteram libri duodecim « ce n'est pas le corps qui perçoit, mais l'âme à travers le corps qui transmet la perception telle quelle ; l'âme utilise alors ce qui vient de l'extérieur pour former en elle-même la vraie chose. »
Selon la théorie de l'illumination, c'est la lumière de Dieu ou Dieu lui-même qui nous permet non seulement d'arriver à des vérités a priori mais également à tout le savoir humain, et non l'âme qui n'est qu'une créature faite à l'image de Dieu. Si Augustin rejette l'acquisition du savoir par abstraction, comme chez Aristote, c'est que pour lui, cette méthode ne permet pas de résoudre la question du savoir apparent, c'est-à-dire d'être certain qu'il y a un lien réel entre le mot et la chose qu'il désigne.
Il convient de souligner les limites qu'Augustin porte à notre capacité de connaître. Tout d'abord, pour lui, il n'est pas possible de prouver la nécessité de l'existence de Dieu par la raison ; il n'est possible d'atteindre une connaissance directe de Dieu que par l'expérience mystique : il en résulte que tout ce qu'on peut savoir de Dieu par la raison, c'est qu'il excède nos capacités de compréhension. Il a une attitude semblable à l'égard de la philosophie : elle ne peut nous permettre d'atteindre la vérité absolue, mais elle conduit l'esprit à réduire en quelque sorte le doute, à se faire une idée des choses. Matthews note que quand Augustin pose comme il le fait souvent la question « [c]omment est-il possible que [la proposition] p [soit vraie] […] quelquefois, quoique pas toujours, la réflexion le mène à une connaissance philosophique de la chose, à montrer que ce qu'il connait, ou croit fermement connaître, peut en fait être ». Comme la philosophie s'enracine dans un différentiel fort entre Dieu et les hommes, pour Augustin, elle ne peut mener à la vérité absolue, si elle n'est pas éclairée par les textes sacrés.

## Éthique
Tout comme pour les philosophes de son temps, la philosophie est pour lui une discipline pratique dont le but principal est la recherche du bonheur et où l'éthique domine la logique et la métaphysique. Sa pensée morale se rapproche davantage de l'éthique de la vertu et de l'eudémonisme de la tradition occidentale classique que de l'éthique du devoir et du droit (déontologisme) associées au christianisme à l'époque moderne. Si Augustin tend à unifier les vertus autour de l'amour de Dieu, il recourt malgré tout parfois au conséquentialisme. Cela tient pour Chappell à ce que la classification standard des éthiques des philosophes modernes n'est pas adaptée à l‘éthique d'Augustin qui a donc « quelque chose à offrir aux éthiciens de toutes ces catégories ».

### Une éthique fondée sur le dialogue avec Dieu

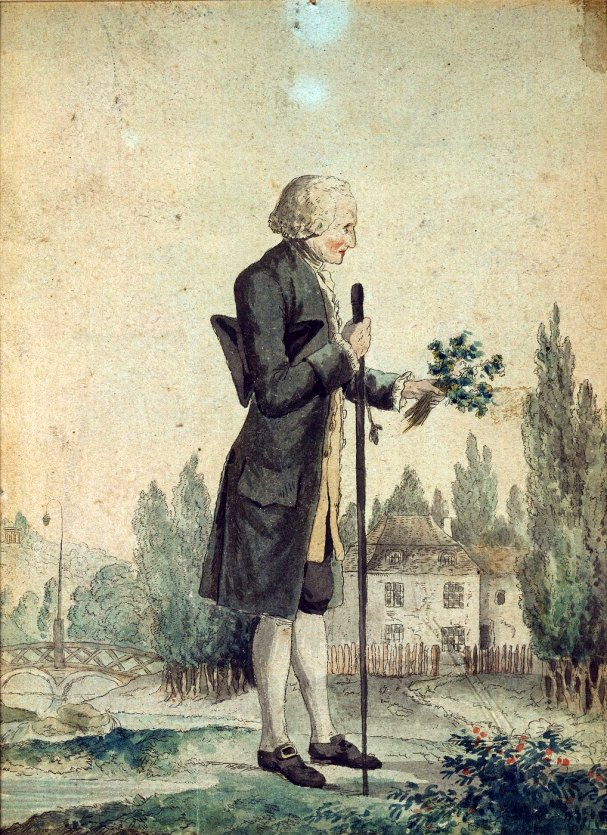
Rousseau herborisant.

Deux ouvrages importants portent le titre Confessions, le premier écrit par Augustin et le second par Jean-Jacques Rousseau. Si la recherche de la vérité est un élément central dans ces deux ouvrages, les auteurs l'abordent de façon très différente. Ainsi, Thimothy Chappell note : « Le son de la vérité chez Rousseau est je, je, je, le son de la vérité chez Augustin est tu, tu, tu »
Atteindre la vérité chez Rousseau exige d'être vrai et libre. Au contraire, chez Augustin, la « première étape du progrès moral consiste à s'éloigner de ce qui est trop personnel et du domaine privé au profit de ce qui est commun; et ce qui est le plus commun, c'est la vérité et Dieu ».
Pour l’évêque d’Hippone, être « sincère », authentique, ne peut conduire qu'au désastre. Pour lui, Dieu est une personne avec qui il parle. Dieu n'est pas un autre, ce n’est pas « lui », c'est « tu », c’est-à-dire quelqu'un d'intime avec lequel on est en relation. Ce qui conduit Augustin dans le domaine moral est donc « une relation à la seconde personne » avec Dieu, qui ne se fait pas selon un principe d'autorité ou de code moral, mais est affaire de confiance, d'amour entre Dieu et l‘Homme.

### Bonheur et immortalité
Dans les livres VIII et XIX de La Cité de Dieu, Augustin voit l'éthique ou la philosophie morale (la formulation latine pour l'éthique) comme l'identification du bien suprême ainsi que des moyens de l'atteindre. Le vrai bonheur (Augustin utilise le terme latin beatitudo) se confond pour lui avec le bien suprême (Summum Bonum). Sur ce point, il ne se différencie pas des philosophes qui, pour cette raison, voient « les intellectuels chrétiens comme des rivaux philosophiques ». Son livre De Beata vita montre, selon Bonnie Kent, l'importance qu'Augustin attache au bonheur, qui pour lui ne se confond pas avec la possibilité de faire ce qu'on veut. En effet, pour Augustin, comme pour Cicéron, nous sommes plus près du bonheur en échouant à faire ce que nous désirons qu'en voulant une chose non appropriée.

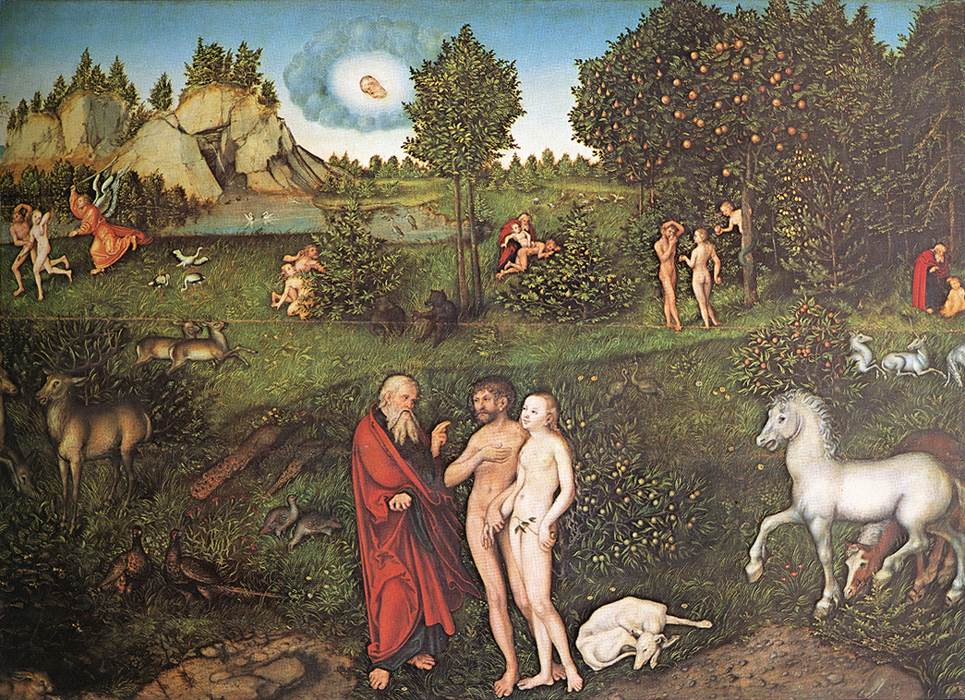
Adam et Ève au paradis dans un tableau de Lucas Cranach.

Selon Augustin « l'immortalité est un des plus grands prérequis pour atteindre le vrai bonheur ». Cela le rapproche des platoniciens qui insistent sur l'immortalité de l'âme et l’éloigne des épicuriens et les stoïciens qui voient le bonheur comme la liberté face à la souffrance et à l'anxiété. Malgré cela, Augustin se différencie du platonisme en ce que, pour lui, il n'y a pas seulement immortalité de l'âme mais résurrection des corps, quelque chose qui avait déjà choqué les Athéniens quand l'apôtre Paul avait prêché chez eux. Augustin met les stoïciens plus haut que les épicuriens, car ils « enseignent que le bonheur ne vient pas du plaisir du corps mais de la vertu de l'esprit ». Toutefois, il leur reproche de trop compter sur la vertu et pas assez sur Dieu, ce qui les conduit à une certaine arrogance .
Malgré l'accent mis sur l'immortalité et la vie après la mort, Augustin ne réduit jamais la vie présente à une simple épreuve en vue du Paradis. Il insiste non seulement sur l'importance d'accomplir ici-bas les talents que Dieu nous a donnés mais également sur les plaisirs esthétiques qui ne servent aucune autre fin que le bonheur. Il s’ensuit que « les visions sécularisées ou puritaines d'un Dieu austère teneur de livre céleste, obsédé à tenir les comptes de nos mérites et démérites, ne peuvent se réclamer de l'autorité d'Augustin. Le Dieu d'Augustin est davantage l'amoureux ou l'artiste que le teneur de livres ou le juge ».

### Éthique et religion: orgueil et peur de l'enfer

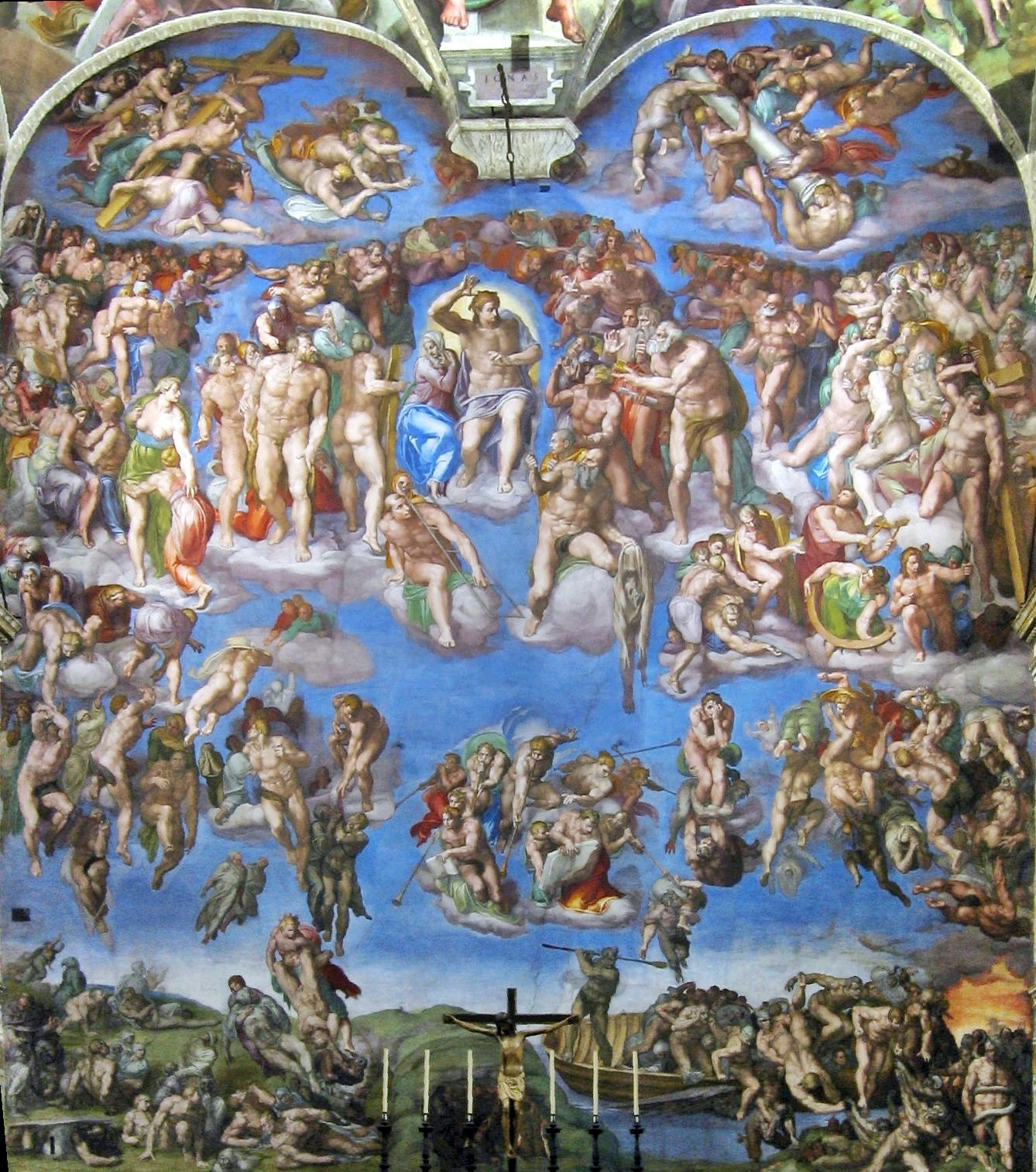
Le Jugement dernier, par Michel-Ange, chapelle Sixtine.

Augustin n'a rien contre l'amour de soi tant que celui-ci reste dans une certaine limite. Il n'en est pas de même de l'orgueil, qu’il considère comme « une forme perverse et hautement spécifique de l'amour de soi », responsable du péché originel. C'est lui qui anime les anges rebelles et conduit Caïn à tuer son frère. C'est aussi l'orgueil qui conduit les hommes à vouloir « s'arroger la place qui appartient à Dieu seul ».
Comme la peur de la punition peut être une étape dans l'éducation morale, elle n'est pas totalement inutile. Toutefois, à la différence de Pélage, il faut éviter d'exploiter la peur du jugement dernier pour préserver du péché. Dans l'épitre 145, il écrit à ce propos :

« Est alors un ennemi de la justice celui qui s'abstient du péché uniquement par peur de la punition ; mais il deviendra un ami de la justice, si c'est par amour d'elle qu'il évite le péché. Alors, il craindra vraiment le péché. Car les personnes qui ont seulement peur des flammes de l'enfer n'ont pas peur de pécher mais de brûler… »

### L'éthique duDe Mendacio(Du mensonge)
Dans son livre De Mendacio, Augustin distingue huit types de mensonges : le mensonge capital qui consiste à mentir sur les dogmes religieux, le mensonge qui tend à porter injustement tort à quelqu'un, le mensonge destiné à servir l'un au détriment de l'autre, le mensonge dicté par le désir de mentir et de tromper, le mensonge provoqué par le désir de plaire, le mensonge qui ne nuit à personne mais profite à quelqu'un, le mensonge qui sert à ne pas trahir, les cas où on ment pour ne pas envoyer quelqu'un à la mort.
Sa condamnation du mensonge repose sur trois raisons : mentir divise la volonté en deux ; mentir ne permet pas d'atteindre la vérité et rend l'idée même de vérité improbable ; mentir est condamné par les Écritures. Concernant le premier point, la division de la volonté en deux parties qui se combattent mène à la désintégration mentale qu'il voit également à l'œuvre dans le désordre sexuel :

« Ment donc qui a une chose dans l'esprit, et en avance une autre… Aussi, dit-on également que sa pensée est double car elle embrasse ce qu'il sait être vrai et ne dit pas, et, en même temps, ce qu'il avance à sa place tout en sachant ou en pensant que c'est faux. »

Concernant le second point, mentir rend la vérité improbable. Cela conduit Augustin à anticiper l'argumentation attribuée à David Hodgson selon qui la recherche des bénéfices d’une action par l'utilitarisme le rend peu sensible à celle de vérité. Augustin écrit à cet effet : « Comment croire en effet un homme selon qui il faut mentir à l'occasion, et qui peut-être alors ment au moment où il vous enjoint de le croire ? ». Concernant le troisième point, à savoir l’argument fondé sur les Écritures, l'évêque d'Hippone s'appuie principalement sur le neuvième commandement qui enjoint de ne pas porter de faux témoignage. Il s'appuie aussi sur le Livre de la Sagesse et sur le Psaume 5 verset 7. Des commentateurs ont remarqué qu'Augustin utilisait les Écritures de façon plus stricte pour condamner le mensonge que pour le fait de tuer. Cela tient à ce que pour lui, la « Vérité (Veritas) est le nom de Dieu lui-même », ce qui touche au cœur même de sa pensée. Il ne s'agit donc pas, comme pour les philosophes modernes, de faits sans valeur intrinsèque .

### La justice

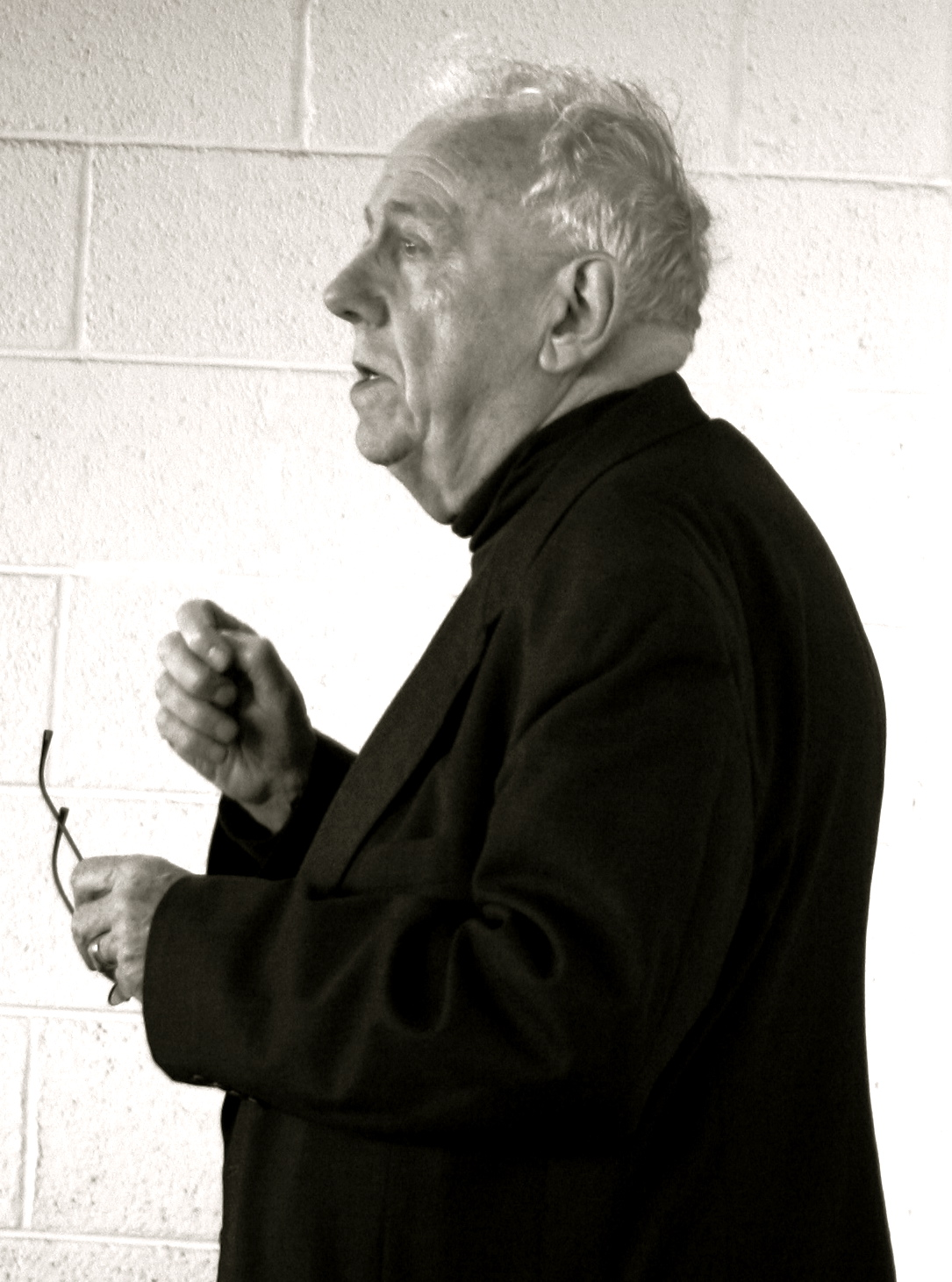
Alasdair MacIntyre a étudié le concept de justice chez Augustin.

Pour les Grecs, la notion de justice est liée aux lois de la cité ou de la polis. Les stoïciens ont étendu la notion de justice au reste de l'humanité de façon duale : selon que l'on est citoyen d'une polis ou en tant que citoyen du monde. Chez Cicéron, la justice ou l'injustice sont liées à la loi non écrite, qu'il assimile à la raison droite. Toutefois, l'égalité devant la justice ne s'en déduit pas car le monde est hiérarchisé et la justice envers les étrangers passe en dernier.
Selon Alasdair MacIntyre, l'idée d'une justice applicable à tous trouve d'abord sa source dans le Deutéronome et les Dix Commandements où Yahvé « s'exprime non seulement en tant que Dieu d'Israël, mais aussi en tant que Dieu créateur de toutes les nations et des territoires de tous les peuples ». Mais, là encore, dans certains cas, il y a une différence de traitement entre le peuple d'Israël et les étrangers. Pour les chrétiens qui s'adressent au monde entier, le problème d'une justice applicable à tous devient crucial. L'apôtre Paul dans son Épître aux Romains lie loi divine et raison, de sorte que le monde entier, même les non-chrétiens, peuvent en bénéficier. C'est là une formulation très proche de celle de Cicéron. Les premiers chrétiens en ont bien conscience, et voient « dans les conceptions stoïciennes (et plus particulièrement cicéroniennes) de la loi à laquelle la nature et la raison exigent que l'on obéisse, une preuve de cette connaissance de la loi de Dieu à laquelle Paul avait fait référence ». Malgré tout, harmoniser les deux sources sera une tâche complexe, dont les Pères de l'Église n'ont réellement perçu toute l'ampleur « qu'avec la réussite du plus grand d'entre eux : saint Augustin ».
La conception de la justice chez Augustin emprunte à la fois aux platoniciens, à Cicéron et à saint Paul. Aux platoniciens et à Cicéron, il reprend l'idée que « la justice consiste à donner à chacun ce qui lui est dû ». Si la justice qui s'inscrit dans le cadre de La Cité de Dieu est universelle comme chez les stoïciens, chez Augustin elle inclut des devoirs bien plus importants envers les pauvres et les opprimés. À saint Paul, il reprend l'idée selon laquelle il faut être juste « de façon à n'avoir aucune dette envers qui que ce soit, sinon de nous aimer les uns les autres (De Trinitate VIII, VI ; Romains 13,8) » : l'action juste ne peut venir que de l'amour tourné vers Dieu, qui permet de bien orienter la volonté. Or, depuis Adam, notre volonté est tournée vers l'amour de soi et donc vers l'injustice. Chez Augustin, cette différence est centrale dans la distinction entre la Cité des hommes, dont l'exemple est Rome dominée par l'orgueil, et la Cité de Dieu, où « le don de la grâce […] permet à la volonté de choisir librement ce qui en fait mène au vrai bonheur ».

### Augustin et l'idée de guerre juste

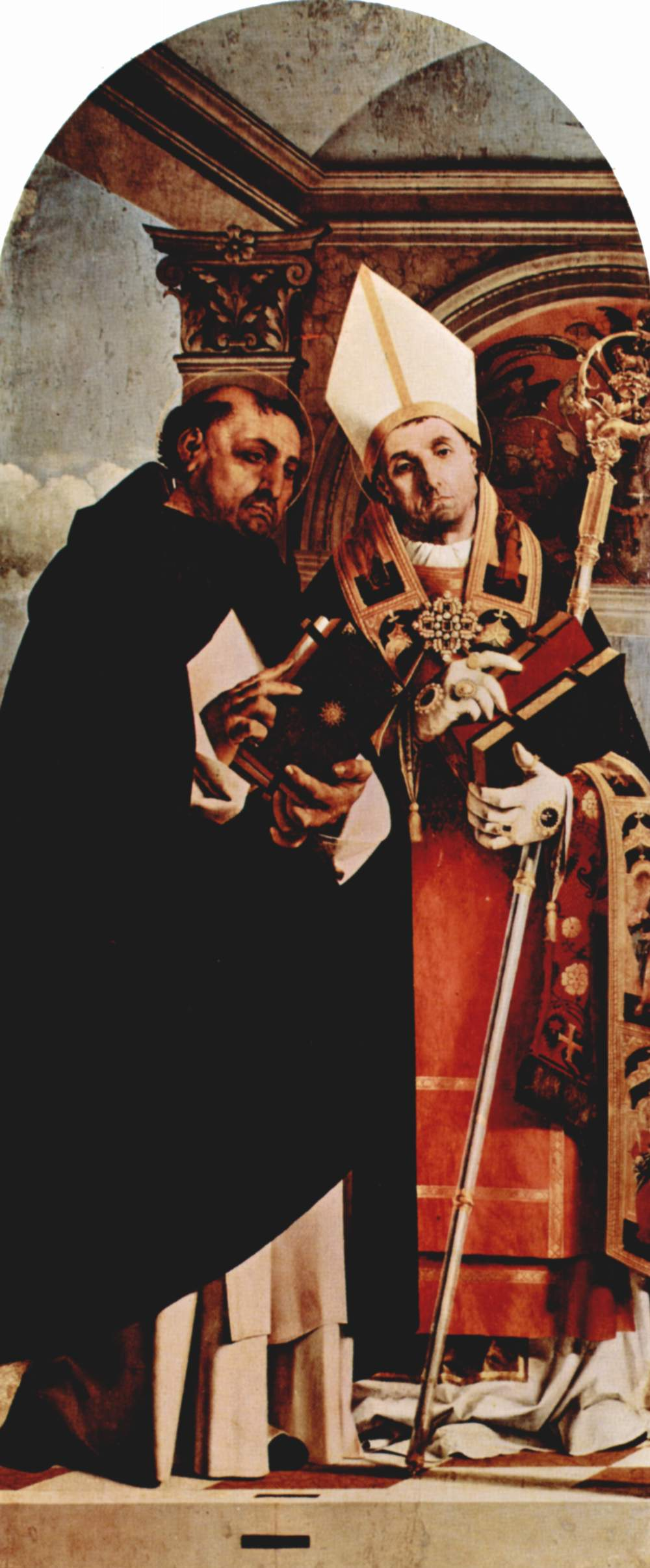
Thomas d'Aquin et le pape Urbain IV, de Lorenzo Lotto, 1508. (Recanati).

À la suite de son maître Ambroise de Milan, Augustin est un des premiers chrétiens à s'intéresser au concept de guerre juste. Avant lui, on trouve des traces de cette notion dans La République de Platon, dans la Politique d'Aristote, chez Thucydide et chez Cicéron.
Si Augustin traite de la thématique de la guerre juste, il n’en dresse pas une théorie comme le feront plus tard les juristes du droit canon et Thomas d'Aquin dont il inspire les deuxième et troisième critères du Ius ad bellum (droit de la guerre). L'un de ces critères exige que la guerre ait pour but de promouvoir ce qui est bon ou de punir ce qui est mauvais. L'autre exige que la guerre soit déclarée par une autorité légitime. Contrairement à Hobbes, Augustin soutient que les hommes aiment la paix et ne se font la guerre que lorsqu'ils y sont contraints par d'autres. Par ailleurs, il ne pense pas que la guerre soit un mal parce que les gens meurent, mais parce qu'elle déchaîne des passions mauvaises.

### Augustin et la sexualité
Augustin considère que le plaisir sexuel n'est pas mauvais en soi puisqu'il permet la reproduction, mais qu’il est un mal parce que depuis la Chute, l'homme ne contrôle pas directement ses organes sexuels. La sexualité n'est pas un « appétit » ou un « désir » normal car elle possède une forte capacité de corruption, de désintégration de l'ordre des choses, outrepassant notre volonté et notre rationalité. La question de la sexualité est d'autant plus cruciale pour Augustin que, comme de nombreux philosophes jusqu'à Locke, il considère que le corps d'une personne est la personne elle-même. Il est même, suivant l'évangile de Jean, Dieu, puisque le Verbe (Dieu) s'est fait chair. Il s'ensuit une contradiction. Si la chair est Dieu, elle est aussi des organes sexuels dotés d'une vie propre. Aussi Timothy Chappell estime-t-il qu'Augustin, tout comme « ses contemporains chrétiens et païens, est indubitablement manichéen dans son attitude envers la sexualité humaine ».
Chez Augustin, le péché ne trouve pas son origine dans la découverte de la sexualité comme chez Grégoire de Nysse, mais dans le passage d'une sexualité parfaite à une sexualité où l'harmonie entre la chair et l'esprit s'en est allée, de sorte qu’il y a chez Augustin une « discordia », entre la chair et l'esprit. Le désir, surtout le désir sexuel, qui touche Augustin personnellement, est perçu comme une force qui se heurte constamment à la raison et qui tire la nature humaine vers le bas. La vie de couple est assimilée au « regnum uxorium » (« royaume conjugal ») et les pratiques sexuelles afférentes sont jugées asservissantes. Toutefois, pour Peter Brown comme pour Goulven Madec, si l’évêque d’Hippone développe une vision sombre de la sexualité, il se montre toutefois relativement modéré par rapport à certains de ses contemporains, tels Jérôme de Stridon et Grégoire de Nysse.

## Temps: du commencement à la vie éternelle
Chez Augustin, temps et politique ne sont pas sans lien car notre passage ici-bas n’est que la fin de la vie terrestre laquelle s’inscrit dans une perspective d’éternité. Cela change la perception des choses par rapport à une vie limitée à l’espace-temps terrestre. En outre, contrairement à la position des platoniciens et d'Aristote, le temps commence chez lui avec la Création.

### Temps et commencement

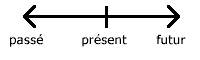
Image représentant la vision du temps du Chronos.

Augustin est connu pour sa maxime figurant au livre XI des Confessions : « Qu'est-ce donc que le temps ? Si personne ne me le demande, je le sais ; mais si on me le demande et que je veuille l'expliquer, je ne le sais plus ». Pour lui, c'est à partir du présent que nous envisageons le passé, le présent et le futur :

« C'est donc une impropriété que de dire : il y a trois temps, le passé, le présent et le futur. Il serait sans doute plus juste de dire : il y a trois temps : le présent du passé, le présent du présent, le présent du futur […] Le présent du passé, c'est la mémoire ; le présent du présent, c'est l'intuition ; le présent de l'avenir, c'est l'attente. »

Comme le présent est fugace, il s’ensuit que les hommes sont comme en pèlerinage dans ce monde. Dans ses développements, selon Simo Knuuttila, Augustin s'inspire beaucoup d'Aristote, qui insistait déjà sur la centralité du présent. Comme le stagirite et les stoïciens à sa suite, il suppose que « le temps est un continuum infiniment divisible ». Toutefois, trois points l’opposent à Aristote.
1. Pour Augustin, le temps dépend du mouvement et donc commence avec la Création[270]. Sur cette question, il se démarque aussi des platoniciens pour qui le monde est sans début ni fin, et des tenants des théories de cycles ou de l'éternel recommencement du monde[271]. Plus tard, il influencera Leibniz dans sa critique du temps absolu de Newton[272].
2. Augustin adopte l'idée platonicienne du tout à coup. Alors que, pour Aristote, avant la mort, les gens sont mourants et la mort est la limite de la période où l'âme n'a pas encore quitté le corps, pour Augustin « l'instant de la mort relève du tout à coup platonicien auquel le principe du tiers exclu ne s'applique pas[n 19]. »
3. Si Augustin comme Aristote accepte l'idée que la mesure du temps possède un aspect objectif intéressant, il développe néanmoins une conception psychologique du temps qui l'amène à se demander jusqu'à quel point on peut dire que le temps est long ou court. Il note que le présent n'a pas de durée et n'est donc ni long ni court (Confessions, 11,15.18-20). Sa démarche est ici proche de la notion de temps phénoménologique que développera Husserl[273].

### Millénarisme et chronologie de l’histoire

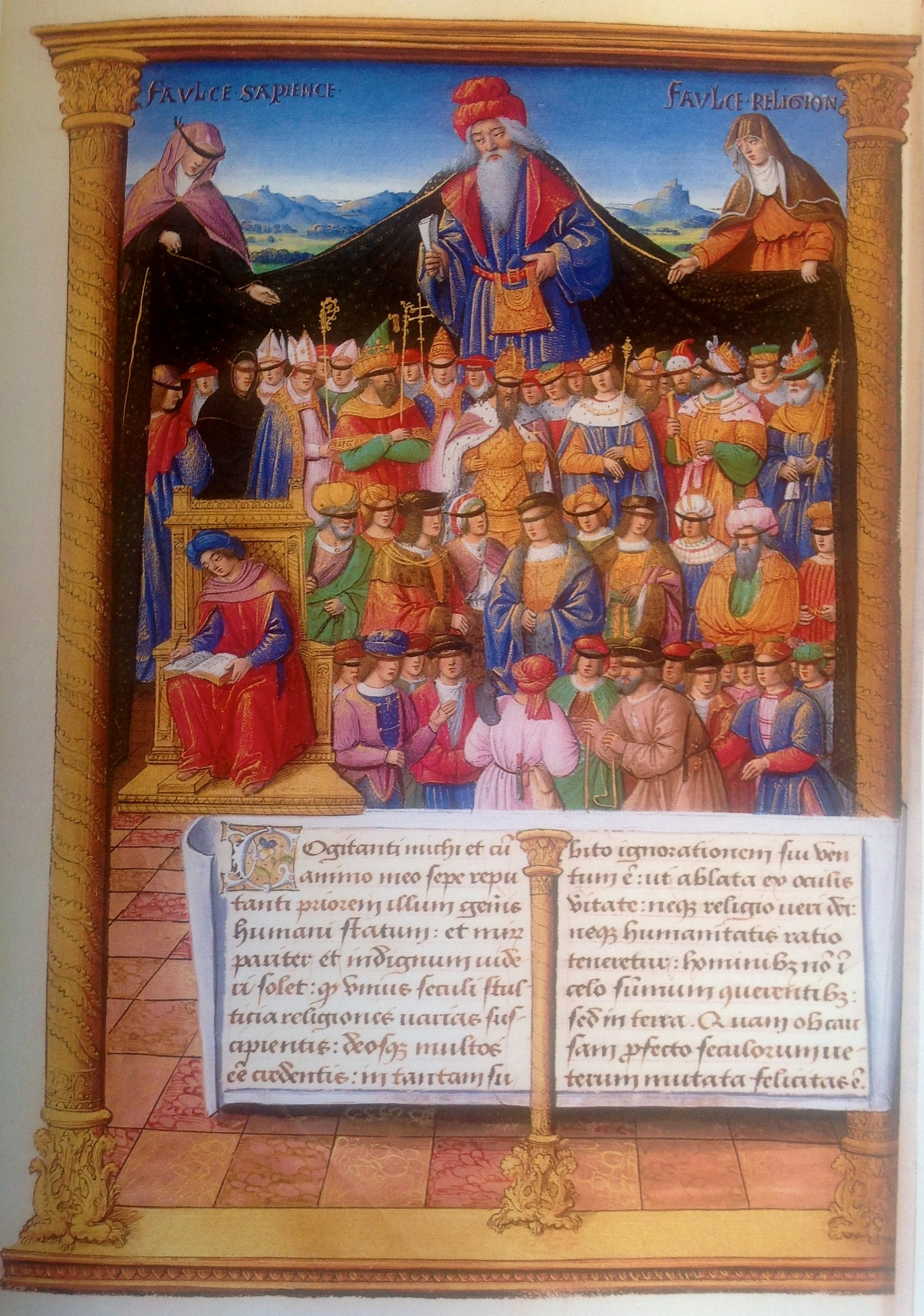
Lactance, la, Bibliothèque nationale de France, Ms Lat. 1671- fol. 93v. Enluminure du Maître de la Chronique scandaleuse.

D'abord millénariste à la suite de Lactance, Augustin se détachera de cette conception après sa conversion, concluant que l'établissement du paradis est incompatible avec les imperfections de la vie terrestre, et ira même jusqu'à combattre cette doctrine dans La Cité de Dieu :

« Il faut donc donner un sens spirituel (et métaphorique) à l’Apocalypse de saint Jean : le règne de mille ans sur la terre est celui de l’Église, de la Cité de Dieu enfouie dans celle des hommes (il écrit : « les mille ans de paix ont commencé avec Constantin ») mais qui ne sera vraiment accompli qu’au Ciel, à la fin des temps. »

Reprenant l'équivalence temporelle de l'Ancien Testament, selon laquelle une durée de mille ans correspond à un jour dans la Bible, Augustin voit la durée de l'Histoire comme une réponse aux six jours de la création, soit six mille ans, le dernier millénaire étant celui du repos, mais il ne propose pas la date habituelle de fin de l'Histoire. Estimant que l'humanité ne peut pas savoir quand viendra la fin des temps, il exclut une intervention surnaturelle imminente dans le cours de l'histoire, vu que celle-ci se déroule à la fois dans la Cité divine et la Cité terrestre. Cette conception d'un millénarisme purement allégorique deviendra la doctrine officielle de l'Église, forçant la ferveur apocalyptique à se réfugier dans des courants souterrains.

### Résurrection des corps et vie éternelle

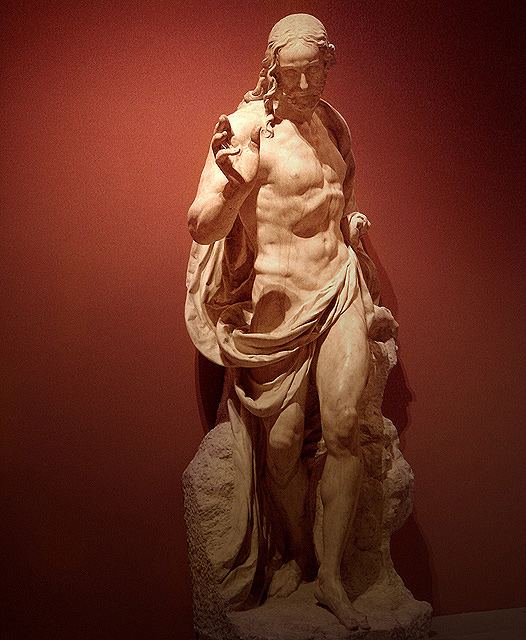
Résurrection de Jésus-Christ par Germain Pilon.

Le dogme de la résurrection, un élément central de la foi chrétienne, occupe une place de choix dans l’œuvre d’Augustin. Cette thématique est présente aussi bien dans les livres XII, XX et XXII de la Cité de Dieu, que dans les écrits et discours consacrés aux fidèles, notamment à ceux qui vont recevoir le baptême. Ce dogme de la résurrection des corps a été un de ceux que le christianisme a eu le plus de mal à imposer. En effet, il heurtait autant la pensée populaire de l’empire romain que les philosophes stoïciens et épicuriens du temps de l’apôtre Paul ou que les néoplatoniciens du temps d’Augustin d’Hippone. Cette incompréhension conduit Augustin à devoir répondre à des questions de bon sens comme : que se passe-t-il au moment de la résurrection de la chair pour les hommes dévorés par les requins ? Ce à quoi il répond en s’inspirant de la réponse de saint Jean Chrysostome : au moment de la résurrection, les corps seront comme des statues qu’on aurait refondu.
En réalité, la question de la résurrection ou non des corps dépend de la place relative accordée au corps et à l’âme. Chez les néoplatoniciens, comme chez Virgile, le corps est la prison de l’âme ou de l’esprit. Comme l’écrivent Marrou et La Bollardière, l’homme est « [u]ne étincelle divine, une parcelle de la substance de Dieu, momentanément et regrettablement insérée dans la gangue matérielle des corps ». Pour Augustin au contraire l’origine du mal n’est pas dans le corps mais dans l’âme et l’esprit, car le péché vient du libre-arbitre de l’homme. De là une différence notable sur la notion de résurrection entre les deux parties en présence. Pour les néoplatoniciens, la résurrection est un « redressement spirituel » au sens où elle doit nous affranchir de tout ce qui vient du corps. Au contraire, pour Augustin la chair n’est pas mauvaise, elle l’est d’autant moins que le Christ s’est fait chair, s’est fait vrai homme et vrai Dieu. De sorte qu’à la fin des temps, selon lui, c’est l’homme en tant que corps et âme qui doit être transfiguré et renouvelé en mieux. Marrou en conclut que, concernant la fin des temps, l’eschatologie chrétienne est plus une consommation qu’une destruction.
Après les conciles, à une époque où le catholicisme veut dialoguer avec le monde, la place des valeurs proprement humaines est un problème important. Pour Augustin les valeurs humaines sont surtout spirituelles et permettent de s’approcher de la vie éternelle par la louange et le retour sur soi, anticipant ici-bas ce que sera la vie éternelle conçue par Augustin comme un grand sabbat (maximum sabbatum) et non comme un repos (Augustin évite précisément l’emploi du mot otium). La vie bonne accordée par Dieu aux saints est donc pour lui d’essence intérieure et liturgique.

## Politique

### Augustin et la philosophie politique
Les philosophes politiques contemporains ne considèrent pas Augustin comme un des leurs ; ce refus a plusieurs justifications. Taylor fait d’abord remarquer que l’évêque d’Hippone n'a produit ni une théorie de l'État, ni une réflexion sur les diverses formes de gouvernement. De plus, concevant l'État comme moralement neutre, Augustin introduit une désacralisation de la politique et annonce de ce point de vue Machiavel et Hobbes. Enfin, l'importance qu'il accorde aux Écritures, ainsi que son eschatologie, notamment la place qu’il donne à l'après-vie, le situent nettement hors du champ de la philosophie politique actuelle.
Malgré tout, Augustin est considéré par Reinhold Niebuhr comme le premier grand réaliste en politique du monde occidental. Michaël Loriaux estime que si Augustin partage avec les réalistes en politique moderne un même scepticisme quant à la possibilité d'un progrès moral et politique, la justification n'est pas la même. En effet, alors que les derniers s'appuient sur une psychologie simplifiée reposant sur des faits stylisés, la psychologie d'Augustin est fouillée, presque individualisée. Par ailleurs, alors que les réalistes modernes essaient d'analyser les relations internationales en utilisant des jeux stratégiques, ce qui laisse peu de place à la morale, chez Augustin la responsabilité morale des gouvernants est toujours engagée par leurs actes même quand ceux-ci sont dictés par la nécessité. Le livre XIX de la Cité de Dieu reprend un passage des Psaumes : « Délivre-moi de mes nécessités ».

### Politique dans les lettres et sermons
Dans les lettres et sermons, Augustin traite des questions qui se posent à un évêque dans un Empire romain devenu chrétien depuis la conversion de Constantin. La question de la violence en politique y occupe une place de choix. S'appuyant sur l’épître de Paul aux Romains, il admet que les personnes exerçant des fonctions spécifiques (gouverneurs, juges, soldats, etc.) puissent ordonner l’usage de la force si le bien-être physique ou moral du peuple l’exige. Toutefois, il précise que ceux qui recourent à la force demeurent responsables de leurs actes envers les autres hommes et envers Dieu ; ils doivent donc s'en confesser et être capables de repentir.
De façon générale, les idées politiques d’Augustin ne sont pas statiques mais pragmatiques. Au lieu de fournir des règles fixes, les Écritures sont porteuses d’un idéal qui donne un cadre pour juger des actions humaines. Dans ce contexte, le recours à la force doit être aussi pacifique que possible et celui qui l’ordonne doit faire preuve d’humilité et de miséricorde.

### Dimension politique des écrits de Cassiciacum

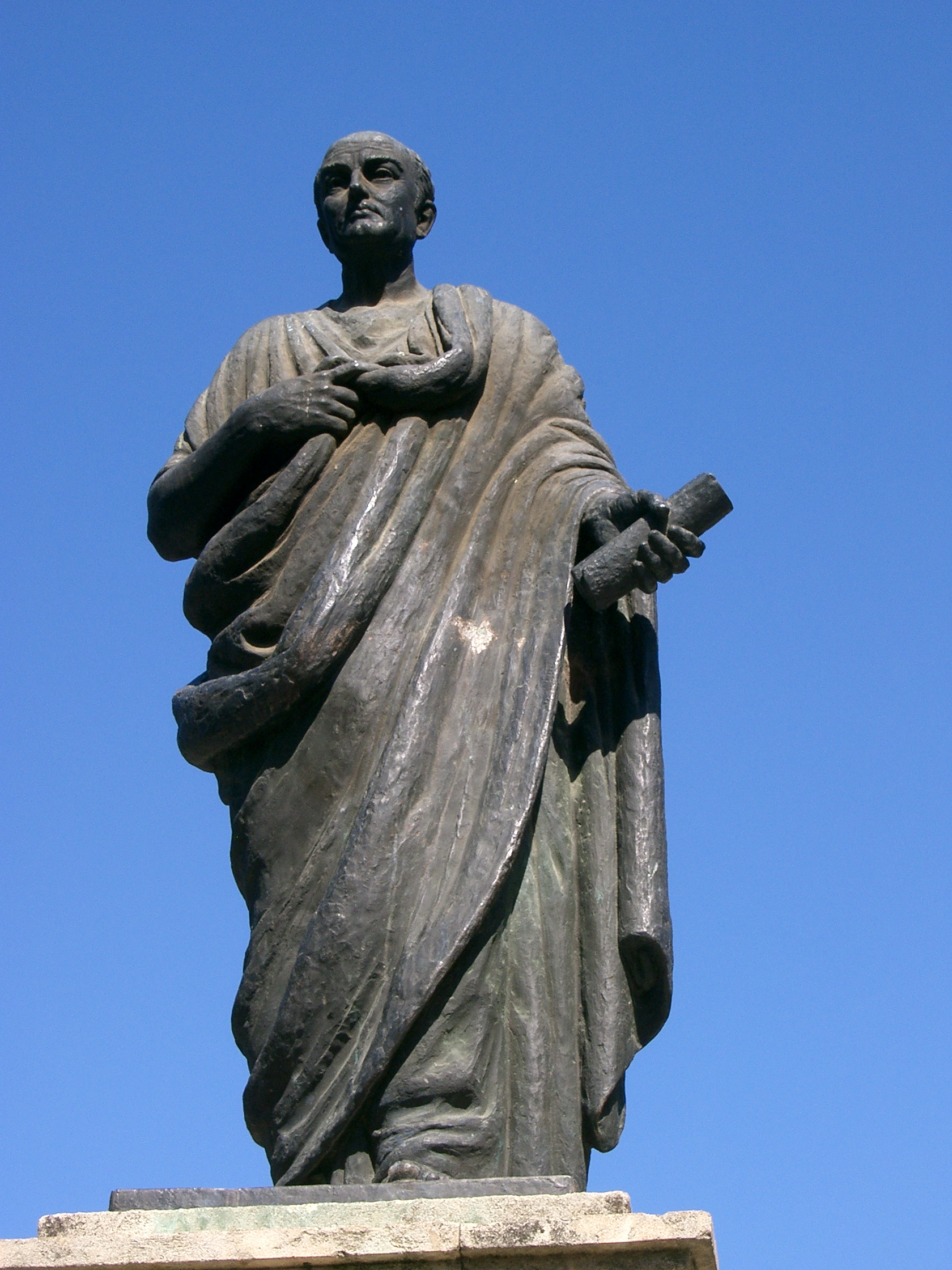
Statue de Sénèque.

Michael Foley note que les écrits rédigés à Cassiciacum — à savoir le Contra Academicos, le De beata vita, le De ordine et le Soliloquia — se présentent sous forme de dialogues philosophiques. Ces thématiques témoignent non seulement d’un intérêt pour la philosophie pure mais également de l’influence de la philosophie politique de Cicéron. Si ces ouvrages portent surtout sur la poursuite de la vérité, ils traitent aussi de la notion de bonheur, un thème central dans la philosophie politique de Cicéron et de Sénèque (également auteur d’un livre intitulé De vita beata). Chez Augustin, la notion de bonheur est apolitique, c'est-dire extérieure à la polis et au jeu politique.
Selon Foley, Augustin poursuit trois objectifs dans ces écrits : le premier est la lutte contre un patriotisme exacerbé et contre les vertus politiques qui relèvent des opinions et des apparences, associées à des désirs désordonnés et traduisant une rébellion de l'âme contre le bien ; le second est le rappel que l'important pour l'homme est la sagesse, l'amour de la vérité et l'amour de Dieu ; le troisième est l'affirmation que l'on doit s’occuper sérieusement de la politique et, en particulier, éviter qu'elle ne tombe entre les mains de personnes guidées par des motifs égocentriques ou irrationnels. Dans cette optique, il estime que ceux qui désirent quelque chose de plus grand que simplement gouverner sont les plus aptes à la politique. Si l’évêque d’Hippone tend à subordonner la vie politique à la philosophie, il ne défend cependant pas la thèse selon laquelle les chrétiens pourraient réaliser le Royaume de Dieu sur cette terre.

### Politique et religion dansLa Cité de Dieu
Selon Peter J. Burnell, l'interprétation politique dominante en 1992 de la pensée d’Augustin est la suivante :

« […] Comme les institutions civiles sont une réponse nécessaire au péché, elles ne sont pas quelque chose de pleinement naturel. De sorte que la société civile est théologiquement neutre et sert des fins éphémères. Elle constitue un espace d'indétermination entre la cité de Dieu et la cité de ce monde. L'État est intrinsèquement coercitif dans ses méthodes et implique la domination d'un être humain sur un autre, de sorte qu'il n'aurait jamais pu exister dans le Jardin d'Eden. Une telle institution est regrettable, mais acceptable dans les circonstances présentes. Cela implique qu'il n'y a aucune part de la loi naturelle qui soit intrinsèquement politique; la politique est une matière technique qui n'engage pas notre humanité entière. »

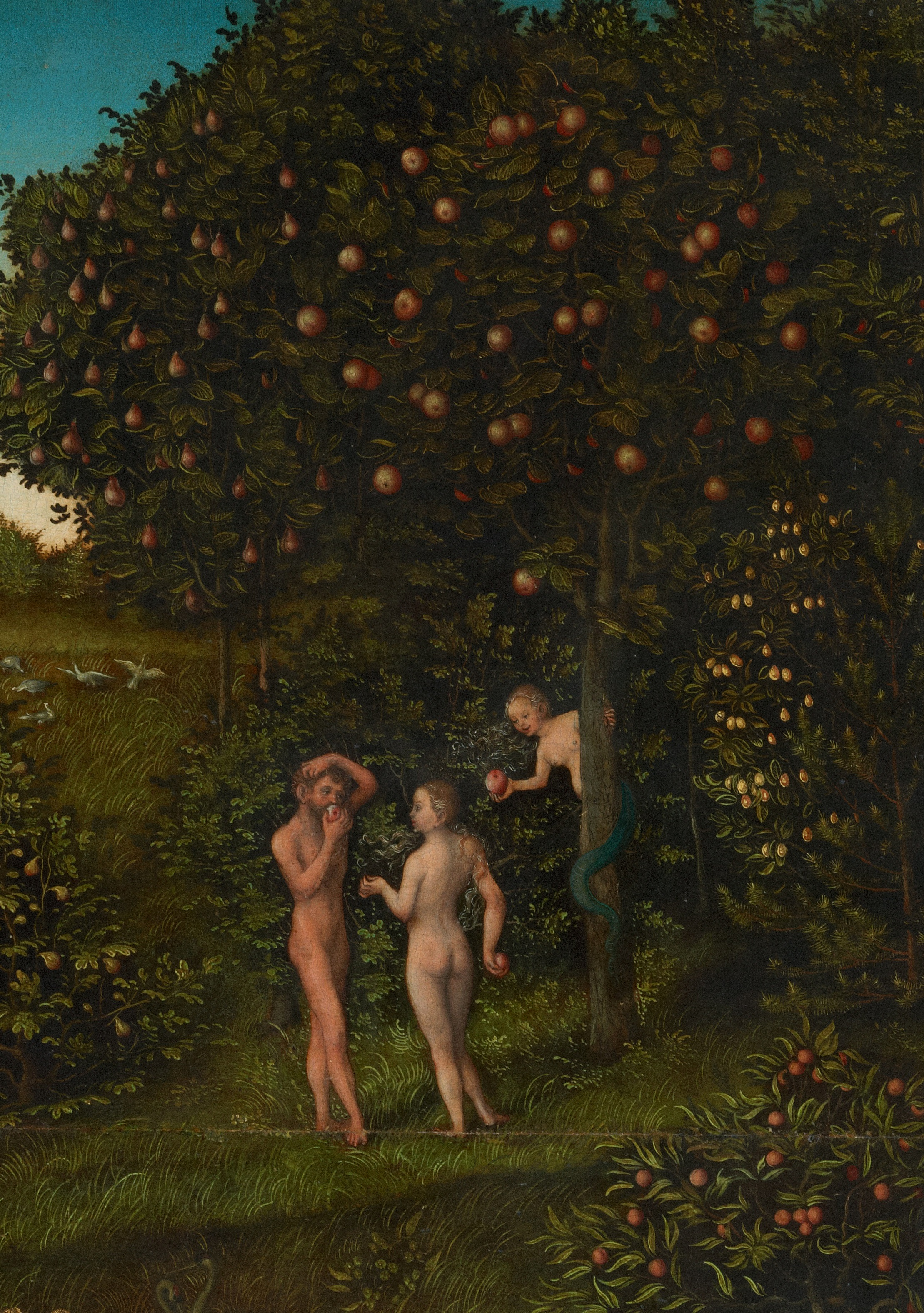
La Chute de l'homme par Lucas Cranach, illustration du XVIe siècle.

Burnell se démarque de cette interprétation : selon lui, pour Augustin, il est naturel pour les êtres humains de s’engager en politique dans la mesure où ce n’est pas seulement l'âme mais aussi l'homme civil qui entre dans la cité de Dieu. Par ailleurs, comme la qualité des institutions compte, l’important pour Augustin est que le gouvernement n’empêche pas les chrétiens de suivre leur foi :

« Quant à cette vie mortelle dont la durée est si rapide et le terme si prochain, qu'importe sous quelle puissance vive l'homme qui doit mourir, pourvu que les dépositaires de la puissance ne l'entraînent point à des actes d'injustice et d'impiété (La Cité de Dieu, p. 233). »

Enfin à la différence de Cicéron, Augustin place la préoccupation des actions honorables au-dessus de celle de l'État. Il s’ensuit, selon Burnell, que l'État ne saurait être une expression terrestre de la Cité de Dieu.
Louis Dumont, quant à lui, insiste sur le fait que, par rapport aux autres philosophes de l'Antiquité, Augustin restreint la portée des lois de la nature et étend le champ de la providence et de la volonté de Dieu. Il en découle une plus faible portée donnée à la cité, à la république, et un plus grand rôle donné à l'Église.

## Influence sur la théologie occidentale
Augustin a exercé une très forte influence sur la théologie occidentale jusqu'à l'arrivée du thomisme au XIIIe siècle. Après cette date, son influence décline dans le catholicisme mais reste forte principalement auprès des protestants et des jansénistes.

### Augustin et le passage de la culture antique au Moyen Âge

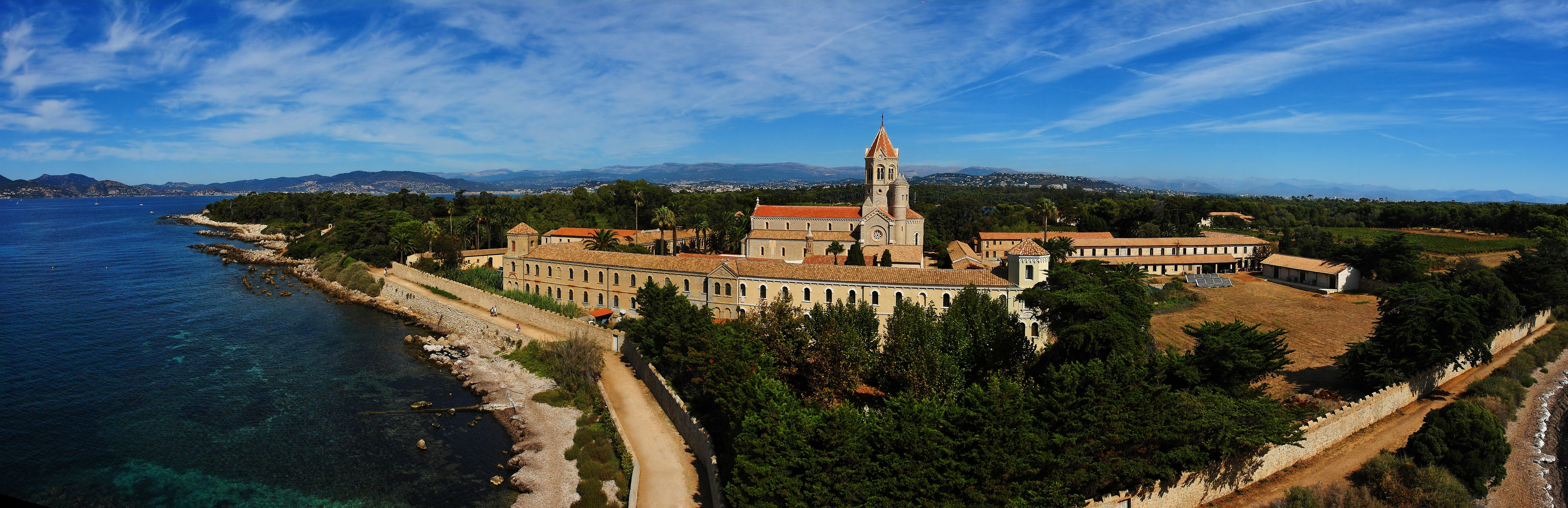
Abbaye de Lérins vue depuis la forteresse.

Au Moyen Âge, deux civilisations chrétiennes dont l'aire d'influence recouvre celle de deux grandes langues — le latin et le grec — et de leurs dérivés, se partagent l'Europe, une séparation linguistique qui débute dès le Bas-Empire. Augustin, un maître de la langue latine et qui ne lit pas couramment le grec, est donc le Père de l'Occident, tout comme Origène l’est pour le christianisme oriental (grec, et russe en particulier).
Du vivant même d'Augustin, son œuvre circule à travers un réseau de disciples tels Paulin de Nole ou Prosper d'Aquitaine, un des secrétaires du pape Léon Ier. À sa mort, ses disciples luttent contre le semi-pélagianisme de Jean Cassien qui sera condamné en 529. Après lui, à l'exception de Grégoire le Grand, il n'y aura plus de personnalité intellectuelle de sa stature. Isidore de Séville voit en lui le premier de tous les Pères de l'Église, tandis que l'œuvre de Césaire d'Arles est profondément marquée par Augustin d'Hippone. Avec Ambroise de Milan, Jérôme de Stridon et Grégoire le Grand, Augustin figure au nombre des Pères de l'Église latine auxquels le pape Boniface VIII confère en 1295 le titre honorifique de « docteurs de l'Église » latine.
La règle de saint Augustin régit encore actuellement de nombreux ordres ou congrégations religieuses et constitue un des deux grands courants monachiques de l'Occident, avec celui inspiré par Jean Cassien. S'il subsiste des doutes sur le rédacteur originel de la règle de Saint Augustin, l'inspiration augustinienne est indéniable.

### Augustin et le christianisme jusqu'à la Renaissance duXIIesiècle

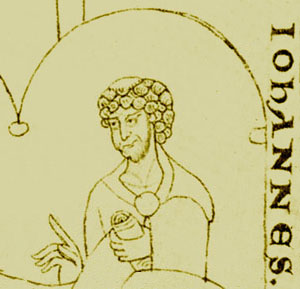
Jean Scot Érigène, Paris, Bibliothèque nationale, Lat. 6734.

Durant cette période, Augustin vient juste après les apôtres dans l'Occident chrétien. Son ouvrage La Cité de Dieu, qui n'est pas toujours bien compris, sert de creuset à l'ordre politique et social qui se met en place. Son aura est telle durant cette période que toute œuvre anonyme de qualité lui est attribuée par les copistes, de sorte que son œuvre déjà volumineuse s'accroît encore. Par exemple, on lui attribue les Méditations dont on découvrira plus tard qu'elles sont l'œuvre de Jean de Fécamp.
Boèce (480-526) reprend des thèmes augustiniens en leur donnant un tour plus technique, plus fondé sur la logique aristotélicienne qui sous-tend la tradition platonique de Proclus (410-485) et d'Ammonios. Plus tard, le Periphyseon, appelé aussi De divisione nature, et le De prædestione de Jean Scot Érigène (810-870), sont également marqués par la pensée d'Augustin.

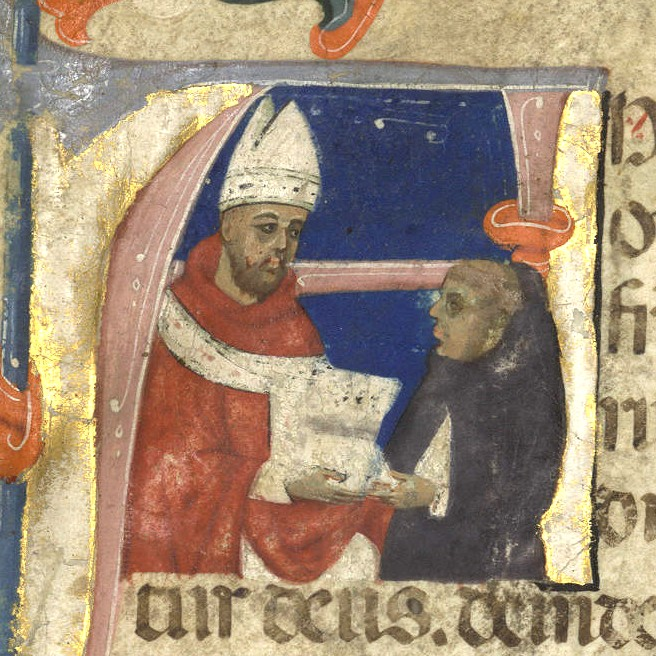
Saint Augustin remettant la Règle de son ordre. Bibliothèque du Patrimoine Clermont Auvergne Métropole, MS 158 f. 1, en ligne sur Overnia.

Au milieu du XIe siècle, Augustin inspire non seulement Anselme de Cantorbéry et Abélard mais aussi leurs adversaires : Pierre Damien et Bernard de Clairvaux. Toutefois, selon Henri-Irénée Marrou, c'est l'école de l'abbaye de Saint-Victor autour de Guillaume de Champeaux qui au XIIe siècle s'est la plus « intimement inspirée de l'augustinisme ». Si des communautés de chanoines réguliers continuent de suivre la règle d'Augustin — qui inspire au XIIIe siècle la règle des dominicains —, la règle bénédictine de Benoît d'Aniane et de Bernard de Clairvaux s'impose dans les monastères.
Durant la période suivante, la pensée d'Augustin demeurera très présente grâce au Livres des sentences de Pierre Lombard (1095-1160), qui servent de base à l'apprentissage de la théologie jusqu'à la fin du XIIIe siècle.

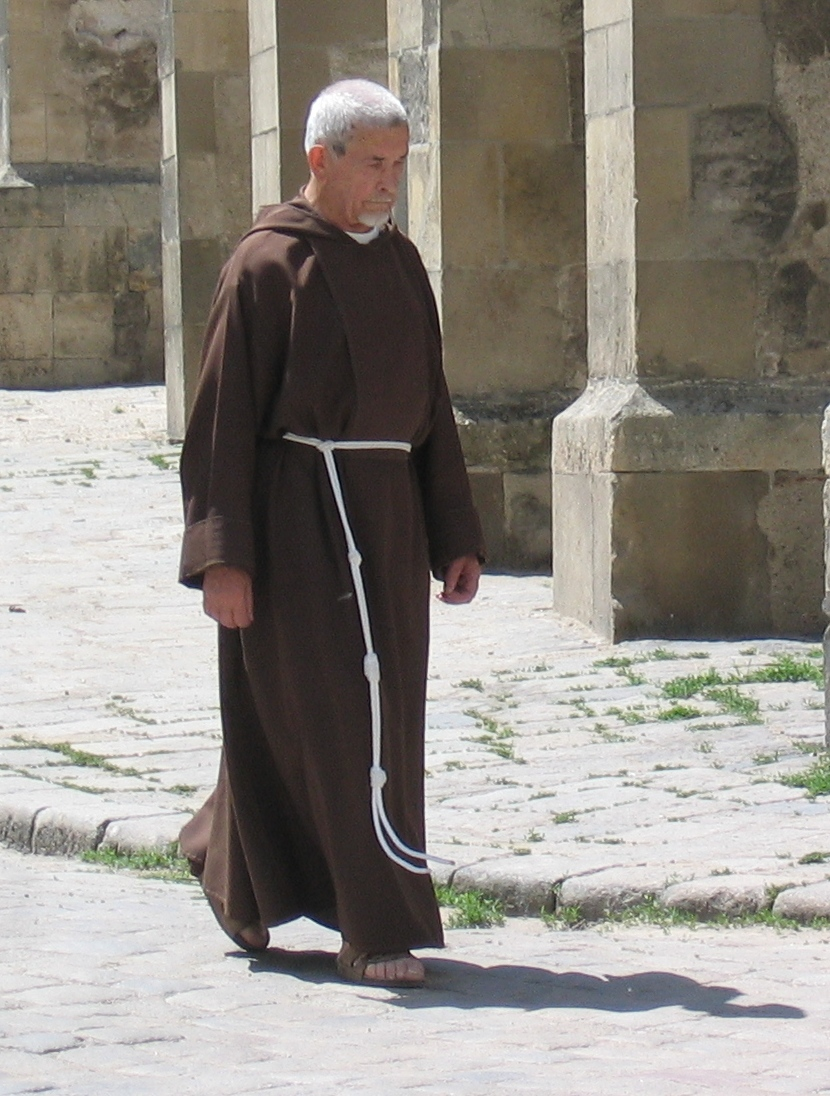
Moine de la famille franciscaine. Aux, les franciscains sont plus marqués par Augustin que les dominicains, proches de l'aristotélicianisme et du thomisme.

### Déclin de l'influence d'Augustin face à Aristote et au thomisme
Jusqu'à la fin du XIIe siècle, l'Occident n'a accès qu'au corpus logique d'Aristote. Après cette date, l'œuvre entière devient accessible aux lettrés occidentaux grâce à des traductions réalisées à partir de l'arabe et du grec. Les conséquences en sont doubles : les belles-lettres — un des points forts d'Augustin — reculent au bénéfice de la philosophie pure ; la pensée d'Augustin, qui jusque-là a régné en maître, décline et Aristote devient « le Philosophe » tandis que le platonisme et le néoplatonisme qui ont tant imprégné la pensée d'Augustin perdent de leur influence.
L'œuvre de Thomas d'Aquin, très marquée par la pensée d'Aristote, tend à devenir la référence du christianisme occidental. L'opposition est réelle mais doit être nuancée. En effet, selon Henri-Irénée Marrou, Thomas d'Aquin incorpore dans son « aristotélicisme systématique et en quelque sorte radical […] des pans entiers d'augustinisme », combattant surtout un « augustinisme avicenisant » et un « aristotélisme averroïste ».
Quoi qu'il en soit, de vives controverses opposent augustiniens et thomistes au XIIIe siècle. Du côté thomiste, on trouve les dominicains, tandis que le côté augustinien regroupe les franciscains autour de Bonaventure et de Jean Duns Scot ainsi que les grands augustins autour de Gilles de Rome et de Grégoire de Rimini. C'est la controverse de la Correctia, qui met au jour au moins deux points de divergence notables entre les camps opposés. Les franciscains acceptent avec des aménagements les « enseignements d'Augustin concernant l'illumination divine, le pouvoir de l'âme et la raison séminale » ainsi que son volontarisme, que les thomistes récusent. Par « illumination », les franciscains entendent que l'esprit humain a besoin de la présence de règles et de raisons divines. Par l'idée de raison séminale qui vient du stoïcisme, ils soulignent que « Augustin enseigne que Dieu a infusé dans la matière, au moment de la création, des normes intelligibles qui peuvent être actualisées », tout comme une semence permet de produire une nouvelle plante. Sur la question du volontarisme, pour W.F. Stone, il n'y a pas entre les protagonistes de véritable différence concernant la psychologie morale, mais des divergences sur l'importance du volontarisme (Stone 2001, p. 258).

### Augustin et les mouvements chrétiens réformateurs (protestantisme et jansénisme desXVIeauXVIIesiècle)
Durant cette période, Augustin est surtout influent dans les mouvements réformateurs — que Rome n'hésite pas à qualifier d'hérétiques. Ce fait est dû en partie à la montée en puissance du thomisme et de l'aristotélisme. Mais pour Jean Delumeau, cela tient aussi aux grandes difficultés de l'époque — guerre de Cent Ans, peste noire, Grand Schisme, menace turque, etc. — qui créent en Europe une mauvaise conscience et un sentiment que « seul le péché pouvait expliquer tous ces malheurs ». Ce besoin peut expliquer le succès du calvinisme et du luthéranisme qui, comme Augustin, ont une vision de l'Homme réaliste, voire sombre ou pessimiste. Pour Jean Delumeau, ce trait fait que les humanistes — Nicolas de Cues, Marsile Ficin, Jean Pic de la Mirandole, Thomas More, etc. — qui ont une conception assez optimiste de l'homme et qui n'insistent pas sur la notion du péché, satisfont moins bien aux besoins de renouveau de l'époque.

#### Augustin et le protestantisme
La publication de la première édition critique de l'œuvre d'Augustin par Johann Amerbach en 1506 permet aux réformés d'avoir un accès direct à sa pensée. Toutefois son influence réelle est discutée ; W.F. Stone estime que s'ils font grand cas des théories d'Augustin sur l'élection et la réprobation ainsi que sur la justification et la volonté, « les éléments les plus positifs de son anthropologie et de sa théorie de la grâce sont négligés ou sous-estimés ».

##### Martin Luther

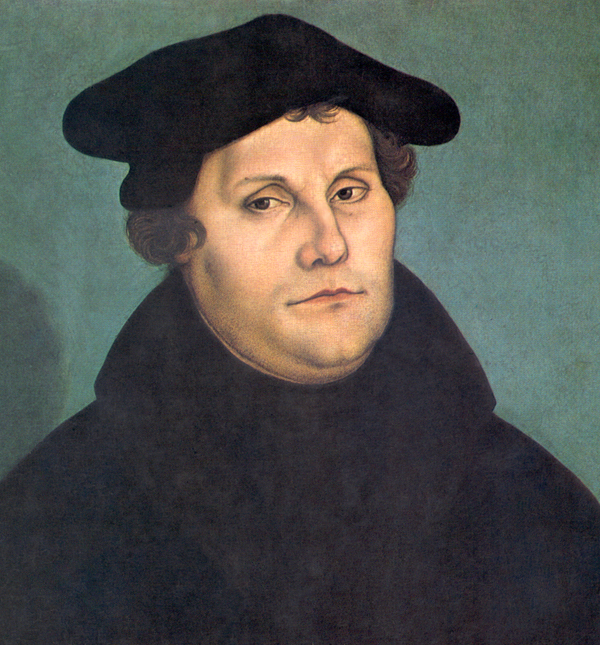
Martin Luther par Lucas Cranach l'Ancien (1633).

Luther, lui-même moine augustinien au début de sa carrière, est influencé à la fois par le travail de Johann von Staupitz, un néo-augustinien, et par Augustin lui-même. Dans ses commentaires bibliques, Luther fait référence 270 fois à l'œuvre d'Augustin. Toutefois, si Luther s'inspire d'Augustin, il apporte également sa propre touche. La proximité des deux hommes est particulièrement notable dans la théorie de la grâce. Pour Luther, si la grâce peut être accordée à tous ceux qui ont la foi, l'Homme n'est pas relevé de ses péchés, mais ceux-ci ne sont plus portés à son passif.
Autre point de convergence : la question de l'Homme intérieur. Sur ce point, à partir de 1520-1521, Luther, dans De la liberté du chrétien, se rapproche, avec des nuances, de la pensée d'Augustin. Pour Augustin, l'Homme intérieur est créé à la fois à l'image et à la ressemblance de Dieu, tandis que l'Homme extérieur — le corps —, « possède une excellence et une prédisposition à la contemplation qui en font aussi, en un certain sens, une image de Dieu ». Pour Luther, une ascèse prudente permet à l'Homme extérieur de se régler sur l'Homme intérieur qui est « créé par Dieu ».
Enfin, Luther reprend l'opposition d'Augustin entre Cité de Dieu et Cité des hommes en la centrant sur la primauté du Christ. C'est ainsi qu'il distingue un Royaume de Dieu, « celui de la grâce, de la foi, de l'amour, de la parole de Dieu, des préceptes évangéliques », du royaume du monde, « celui du glaive temporel, de la loi, du décalogue » : si les vrais chrétiens qui appartiennent au Royaume de Dieu n'ont pas besoin de lois parce qu'ils sont gouvernés par l'esprit, les autres, ceux du monde, doivent être encadrés par le droit ; de sorte que par ce biais Luther pose les principes de la légitimité du pouvoir temporel.

##### Jean Calvin

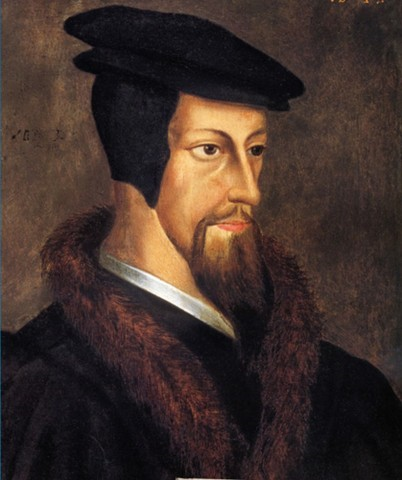
Portrait de Jean Calvin.

Jean Calvin est lui aussi profondément imprégné de l'œuvre d'Augustin, notamment La Cité de Dieu qu'il a étudié de mai 1532 à octobre 1533. Dans son ouvrage majeur, l’Institution de la religion chrétienne, il cite 1 700 fois Augustin et y fait référence sans le citer 2 400 autres fois. D'une façon générale, Augustin a une quadruple influence sur Calvin. Il est d’abord l'auteur qui l'a conduit vers la Réforme. Dans ce cheminement, Luchesius Smits insiste sur l'influence qu’a eue sur lui le livre d'Augustin intitulé De la lettre et de l'esprit (De spiritu et littera). Comme Augustin, Calvin perçoit le sacrement comme étant une « parole visible ». Il n'a pas une efficacité en lui-même, il est seulement « l'instrument de Dieu autorisant une communion spirituelle ».
Enfin, le théologien de Genève reprend à Augustin sa démarche exclusiviste voulant que les hérésies doivent être combattues. Denis Crouzet note que pour Calvin « Dieu a donné le glaive aux magistrats pour défendre la vérité de Dieu quand besoin sera, punissant les hérétiques qui la renversent ». Calvin s'inspire aussi d'Augustin pour tout ce qui touche à la loi, la pénitence, le mérite et la prédestination, notions qui chez Augustin font système. Toutefois, Calvin développe une théorie de la grâce plus dure qu'Augustin en oubliant les possibilités de régénération présentes dans la pensée de l'évêque d'Hippone. Pour Luchesius Smits, cette différence d'appréciation tiendrait au fait que chez Augustin l'amour est positif — action vers — alors que chez Calvin il est passif, il est « condescendance de Dieu à notre égard ».

#### Les catholicismes augustiniens auXVIIesiècle

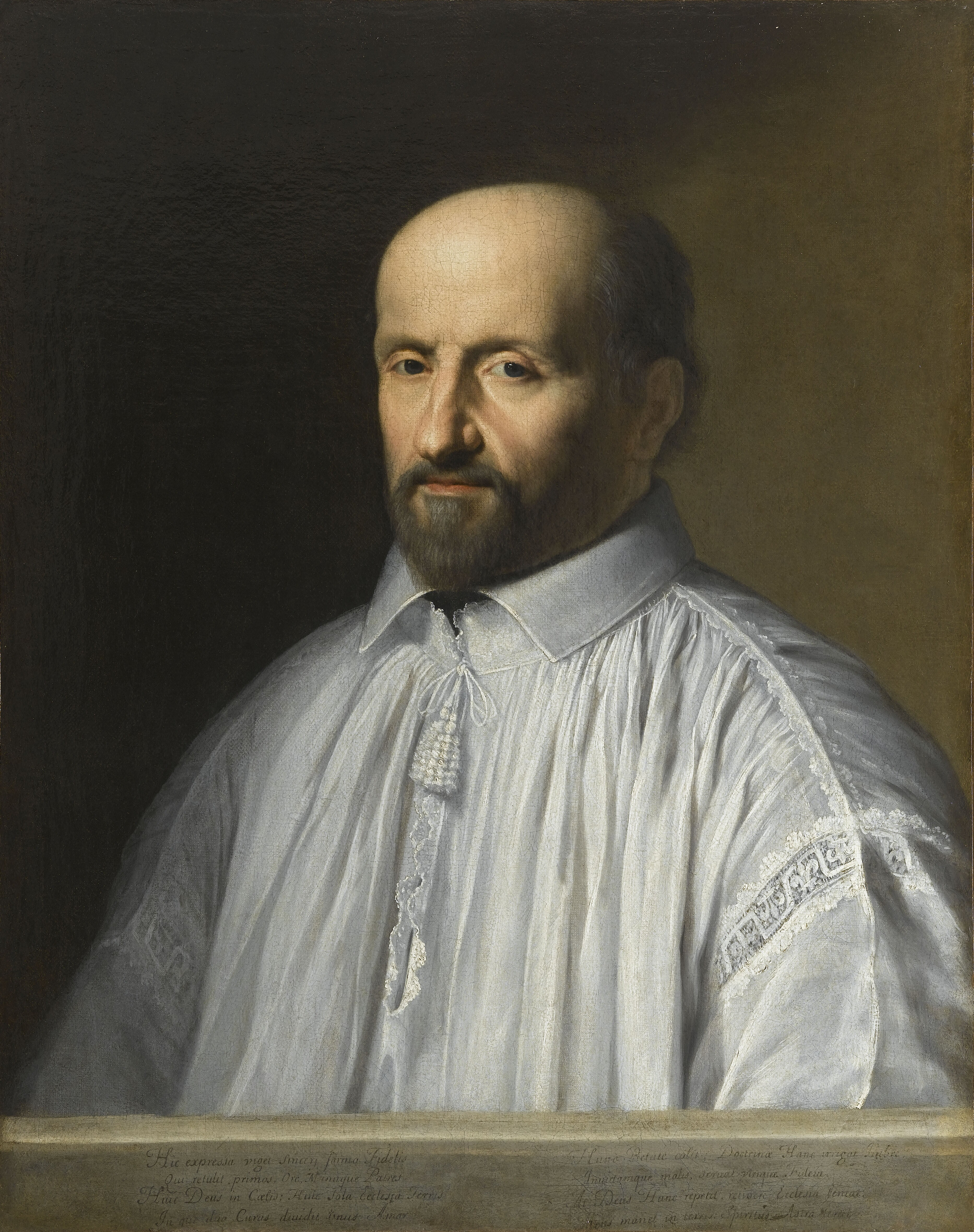
Jean-Ambroise Duvergier de Hauranne, abbé de Saint-Cyran, par Philippe de Champaigne.

##### L'École française de spiritualité
Au début du XVIIe siècle, l'École française de spiritualité, essentiellement représentée par la Société de l'oratoire de Jésus fondée en 1611 par le cardinal Pierre de Bérulle, un proche de Saint-Cyran, cherche à mettre en pratique la théologie augustinienne, sans toutefois se focaliser sur le problème de la grâce comme le feront plus tard les jansénistes. Il s'agit, par l'adoration du Christ sauveur, d'amener les âmes à un état d'humilité devant Dieu.

##### Le jansénisme
Le jansénisme, à travers l’œuvre de Saint-Cyran, un de ses grands théologiens, reprend à l’augustinisme la nécessité pour le chrétien d'une véritable « conversion intérieure », seul moyen d'être en état de recevoir les sacrements de pénitence et d'Eucharistie. Cette idée de conversion inspirée de saint Augustin repose sur la technique des « renouvellements », où, une fois l'état de conversion atteint, le pénitent doit faire fructifier les grâces qu'il a reçues, en menant une vie retirée. Au contraire, Richelieu et les jésuites soutiennent la thèse de l'attrition : pour eux, seul suffit le « regret des péchés fondé sur la seule crainte de l'enfer ».
De son côté, Jansenius dans son ouvrage théologique l'Augustinus met l'accent sur la théorie augustinienne de la grâce et de la prédestination. Jansenius, Saint-Cyran et Antoine Arnauld, qui défend l'Augustinus, sont les véritables introducteurs et propagateurs du jansénisme en France.

### Le néo-thomisme et la pensée d’Augustin
Aux XVIIIe et XIXe siècles, avec des auteurs tels que Hyacinthe-Sigismond Gerdil (1718-1855), Vincenzo Gioberti (1801-1852) et Antonio Rosmini (1797-1855), se développe un « augustinisme ontologique qui se nourrit d’une lecture malebranchiste d’Augustin ». En condamnant l’idéalisme et l’ontologisme, le concile Vatican I met de facto cet augustinisme à l’index, tandis qu’il fait du néo-thomisme la pensée officielle de l’Église. Ce concile est suivi de ce que Goulven Madec appelle la Belle Époque du néoscholastisme où la pensée d’Augustin est examinée par l’orthodoxie de l’Église non en elle-même mais en référence à celle de Thomas d'Aquin considérée comme « norme » intangible. La prééminence donnée à saint Thomas par rapport à saint Augustin tient à ce que les valeurs humaines qu’il développe semblent plus en phase avec une Église catholique qui veut dialoguer avec le monde — terme de Paul VI —, que celles défendues par Augustin d’Hippone, dont le tempérament religieux semble bien résumé par le verset « Cherchez le Royaume de Dieu et sa justice et tout le reste vous sera donné de surcroît » de l’Évangile selon Matthieu. Les années 1920 et 1930 voient se développer des controverses entre les tenants d’Augustin regroupés en France autour de Fulbert Cayré (1884-1971), le fondateur de l’Institut d’études augustiniennes, et les néo-thomistes tels Étienne Gilson, auteur d’une introduction à la pensée d’Augustin.

#### Ladisputatioentre augustiniens et néo-thomistes

Sceau de l’Institut pontifical d'études médiévales fondé à Toronto par Étienne Gilson.

En 1918, Prosper Alfaric publie un livre intitulé L’évolution intellectuelle de Saint Augustin, I - Du manichéisme au néoplatonisme où il affirme concernant Augustin : « [m]oralement comme intellectuellement, c’est au néoplatonisme qu’il s’est converti plutôt qu’à l'Évangile », un jugement qui marquera l’époque. Ce livre est suivi en 1920 par celui de Charles Boyer intitulé Christianisme et néoplatonisme dans la formation de Saint Augustin. En 1938, Paul Henry (1906-1984) cherche dans un livre de 1938 intitulé La vision d’Ostie dans l’œuvre de Saint Augustin à préciser la place du néoplatonisme chez Augustin. Dans son ouvrage de référence Introduction à la pensée d’Augustin dont la première édition paraît en 1929, Étienne Gilson fait d’Augustin un néoplatonicien proche des idées de Plotin et soutient que « Saint Augustin a cru pouvoir donner à la doctrine de Plotin un sens chrétien sans lui faire subir les remaniements internes rendus nécessaires du fait qu’il y introduisait l’idée de création ». En fait des recherches ultérieures montreront que l’évêque d’Hippone est surtout influencé par un autre néoplatonicien, Porphyre de Tyr,,.
Dans les années 1920 et 1930, les auteurs se passionnent sur les rapports entre Thomas d'Aquin et Augustin. En 1921, Boyer développe dans son livre L’Idée de vérité dans la philosophie de Saint Augustin, une lecture thomiste de l’évêque d’Hippone. En 1927, Fulber Cayré publie La contemplation augustinienne. Principe de la spiritualité de Saint Augustin où il tente de montrer une certaine proximité entre l’exemplarisme d’Augustin (un concept mis en lumière en 1916 par l’universitaire allemand Johannes Hessen) et la théorie de la connaissance de Thomas d’Aquin, une thèse qui n’emporte pas la conviction d’Étienne Gilson. La parution en 1943 de la deuxième édition du livre Introduction à la pensée d’Augustin de Gilson va provoquer une disputatio entre lui et Fulbert Cayré portant sur deux points principaux : premier point, pour Cayré, il est possible de soutenir qu’une synthèse philosophique augustinienne est possible, ce que récuse Gilson ; le second point porte sur la question de la hiérarchie à établir entre Thomas et Augustin que Lagouanère résume ainsi : « Le thomisme a-t-il épuisé l’augustinisme au point de vue proprement philosophique au point qu’il ait rendu caduque toute tentative de philosophie proprement augustinienne ».
Pour Goulven Madec, qui a succédé à Cayré à la tête de l’Institut d’études augustiniennes, Gilson commet une erreur de méthodologie en mettant sur le même pied le rapport de saint Thomas à Aristote et celui d’Augustin à Plotin. Par ailleurs il y a une différence d’approche fondamentale entre celle d’Augustin qui vise à « expliciter le contenu du dogme […] en utilisant des schèmes de pensée de son temps » et celle de Gilson qui veut qu’il ait « mené un débat scolastique entre le donné révélé et la raison ». Enfin pour Lagouanère, il n’y a pas chez Augustin comme on le trouve chez Gilson et dans le néothomisme « [u]ne articulation entre une philosophie et une théologie chrétienne », il y a au contraire une dialectique d’origine cicéronienne que l’on trouve notamment dans le De ordine entre « auctoritas de la foi et les prétentions légitimes de la raison ».

#### Les enjeux de la notion d’augustinisme politique

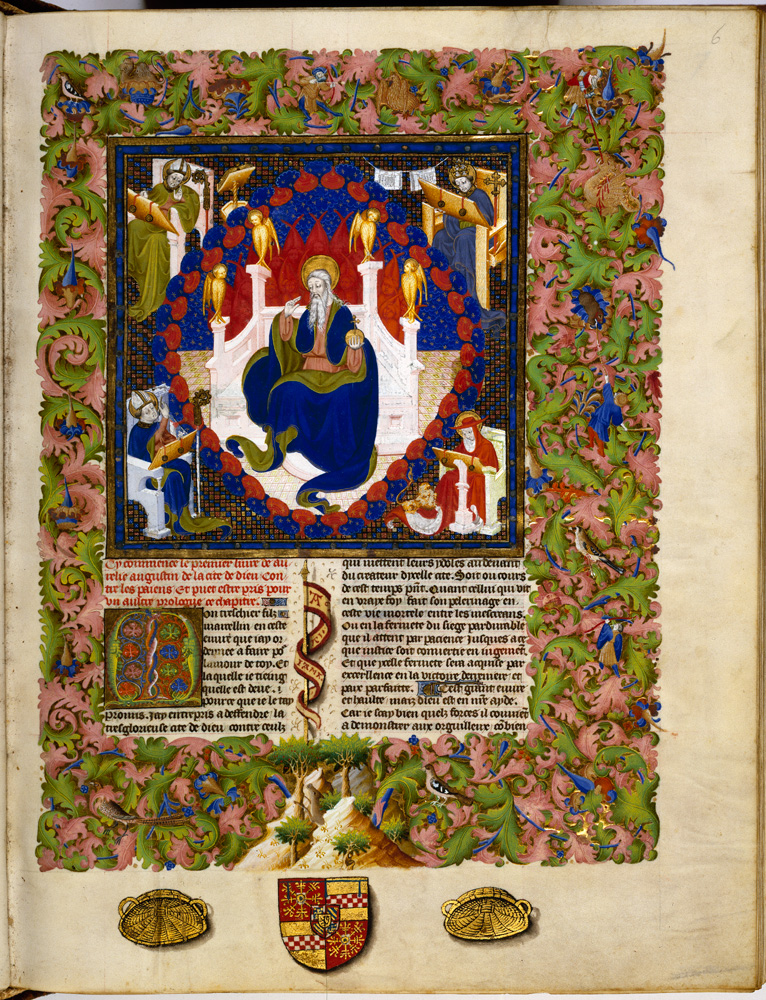
La Cité de Dieu. Début d'un manuscrit en français du début du XVe siècle conservé à la bibliothèque royale des Pays-Bas.

L'expression a été forgée au XXe siècle par Henri-Xavier Arquillière dans un ouvrage intitulé Augustinisme politique. Il s'agit pour Arquillière de s'opposer au philosophe allemand protestant Ernst Bernheim (1850-1942), pour qui Augustin est un penseur de la théocratie. Selon cette thèse, la Cité de Dieu aurait servi à « justifier la primauté pontificale de Grégoire VII à Boniface VIII » car l'augustinisme en général consisterait en une tendance « à fusionner l'ordre naturel et l'ordre surnaturel, à absorber le premier dans le second ». Au XVIIe siècle, Bossuet avait déjà énoncé ces mêmes thèses en faveur de l'absolutisme royal. Pour l’évêque Arquillière, à la différence de la thèse de Bernheim, l’influence d’Augustin sur la pensée théocratique n’est qu’indirecte en ce sens qu’elle résulte d’un état d’esprit que sa pensée aurait permis de créer. Dit avec les mots d’Arquillière, elle ne traduit pas l’influence d’Augustin « comme le grand évêque aurait voulu qu’elle s’exerce » mais comme fait elle s’est réalisée de fait. Aussi, sous le vocable d'augustinisme, on ne cherche pas à trouver ce qui pourrait être l'essence de la pensée d'Augustin, mais on y classe tous les développements auxquels la pensée d'Augustin a donné lieu en y incluant « les véritables contresens et caricatures que chaque époque a commis en relisant Augustin ». En effet, chez Augustin, les deux cités ne sont pas l'Église temporelle et le pouvoir des États car, comme le note Étienne Gilson, elles « recrutent leurs citoyens par la seule loi de la prédestination divine. Tous les hommes font partie de l'une ou de l'autre, parce qu'ils sont prédestinés à la béatitude avec Dieu, ou à la misère avec le démon ».

En fait, à travers la notion d'augustinisme politique, Arquillière cherche surtout à placer toute la prétention théocratique de l’Église catholique dans un passé révolu allant du VIIe siècle au XIVe siècle à un moment où l’Église, après Vatican I, se cherche un nouveau rôle plus axé sur la spiritualité. La pensée d'Arquillière s’inscrit dans une perspective néo-thomiste soutenue par le concile précité où l’opposition thomisme-augustinisme structure l’approche du monde médiéval. Pour Blaise Dufal : 

« L’augustinisme politique, relevant d’une vision thomaso-centriste de la théologie, peut être considéré comme une manière de contourner les problèmes de la théorie politique de saint Thomas. En effet, la tendance à unifier les deux hiérarchies, spirituelle et temporelle, attribuée à l’augustinisme politique, se retrouve chez Thomas d’Aquin alors qu’elle apparaît en contradiction avec la pensée aristotélicienne. Il s'agit de rejeter sur l'évêque d'Hippone les ambiguïtés et les confusions que les commentateurs modernes ont entrevues chez le « docteur angélique ». »

### Influence au début duXXIesiècle

#### Augustin, Nietzsche et le nihilisme postmoderne
Selon Gavin Hyman, tant Augustin que Nietzsche ont étudié la notion de « nihil » (rien), une question qui a après avoir déjà hanté les prémodernes hante de nos jours les philosophes et théologiens postmodernes. Fait plus marquant encore : chez les deux hommes, les questions de Dieu et du « nihil » sont étroitement liées. Si chez Augustin le rien paraît théologiquement domestiqué, il est malgré tout présent dans beaucoup de ses textes. Cela fait dire à Hyman que chez l'évêque d'Hippone 

« loin d'être vaincu, éradiqué ou banni, le « nihil » est surmonté seulement aussi longtemps que Dieu poursuit son activité conservatrice. Dieu ne peut pas laisser les créatures à leur sort car dans ce cas, le « nihil » spontanément et immédiatement s'affirmerait à nouveau ».

Si aussi bien dans le nihilisme postmoderne que chez les philosophes postmodernes d'Europe continentale la référence à Nietzsche est très présente, celle d'Augustin est également présente chez les théologiens postmodernes.

#### Sur le christianisme
À la fin du XXe siècle et au début du XXIe siècle, le christianisme semble s'intéresser de nouveau à Augustin, comme en témoignent deux écrits de Benoît XVI,, ainsi que l'intérêt que lui portent des philosophes comme Alain de Libera et Jean-Luc Marion, qui mènent une réflexion sur sa théologie dans le cadre d'une sortie de la métaphysique.

## Influence sur la philosophie
Après le XVIIIe siècle, la théologie d'Augustin perd de son influence, mais sa philosophie demeure appréciée.

### Augustin, Descartes, Malebranche et Leibniz

#### Descartes

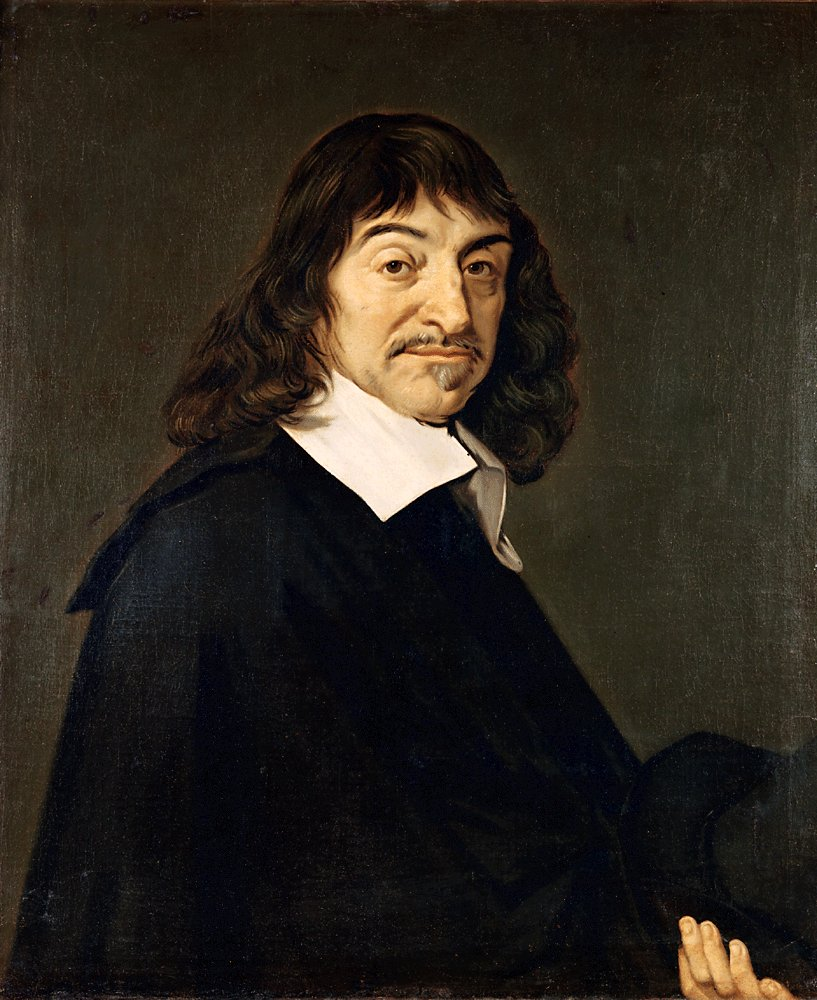
Le Je pense donc je suis de René Descartes a des résonances augustiniennes.

Augustin est le tout premier philosophe occidental à fonder sa pensée sur le « Je », il est à ce titre un précurseur de Descartes qui bâtira sa philosophie sur le Cogito ergo sum (je pense donc je suis). Pour les deux hommes, l'esprit est « une chose qui doute, comprend, affirme, dénie, veut, ne veut pas, qui imagine, qui a des perceptions sensorielles ».
Toutefois une différence de taille les sépare : pour Augustin, vivre est une fonction de l'esprit, mais pas pour Descartes. Il s’ensuit que, quand Augustin se pose la question « comment sais-je que je ne rêve pas ? », il ne la traite que de façon rhétorique pour contredire les sceptiques, sans envisager réellement la possibilité du rêve. Au contraire, Descartes, qui veut reconstruire le savoir, se pose la question de savoir s'il existe un monde physique indépendant de l'esprit.
Pour Stephen Menn, le livre IV des Méditations de Descartes peut être vu comme une théodicée augustinienne fondée sur l'erreur de jugement. Descartes reprend notamment l’« interdit augustinien » selon lequel on ne saurait « trouver une raison » des actes de Dieu.

#### Malebranche
Nicolas Malebranche reconnaît l'influence d'Augustin non seulement sur sa pensée mais également sur son intention « de proposer une nouvelle philosophie des idées ». Mais Malebranche revendique une divergence : « cependant nous ne proclamons pas, comme le fait saint Augustin, que nous voyons Dieu en voyant les vérités, mais en voyant les idées de ces vérités ». Alors qu'Augustin ne se soucie pas du monde humain ni des corps corruptibles, Malebranche veut s'occuper du monde ici-bas à travers les essences de ces éléments qu'il voit comme éternelles, immuables et nécessaires. Il ajoute ainsi à la doctrine de l'illumination d'Augustin une seconde dimension : « une théorie de notre connaissance de la nature (pas de son existence), du monde matériel qui nous entoure ».

#### Leibniz

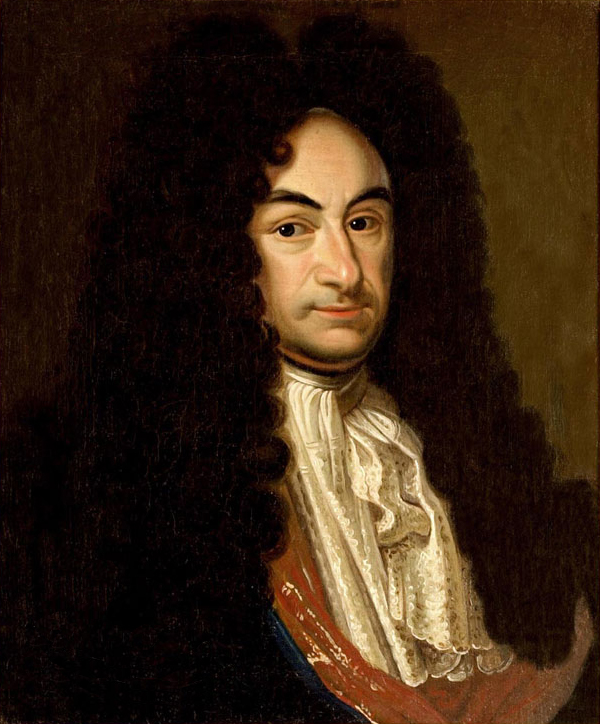
Gottfried Wilhelm Leibniz est l'auteur d'une théodicée d'inspiration augustinienne : la Monadologie.

Le philosophe allemand Leibniz reprend les trois idées clés de la réponse d'Augustin au problème du mal :
1. « le mal est une privation, un manque, un « rien » » ;
2. « le mal naturel, bien qu'horrible en lui-même, fait partie d'un ordre, qui comme tout ordre est merveilleux » ;
3. « le mal moral est le résultat du libre-arbitre, sans lequel il n'y aurait pas de bien moral ».

Pour Gareth Matthews, Leibniz est beaucoup plus « élégant » qu'Augustin dans la distinction qu'il pose entre nécessité hypothétique et nécessité absolue. L'idée est que Dieu a tout prévu, même ce qui ne se produit pas, de sorte qu'il faut distinguer ce qui est possible (nécessité hypothétique, par exemple quand quelqu'un dit qu'il écrira demain) et la nécessité absolue qui ne dépend pas du libre choix.
Leibniz s’écarte d’Augustin d’Hippone sur un point central, le refus de « l’interdit augustinien » que Descartes acceptait, avec pour conséquence que Dieu aurait pu créer un autre monde. Cette dernière hypothèse est intolérable pour Leibniz, selon qui Dieu a créé le meilleur des mondes possibles. Par ailleurs, pour lui, « la racine du mal est dans la finitude » et non dans l’orgueil de l’homme.

### La phénoménologie

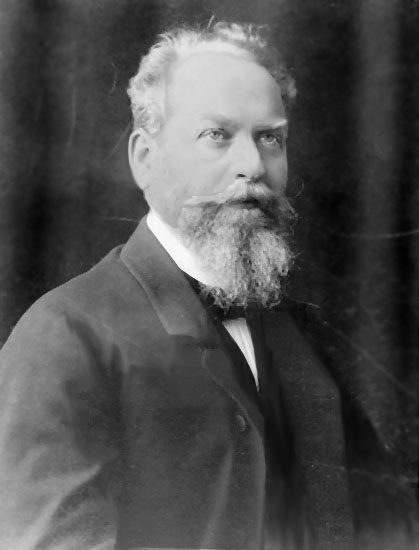
Pour Husserl, Augustin est un précurseur de la phénoménologie.

La méthode philosophique d'Augustin telle qu'elle se déploie en particulier dans les Confessions exerce une influence persistante tout au long du XXe siècle sur la philosophie continentale, notamment dans la façon dont l'intentionnalité, la mémoire et le langage sont éprouvés à l'intérieur de la conscience du temps. En ce sens, Augustin a inspiré les points clés de la phénoménologie et de l'herméneutique. Husserl écrit à ce sujet :

« L'analyse de la conscience du temps est un vieux nœud classique de la psychologie descriptive et de la théorie de la connaissance. Le premier penseur à avoir été extrêmement sensible à ces immenses difficultés est Augustin, qui a travaillé quasi désespérément à ce problème. »

Martin Heidegger se réfère à plusieurs reprises à la philosophie descriptive d'Augustin dans son livre Être et Temps. Par exemple, le thème du « comment-être-dans-le-monde » est exposé ainsi : « La nature particulière, alternative, du voir, a été remarquée notamment par Augustin, dans le cadre de son interprétation de la concupiscence. » Heidegger cite ensuite les Confessions : « Voir est l'attribut des yeux, mais nous utilisons même ce mot « voir » dans d'autres sens quand nous parlons de la connaissance […] Nous ne disons pas seulement voir comment ceci brille […] nous disons même voir comment cela sonne ».

### Hannah Arendt

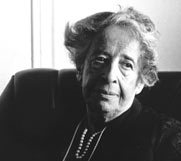
Hannah Arendt en 1975.

Hannah Arendt a consacré sa thèse au concept d'amour chez Augustin (1929). Dans cet ouvrage, « la jeune Arendt veut montrer que le fondement de la vie sociale chez Augustin peut être compris comme résidant dans un amour du prochain enraciné dans la compréhension de la commune origine de l'humanité ». Il existe de profondes similitudes entre la conception du mal chez Augustin et celle d'Arendt : « Augustin ne voit pas le mal comme quelque chose de démoniaquement enchanteur mais plutôt comme l'absence du bien, comme quelque chose n'étant paradoxalement rien. Arendt […] envisage de même l'extrême mal qui a produit l'Holocauste comme simplement banal dans son livre Eichmann à Jérusalem ».
Dans son livre La Crise de la culture, Hannah Arendt voit en Augustin le seul philosophe que Rome n'ait jamais eu. Elle considère que le pivot de la philosophie augustinienne, « Sedes animi est in memoria (Le siège de l'esprit est dans la mémoire) », a permis au christianisme de répéter « la fondation de Rome […] dans la fondation de l'Église catholique » en reprenant sur un autre plan « la trinité romaine de la religion, de l'autorité et de la tradition ». Pour elle, le fait de toucher à un des piliers de cette trinité affecte automatiquement les deux autres. Luther a commis l'erreur de penser que l'on pouvait toucher à l'autorité sans revoir les deux autres piliers. Hobbes a fait de même, mais en s'en prenant à la tradition. Quant aux humanistes, ils ont commis l'erreur « de penser qu'il serait possible de demeurer à l'intérieur d'une tradition inentamée de la civilisation occidentale sans religion et sans autorité ».
D'une façon générale, Hannah Arendt considère qu'Augustin a permis à la pensée chrétienne de sortir de son antipolitisme des premiers temps. À cet égard, pour elle, ce qui est décisif, c'est l'idée de la Cité de Dieu, car celle-ci implique l'existence d'une vie en communauté, et donc d'une sorte de politique dans l'au-delà.

### Influence sur certains développements de la philosophie politique récente
Pour Deepak Lal, un économiste anglo-indien, les philosophes et les lumières au XVIIIe siècle ont transformé le Dieu chrétien en une chose abstraite, le grand horloger, et remplacé l'idée chrétienne de Paradis par celle de postérité, de « lendemains qui chantent ». Au XIXe siècle, après que Darwin a montré que Dieu était aveugle, Nietzsche a proclamé que Dieu était mort. Lal estime que les fondations morales de l'Occident sont en ruine. Dans un texte qui s'adresse d’abord aux Indiens, Culture, Democracy and Development, il précise  :

« Mais la mort du dieu chrétien ne signe pas la fin des variations séculières sur le thème de la Cité de Dieu d'Augustin. Le marxisme, le freudisme et le récent et bizarre éco-fondamentalisme sont des mutations séculières sur cette thématique augustinienne. Mais aucune d'elle n’a réussi à donner une assise morale à l'Occident. »

Il reprend cette même argumentation dans un texte de 2002 intitulé Morality and Capitalism : Learning from the past.
Toni Negri et Michael Hardt, dans leur livre Empire, citent Augustin d'Hippone et ambitionnent de remplacer l'Empire non pas par une Cité de Dieu — il n'y a pas de transcendance chez eux — mais par « une cité universelle d'étrangers, vivant ensemble, coopérant, communicant ».

## Influence culturelle
La forte influence culturelle tant sur la religion que sur le XVIIe siècle français et sur la constitution du moi occidental a fait l’objet de vives critiques au XXe siècle.

### Augustin et la constitution du«moi»occidental

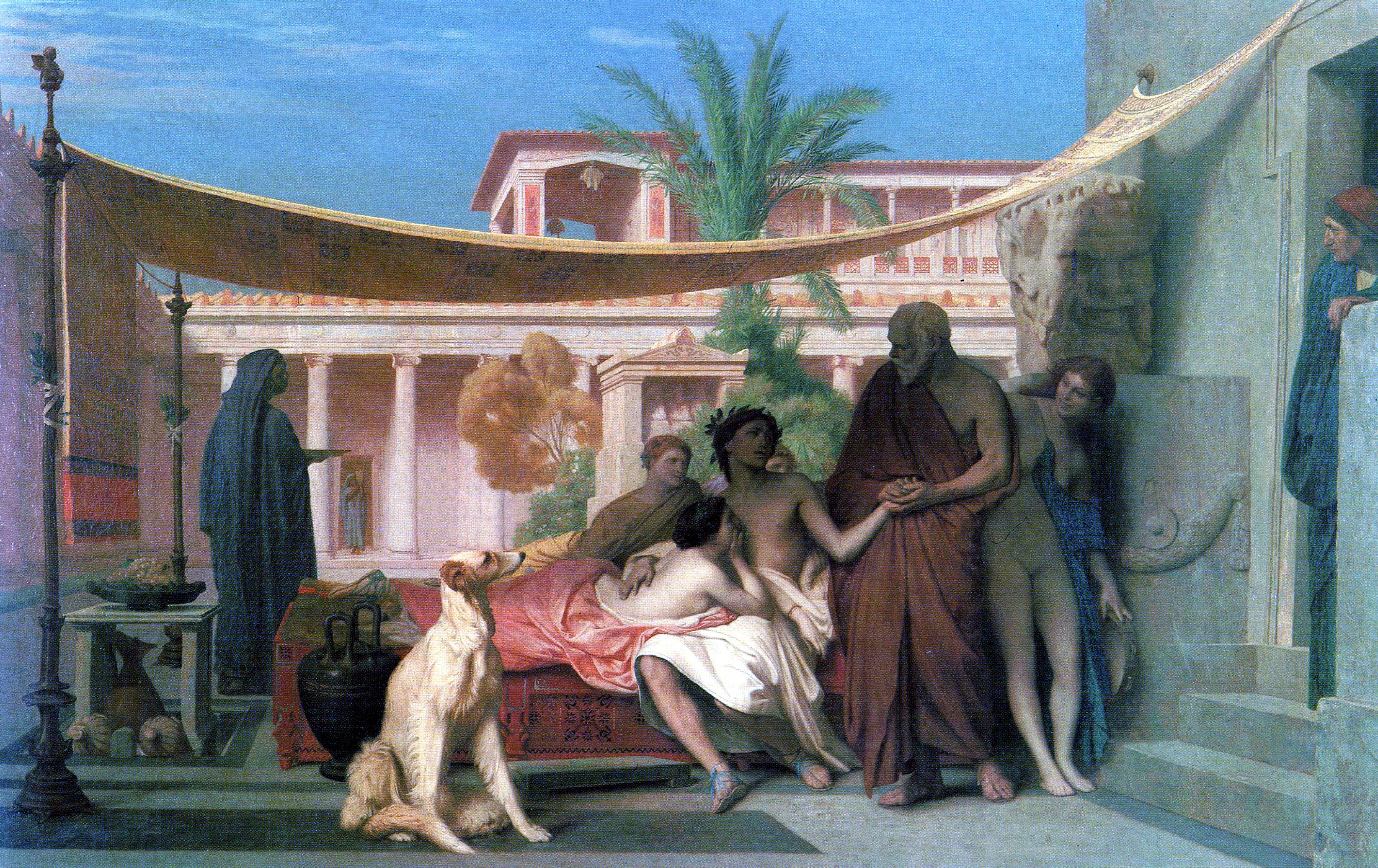
Socrate rencontre Alcibiade dans la maison d'Aspasie, toile de Jean-Léon Gérôme, 1861.

Augustin est un des architectes de la pensée occidentale du « moi ». Certes, Platon avait déjà abordé ce thème dans l'Alcibiade, et les stoïciens ainsi que les néoplatoniciens avaient fait de même dans certains de leurs écrits ; du côté judéo-chrétien, on trouve des traces du « moi » dans le Livre des Psaumes, dans l'Évangile ainsi que dans les lettres de Paul. Pourtant, c'est Augustin qui, dans les Soliloques et les Confessions, lie ces divers éléments et leur donne une force et une cohérence qui dépassent ce qui existait auparavant.
Pour arriver au « moi », Augustin utilise le dialogue sur le mode de Platon. Mais, au dialogue extérieur entre personnes, il adjoint le dialogue intérieur, qu'il juge supérieur. Dans la ligne de la philosophie grecque et de Socrate, Augustin estime que progresser dans la vie intérieure exige de la pratique. Pierre Hadot a particulièrement insisté sur le fait que la philosophie grecque n'était pas d'abord une technique mais surtout un exercice spirituel visant le perfectionnement du « soi ». Pour Augustin, l'exercice spirituel est le soliloque, c'est-à-dire le dialogue avec soi-même.
Dans le christianisme, il y a une tension entre l'adhésion au Christ qui oblige à s'abandonner et l'exigence d'être davantage soi-même. À la différence des philosophes grecs pour lesquels l’homme peut s’améliorer de lui-même, pour les chrétiens, il doit se mettre à la suite du Christ, la conversion entraînant une rupture.
Brian Stock insiste sur trois traits fondamentaux de la pensée du « moi » chez Augustin : il veut prouver que le « moi » existe et réfuter les sceptiques ; il montre que le « moi » est étroitement lié à l’intention ; il insiste sur l'importance de la mémoire dans la constitution du « moi ».

### Augustin et la littérature classique duXVIIesiècle
Le XVIIe siècle débute quelques années après l'édition des Œuvres complètes d'Augustin par l'ancienne université de Louvain en 1577 et se clôt sur une autre édition complète, celle des bénédictins de Saint-Maur (en 1679-1700). Entre ces deux dates, les œuvres d'Augustin sont également traduites par des gens de lettres souvent membres de l'Académie française, tels Guillaume Colletet, traducteur de La doctrine chrétienne (1636), Louis Giry, traducteur de La Cité de Dieu (1665-1667) ou encore Philippe Goibaud du Bois, traducteur notamment des Lettres (1684) et des Sermons (1694). Ces hommes admirent le lyrisme et la qualité poétique de l'œuvre d'Augustin.
Toutefois, l'influence d'Augustin sur le XVIIe siècle français est restée longtemps inaperçue, jusqu'à la parution, notamment, de l'ouvrage de Pierre Courcelle Les « Confessions » de saint Augustin dans la tradition littéraire (1963), suivi de Pascal et Saint Augustin (1970) et de La Rochefoucauld, Pascal et Saint Augustin de Jean Lafond. En 1982, la revue de la Société d'étude du XVIIe siècle a consacré un numéro spécial à ce qu'elle appelle « [l]e siècle de Saint Augustin ».

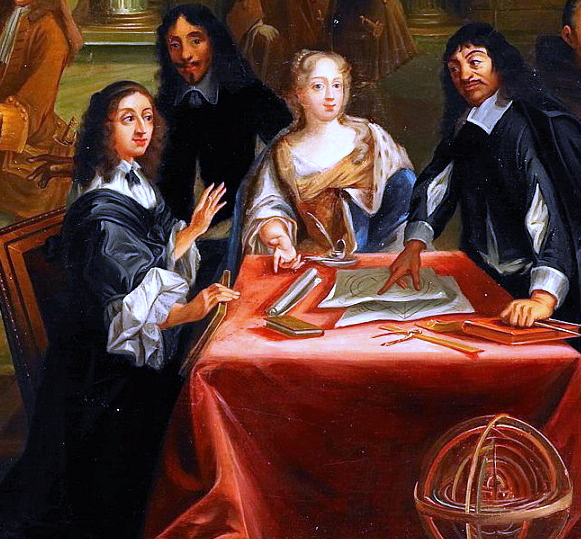
La reine de Suède en conversation avec René Descartes. La reine Christine a écrit une autobiographie à la façon de saint Augustin.

L'influence d'Augustin sur la littérature s'est fait sentir à plusieurs niveaux. Par son livre Doctrine chrétienne, Augustin a marqué profondément les grands prédicateurs du siècle de Louis XIV tel Bossuet, même si les influences de Cicéron et de Sénèque sont également perceptibles. Dans la littérature profane, la pensée de Platon reprise par Augustin, faite d'hostilité à la fiction, a produit deux effets principaux : d'une part, elle conduit les augustiniens les plus durs, les jansénistes de Port-Royal, à critiquer Pierre Corneille et à rejeter le théâtre et le roman ; d'autre part, de façon plus positive, elle pousse le classicisme français à exiger de l'art littéraire « le vrai, et un vrai-qui-est-bon, qui élève l'âme ». Il s'agit ici de répondre à l'injonction d'Augustin dans De Doctrina christina, IV, 28, selon laquelle l'être humain doit se rendre capable de faire face aux réalités.
Pour Philippe Sellier, la pensée d'Augustin irradie sept grands thèmes qu'on trouve fréquemment chez les écrivains classiques. Elle marque cinq d'entre eux de façon assez sombre tandis qu'elle éclaire et illumine les deux autres. Parmi les thèmes sombres, il y a d'abord ce que Jean Rousset a qualifié d'« inconstance noire », c'est-à-dire le thème de l'instabilité du monde, qui s'inspire du poème en prose d'Augustin sur le psaume 136, intitulé Sur les fleuves de Babylone. Sur ce thème, Pascal, opposant Babylone et Sion, écrit : « Les fleuves de Babylone coulent et tombent, et entraînent / Ô saint Sion, où tout est stable, et où rien ne tombe ! ». En deuxième lieu, le thème de la « démolition du héros » provient de la défiance d'Augustin envers les vertus héroïques de Rome. Associé au précédent et également présent dans La Cité de Dieu, un troisième thème souligne que la vertu peut n'être qu'un vice déguisé, comme on le voit dans les comédies de Molière. La sombre vision qu'a Augustin de la nature humaine se manifeste aussi dans un quatrième thème qui est son regard désabusé sur le fonctionnement de la vie politique, un jugement qui se retrouve dans les œuvres politiques de Thomas Hobbes et de Pascal ainsi que chez les moralistes La Rochefoucauld et Pierre Nicole. Un cinquième thème est la façon dont Augustin réduit l'amour à la sensualité, thème que reprendront Pascal et Bossuet. Au contraire, dans La Princesse de Clèves, Madame de La Fayette laïcise l'amour qu'Augustin destine à Dieu. Le siècle est aussi marqué par l'idée de retour sur soi — connais-toi toi-même — si forte chez Augustin, et en conséquence réfléchit beaucoup sur l'âme, tout comme il est imprégné par l'idée augustinienne d'un Dieu intérieur, qui « remplit l'âme et le cœur de ceux qu'il possède ».

### Le mauvais génie de l'Occident?
En avant-propos de son livre Le Dieu d'Augustin, Goulven Madec répond à Jacques Duquesne qui a repris des allégations souvent portées à l'encontre d'Augustin à la fin du XXe siècle et au début du XXIe siècle ; pour Madec, cette contestation de la pensée d'Augustin porte sur sept points principaux. Les deux premiers sont (1) « les frasques d'Augustin » et (2) « Augustin et les femmes ». Par ailleurs, (3) les modernes reprochent à Augustin son mépris du monde. Mais pour Madec, Jésus dénonçait déjà « le prince de ce monde » dans l'Évangile de Jean. De plus, (4) Jacques Duquesne reproche à Augustin d'être « le véritable inventeur du péché originel ». À quoi Madec répond que l'évêque d'Hippone a inventé la formule mais que l'idée était présente bien avant lui dans les textes évangéliques. (5) Pour Augustin, le Christ est rédempteur, or l'idée du rachat du péché originel paraît étrange à Duquesne et sur ce point, Madec constate que « la « rédemption » est, de nos jours, une métaphore éteinte, une « notion » ou un « concept » vidé de sens. » (6) Le fait que, pour Augustin, les enfants non baptisés vont en enfer est jugé choquant ; pour Madec, Augustin interprète les textes en fonction de sensibilités différentes de celles des êtres humains occidentaux de la fin du XXe siècle à une époque où le « pluralisme théologique », c’est-à-dire l’acceptation de lectures diverses des écrits religieux, n’était pas couramment accepté. (7) Enfin, Augustin, contre Origène et notre siècle, ne croit pas que tout le monde sera sauvé. C’est d’ailleurs en grande partie toute la problématique de la grâce.

### Influence sur l'individualisme moderne et le libéralisme
Louis Dumont relève dans la philosophie politique d'Augustin plusieurs points qui annoncent l'individualisme moderne : d'une part, en plaçant la foi, c'est-à-dire « l'expérience religieuse, au fondement de la pensée rationnelle », Augustin annonce l'ère moderne, que Dumont voit « comme un effort gigantesque pour réduire l'abîme initialement donné entre la raison et l'expérience ». D'autre part, Augustin insiste sur l'égalité entre les hommes, avec des accents qui se retrouvent plus tard chez Locke.
Enfin, par rapport à Cicéron, on trouve chez Augustin une plus forte importance accordée à l'individualisme. Augustin insiste davantage sur le fait que la Cité, la res publica, l'État, est constitué d'individus et n'est pas un organisme. De même, sa conception de l'ordre et de la loi laisse une place plus importante à l'homme. Dumont note que lorsque Augustin écrit dans le Contra Faustum : « La loi éternelle est la raison divine ou volonté de Dieu, qui commande de conserver l'ordre naturel et interdit de le troubler », les mots « volonté » et « ordre naturel » signifient que les lois viennent certes de Dieu mais sont dans les mains des hommes.
Pour l'historien Somos, chez Augustin il existe un espace non politique individuel, espace qui a commencé à être sécularisé aux XIIe et XIIIe siècles. Cet espace entre les sphères d’interactions d’individus autonomes et le politique officiel a été élargi par Calvin et Mandeville quant à l’autre extrême Thomas Hobbes et Bodin l’ont politisé . Quoi qu’il en soit, c’est dans cet espace que Locke place la société civile, Adam Smith la main invisible, Montesquieu l’esprit des lois et plus près de nous Jürgen Habermas, la sphère publique. Cet espace entre une idéologie impériale (Reichstheologie) et un pur retrait du monde ouvre un espace où les penseurs libéraux peuvent « naviguer » et constitue un apport important à l’individualisme et au libéralisme. Mais pour Somos, les libéraux à la — différence d’Augustin — ne disposent pas d’un statut prophétique caché capable de faire contrepoids à leur attachement à une raison universelle et à leur goût du dialogue.

### Relations avec le judaïsme

#### Généralités

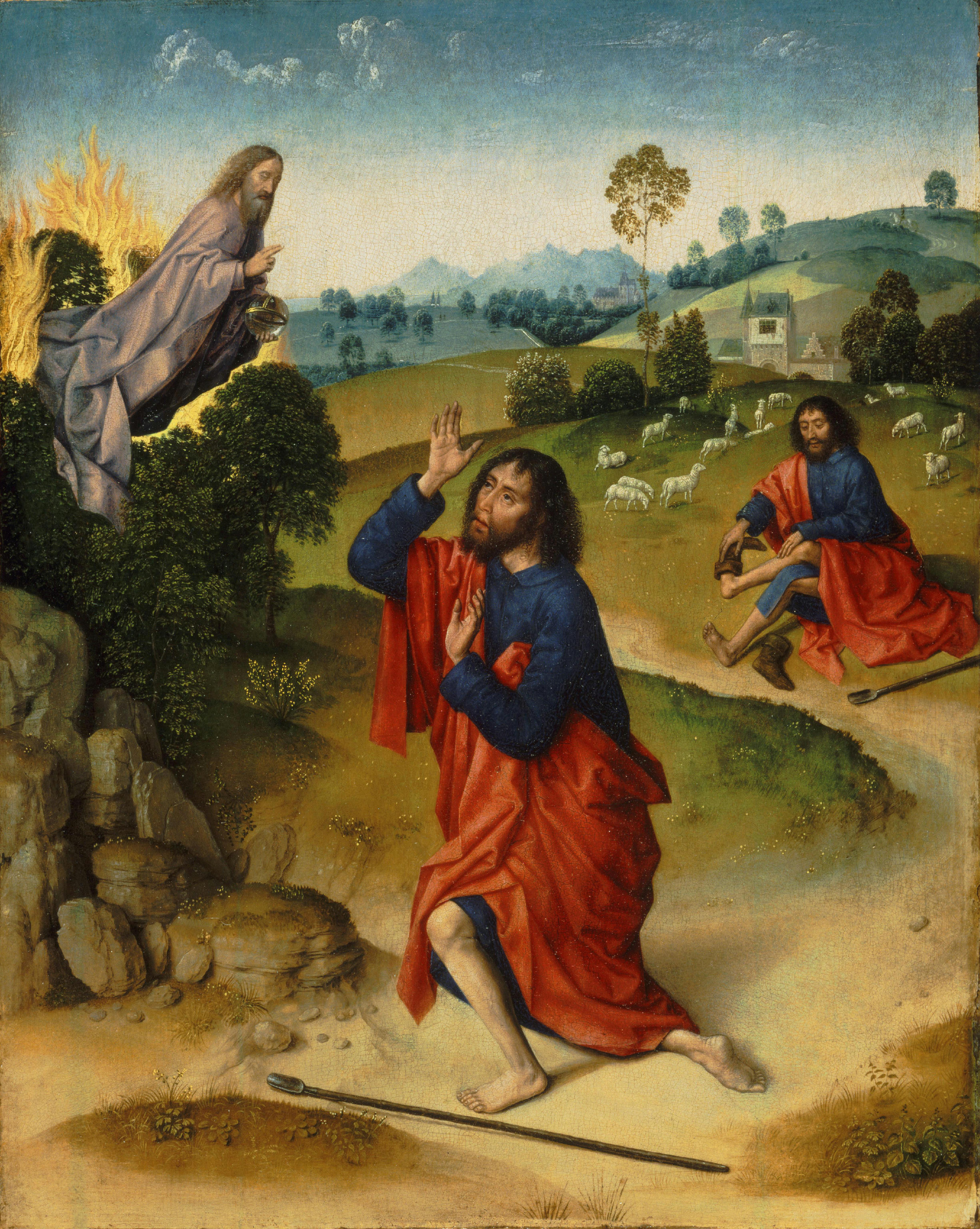
Moïse et le buisson ardent, par Dirk Bouts.

Aucune des œuvres de saint Augustin ne s'adresse directement aux Juifs, mais la discussion avec ces derniers est omniprésente dans ses ouvrages. On peut d'ailleurs citer des textes où Augustin fait allusion à des rencontres de chrétiens avec des Juifs en Afrique romaine, où ceux-ci étaient nombreux, par exemple pour connaître le sens d'un mot hébreu.
L'image qu'Augustin s'est formée du judaïsme donne la vision traditionnelle du judaïsme en Occident, la théologie de la substitution, selon laquelle le christianisme a remplacé le judaïsme comme seule vraie religion. Augustin suivait en cela une doctrine déjà formulée notamment par Justin de Naplouse, Tertullien et Jean Chrysostome
Pour Augustin, l'enseignement contenu dans l'Ancien et le Nouveau Testament est identique (Novum in Vetere latet, Vetus in Novo patet), mais le premier, écrit sur la pierre des Tables de la Loi, est imposé du dehors, tandis que le second est implanté dans le for intérieur de l'Homme, inscrit dans son cœur . C'est de cette théorie, qui insiste — à l'encontre des manichéens — sur la continuité et la permanence, que naît la théologie de la nouvelle mission des Juifs : celle de rendre témoignage, par la garde de la Loi, aux prophéties qui se sont accomplies dans le Christ
La pensée d’Augustin n’est pas inconnue des penseurs juifs du Moyen Âge. Selon Bernhard Blumenkranz la doctrine augustinienne de l’Église se « laisse déceler dans la vision cabalistique de La Knesset Israel » tandis que l’évêque d’Hippone est cité par des penseurs juifs tels que Juda Romano (1292-1350), Isaac Abravanel (1437-1508) ou Hillel ben Samuel de Vérone 

#### La question du peuple déicide
À la suite de Justin de Naplouse et de Méliton de Sardes, entre autres, Augustin considère les Juifs comme les « assassins du Christ », et donc de Dieu. C'est sous son influence et celle de Jean Chrysostome que se propage la doctrine du « peuple déicide », doctrine qui n'est officiellement abandonnée par le catholicisme qu'après la Shoah, lors du concile Vatican II, quelque mille six cents ans plus tard. Cette doctrine demeure intacte dans l'Église orthodoxe. Les accusations d'Augustin, récitées chaque Vendredi saint lors de la litanie des impropères, furent historiquement l'un des plus puissants vecteurs de l'antijudaïsme et de l'antisémitisme.
Augustin écrit notamment dans son Commentaire du psaume 63 :

« Que les Juifs ne viennent pas dire : « Ce n'est pas nous qui avons mis le Christ à mort. » Car s'ils l'ont livré au tribunal de Pilate, c'est pour paraître innocents de sa mort. […] Mais pensaient-ils tromper le Juge souverain qui était Dieu ? Ce que Pilate a fait, dans la mesure où il l'a fait, l'a rendu pour une part leur complice. Mais si on le compare à eux, il est beaucoup moins coupable. […] Si c'est Pilate qui a prononcé la sentence et donné l'ordre de le crucifier, si c'est lui qui en quelque sorte l'a tué, vous aussi, Juifs, vous l'avez mis à mort. […] Lorsque vous avez crié : « En croix ! En croix ! »

Toutefois, ce « peuple déicide » ne doit pas être combattu, selon Augustin, car les Juifs sont à la fois les « témoins » de l'ancienne religion et l'objet d'une humiliation due à leur crime : par la diaspora et la destruction du Temple de Jérusalem, événements quasiment contemporains de la Crucifixion, ils constituent la preuve vivante du châtiment divin. Ils n'ont donc pas à être tués puisque leur rabaissement témoigne de ce crime.

« Si donc ce peuple n’a pas été détruit jusqu’à entière extinction, mais dispersé sur toute la surface de la terre, c’est pour nous être utile, en répandant les pages où les prophètes annoncent le bienfait que nous avons reçu, et qui sert à affermir la foi chez les infidèles. […] Ils ne sont donc pas tués, en ce sens qu’ils n’ont pas oublié les Écritures qu’on lisait et qu’on entendait lire chez eux. Si en effet ils oubliaient tout à fait les saintes Écritures, qu’ils ne comprennent pas du reste, ils seraient mis à mort d’après le rite judaïque même ; parce que, ne connaissant plus la loi ni les prophètes, ils nous deviendraient inutiles. Ils n’ont donc pas été exterminés, mais dispersés ; afin que n’ayant pas la foi qui pourrait les sauver, ils nous fussent du moins utiles par leurs souvenirs. Nos ennemis par le cœur, ils sont par leurs livres, nos soutiens et nos témoins. »

Par ailleurs, Augustin s'est vivement opposé à saint Jérôme pour sa traduction en latin de l'ensemble de la Bible, connue sous le nom de « Vulgate », car celui-ci avait coutume de demander conseil à des rabbins pour l'interprétation de certains termes du Tanakh afin de rester le plus fidèle possible à la « vérité hébraïque », ce qu'Augustin lui reproche. Pour lui, en effet, le mot rabbi veut dire maître, mais il n'y a pas d'autre maître que le Christ.

## Augustin dans la culture et les arts

### Peintures et sculptures
Au sein du chœur de la basilique Notre-Dame-des-Victoires de Paris, ancienne église des Augustins déchaussés, sont exposées six toiles monumentales de Charles André van Loo, constituant une série de fresques sur la vie de saint Augustin :
- L'Agonie de Saint Augustin, 1748.
- La Translation des reliques de Saint Augustin, 1748.
- La Dispute contre les Donatistes (La conférence de Carthage), 1753.
- Le Sacre de Saint Augustin, 1754.
- Le Baptême de Saint Augustin, 1755.
- La Prédication de Saint Augustin devant Valère, 1755.

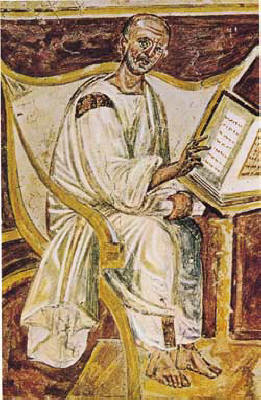
Le plus ancien portrait connu d'Augustin. Fresque du VIe siècle.
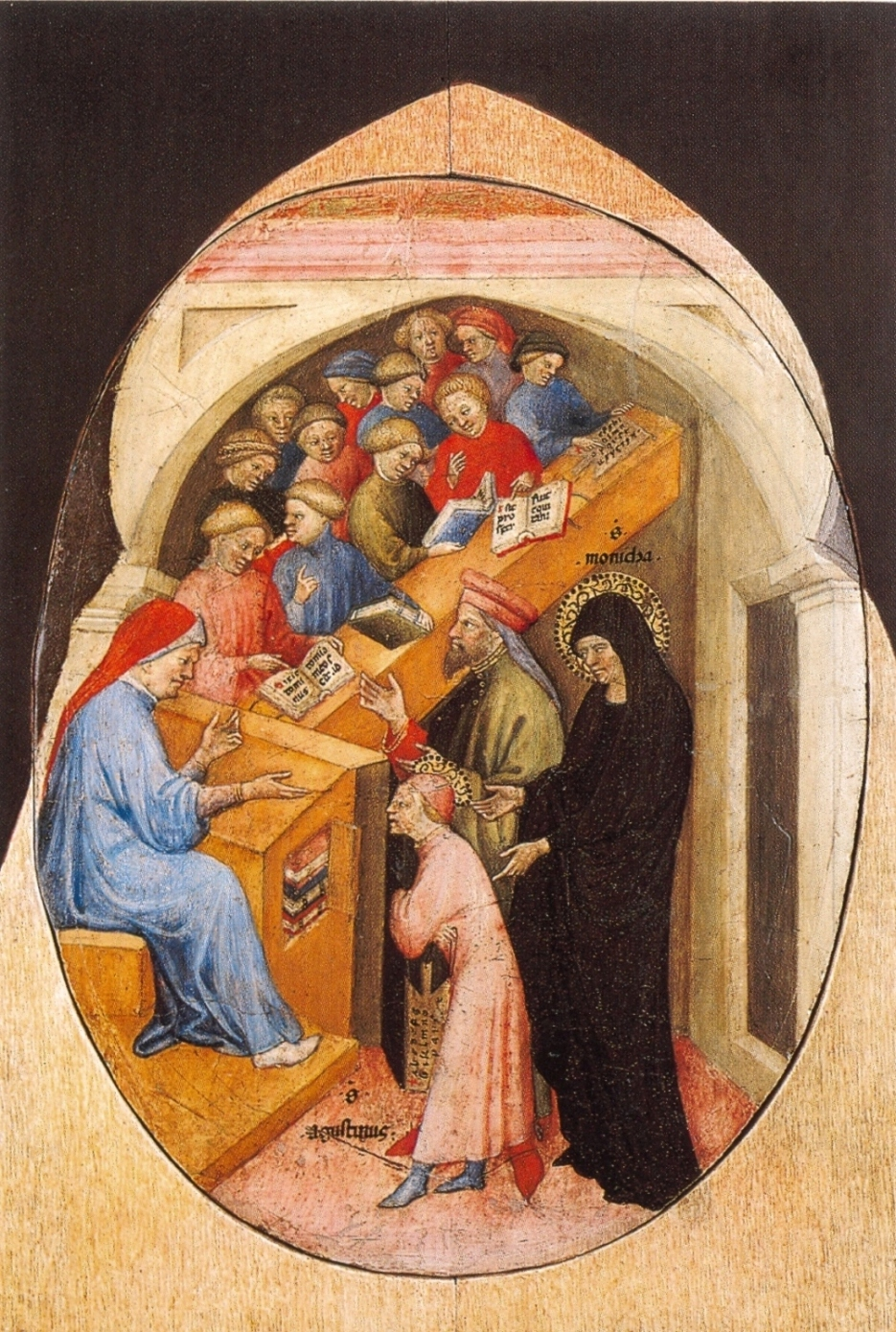
Augustin emmené à l'école par Sainte Monique. Nicolò di Pietro (1414).
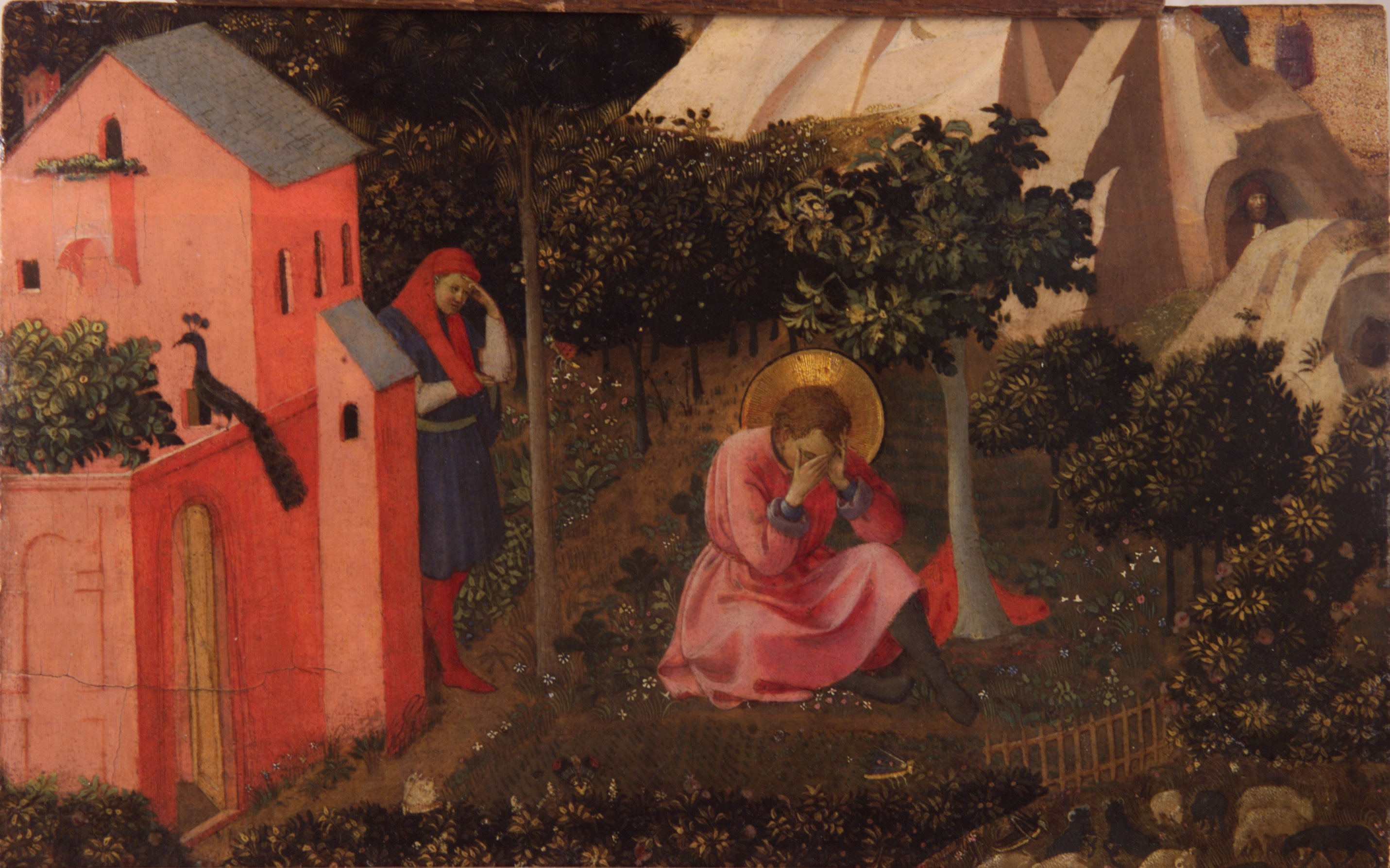
La conversion d'Augustin, par Fra Angelico (1433).
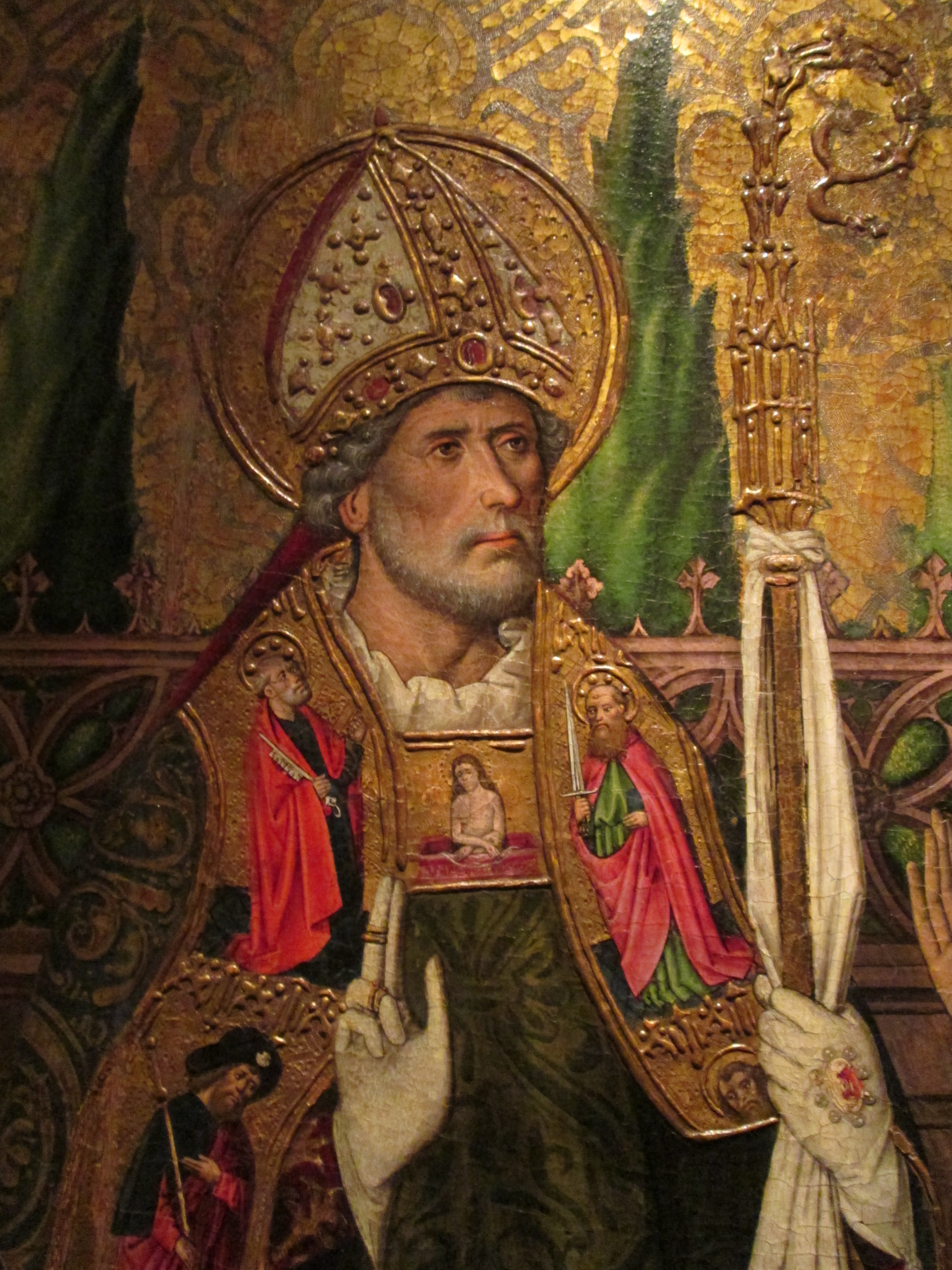
Augustin par Tomás Giner (1458).
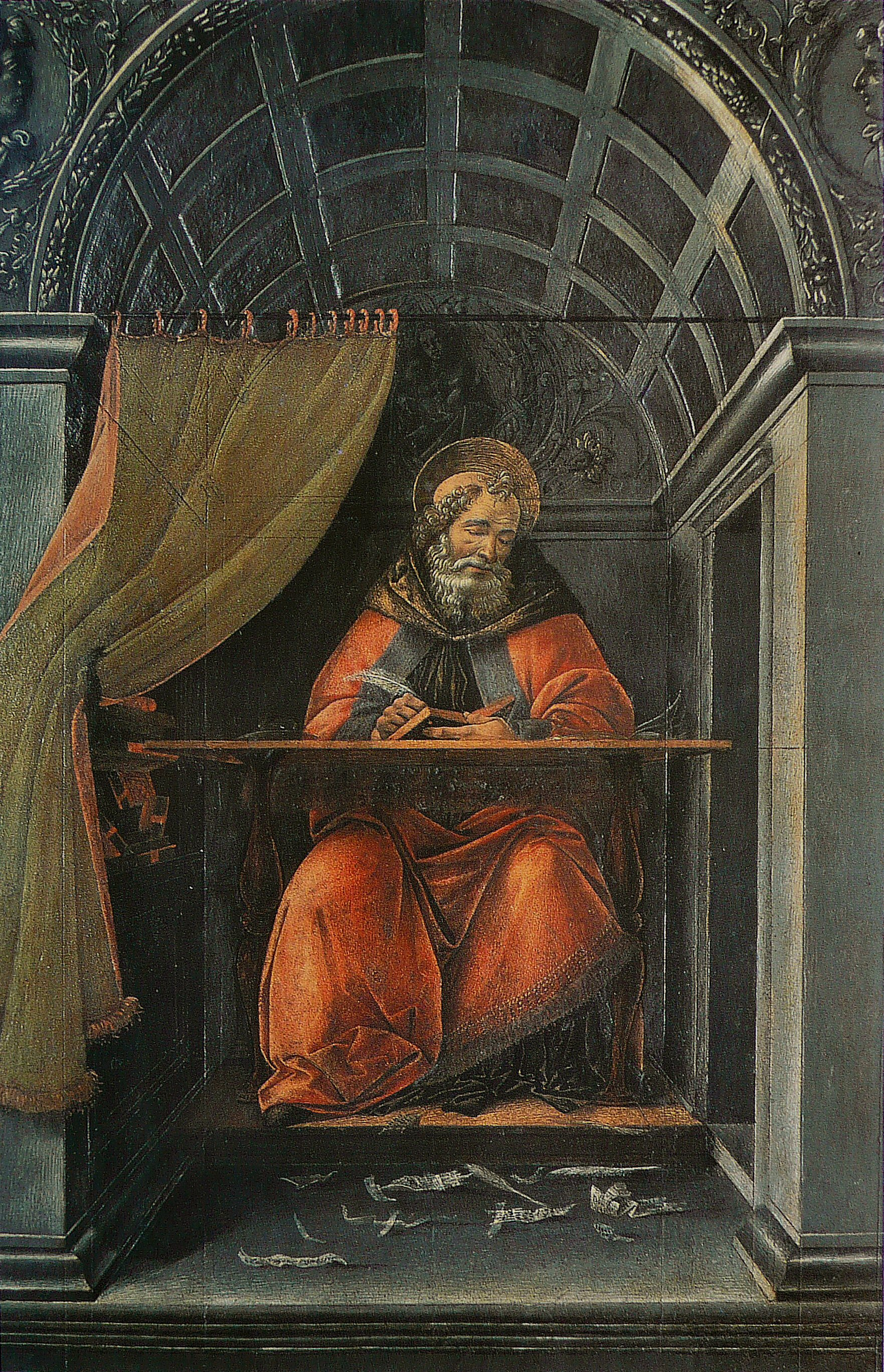
Augustin dans son studiolo, par Botticelli (1492).
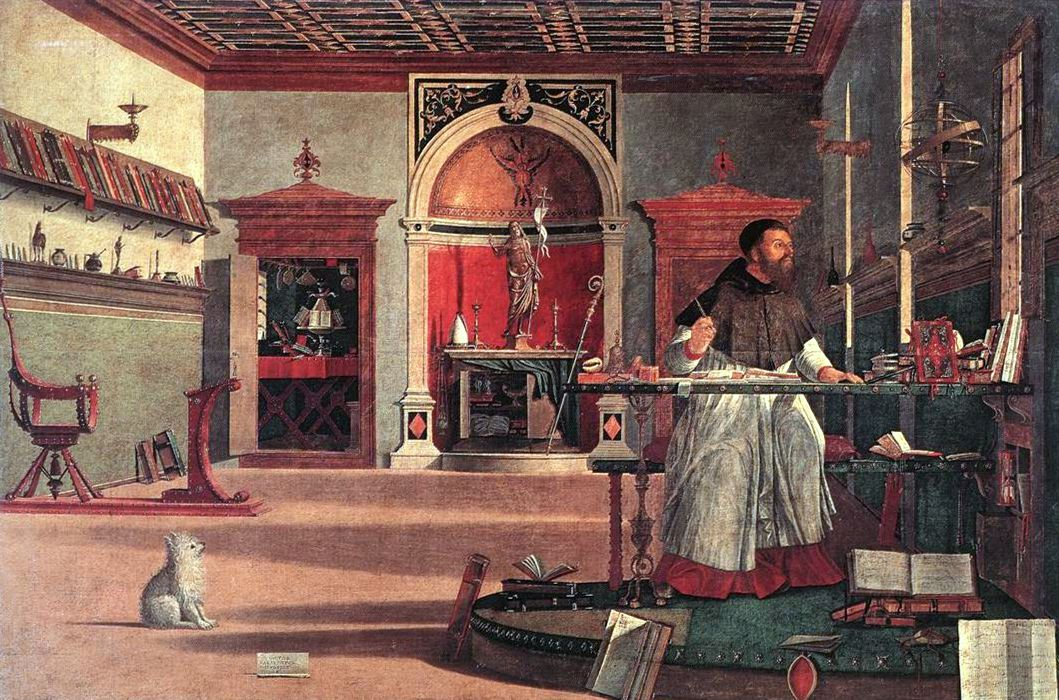
Augustin dans son studiolo, par Vittore Carpaccio (1502).
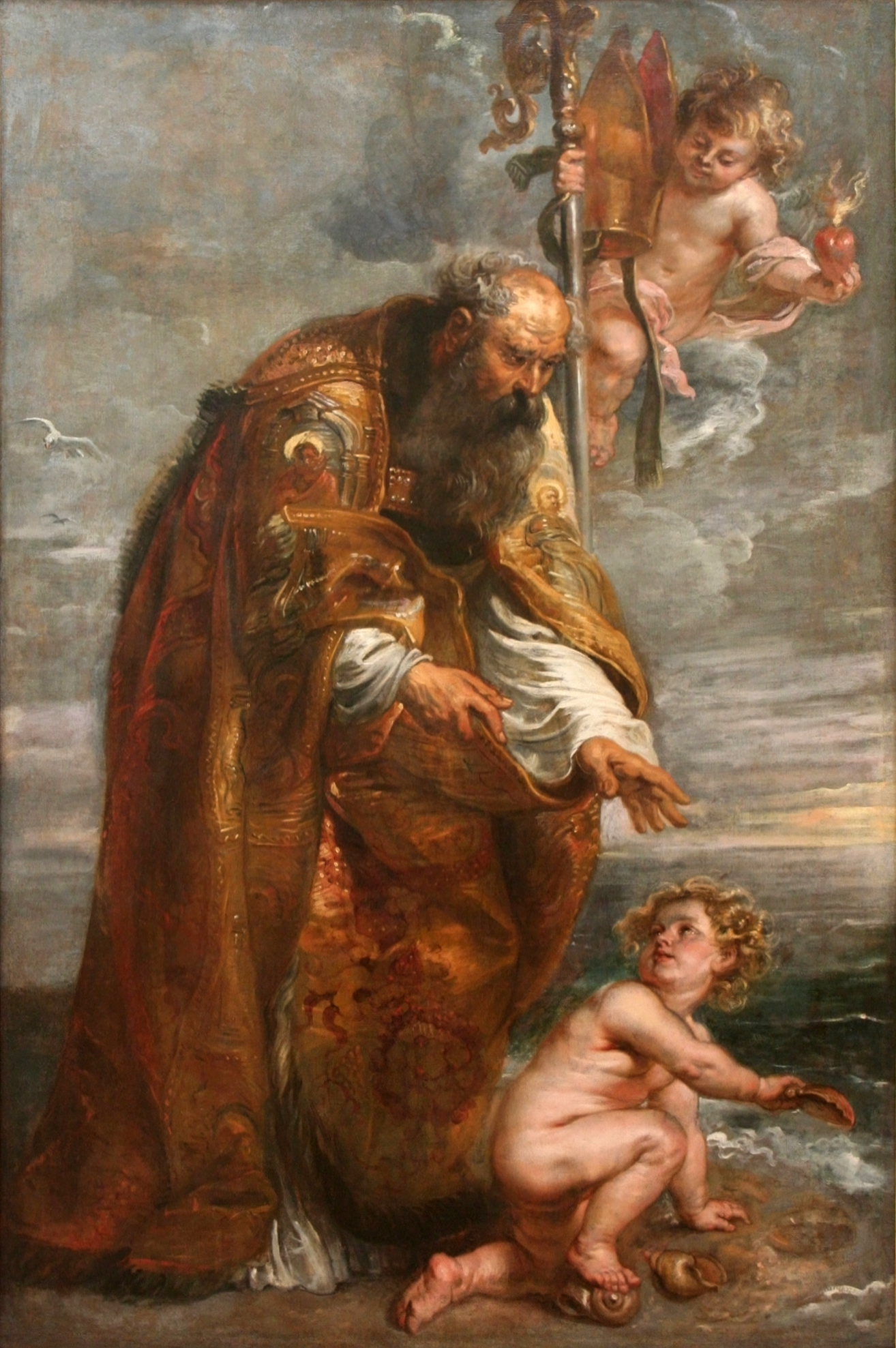
Augustin par Pierre Paul Rubens (1637).
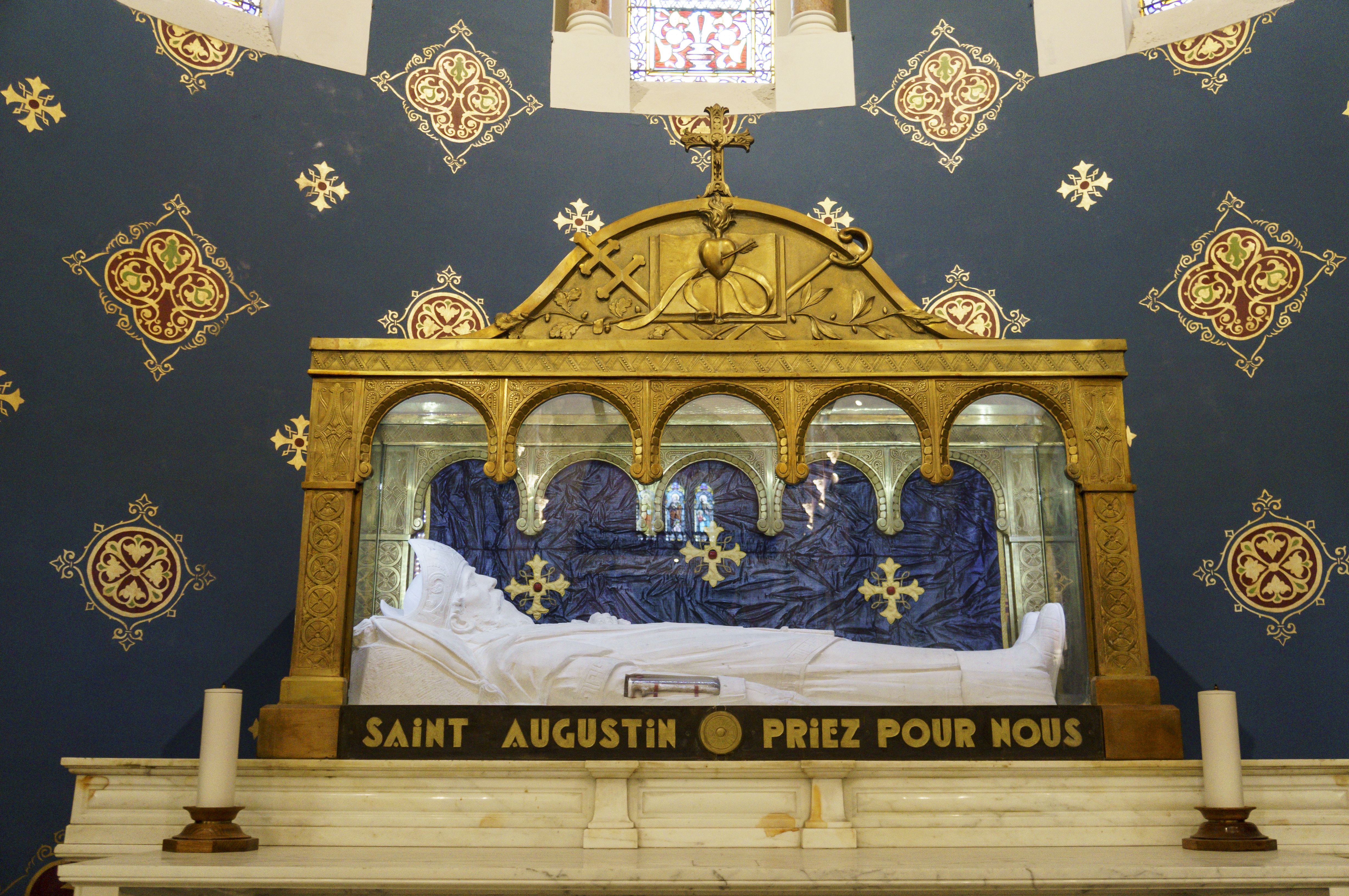
Reliquaire contenant un os du bras droit[n 28]. Basilique Saint-Augustin d'Annaba. Algérie.

### Littérature et philosophie
Jostein Gaarder a écrit une nouvelle philosophique, Vita Brevis (1996), qui se présente comme la traduction d'un manuscrit écrit par la concubine d'Augustin. Augustin apparaît aussi dans le roman L'Archiviste de Dublin (The Dalkey Archive) de Flann O'Brien. Dans Un cantique pour Leibowitz, roman de science-fiction de Walter M. Miller, Jr., Augustin présente la première version d'une théorie de l'évolution.
Dans son roman Dans l'ombre de la lumière (2013), Claude Pujade-Renaud brosse un portrait d'Augustin à travers les yeux et la plume de sa concubine, à laquelle elle donne le nom d'Elissa, et dont elle suppose qu'elle était la fille d'un ouvrier du port de Carthage.
Le Sermon sur la chute de Rome (prix Goncourt 2012), de Jérôme Ferrari, fait référence à un sermon d'Augustin d'Hippone et insiste sur le fait que les hommes voient disparaître leurs idéaux, leurs mondes rêvés.
En philosophie, Albert Camus consacre un chapitre de son mémoire de DES de 1936 à une analyse de la pensée d'Augustin d'Hippone, intitulée Métaphysique chrétienne et Néoplatonisme.

### Séries TV, théâtre
Franco Nero a tenu le rôle d'Augustin dans la mini-série italienne due à Christian Duguay Augustine: The Decline of the Roman Empire en 2010, distribuée aux États-Unis sous le titre Restless Heart: The Confessions of Augustine en 2012. Au théâtre, Gérard Depardieu a interprété en 2003 des extraits des Confessions.

### Chansons, musique classique
Bob Dylan a écrit et enregistré une chanson intitulée « I Dreamed I Saw St. Augustine » pour son 8e album studio John Wesley Harding paru en décembre 1967. Le chanteur pop Sting a écrit et enregistré la chanson Saint Augustine in Hell qui apparaît dans son 4e album studio Ten Summoner's Tales paru en mars 1993.
Pour St Augustin mourant H 419, pour 2 voix et basse continue est une histoire sacrée composée vers 1690 par Marc-Antoine Charpentier.
Pour St Augustin H 307, pour 2 voix et basse continue est un motet composé par Marc-Antoine Charpentier vers 1670.

### Philatélie
Un timbre à l'effigie de saint Augustin dessiné et gravé par Albert Decaris est émis en 1954 en Algérie pour célébrer le seizième centenaire de sa naissance.
Un timbre algérien d'une valeur faciale de 5 DA représentant saint Augustin enfant d'après une statue trouvée à M'daourouch (Madaure) est émis en 2001.

## L'œuvre

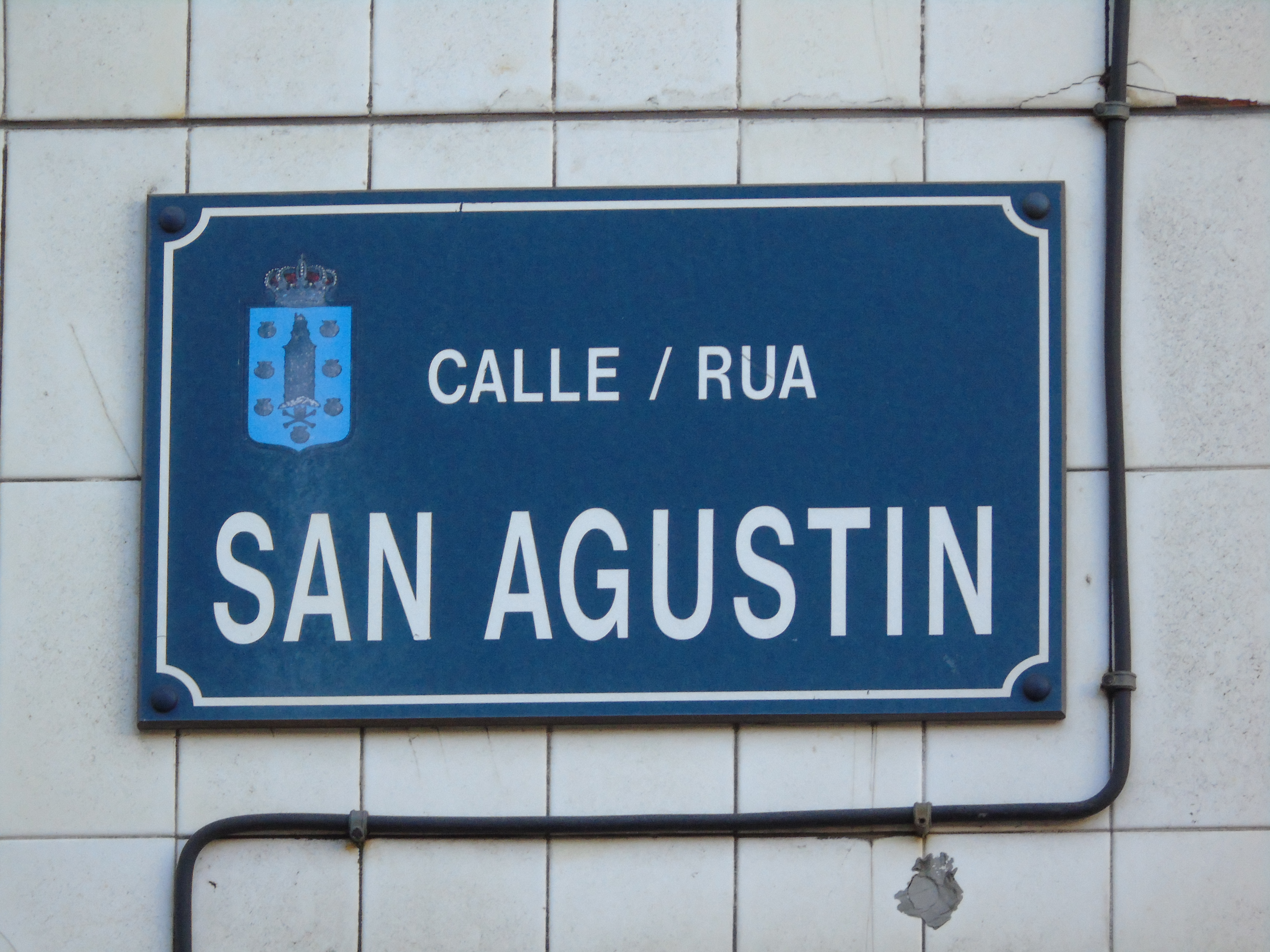
Rue Saint-Augustin à La Corogne, Galice, (Espagne).

La très prolifique et populaire œuvre de saint Augustin a survécu au siège d'Hippone. À la fin de sa vie, Augustin en a relu l'essentiel et a exposé ce qu'il pensait de presque tous ses ouvrages dans un document paru en 427, Les Rétractations, demeurées inachevées. Il a classé ses traités mais n'a pu faire de même avec la correspondance. Cependant, son disciple Possidius, dans sa Vie d'Augustin, a rédigé en annexe un Indiculum recensant non seulement les traités d'Augustin mais également les sermons et les lettres, permettant de fixer le corpus à sa source. Malgré tout, si l'on connait la plupart des écrits, le recensement des lettres et des sermons demeure aléatoire, ce qui a conduit à la découverte en 1975 et 1990 de nouvelles lettres et de nouveaux sermons,.

### Ouvrages courts
Les quatre premiers opus sont aussi connus sous le nom de dialogues de Cassaciacum

#### Contre les Académiciens
Cet ouvrage, comme les deux suivants, a été écrit pendant la retraite à Cassiciacum qui précède son baptême. Dans ce livre, il s'en prend au scepticisme de la Nouvelle Académie à partir de l’œuvre du stoïcien Zénon de Kition. Pour Matthews, un des axes de la réfutation du scepticisme par Augustin repose sur le raisonnement suivant : « Une chose ne peut être connue que si elle ne semble pas fausse. À partir de ce critère, Augustin pose un dilemme aux sceptiques. Ou le critère de Zénon est reconnu comme vrai ou non. S'il est considéré vrai alors les sceptiques ont tort. S'il n'est pas vrai, alors les sceptiques ne nous ont pas fourni une base adéquate pour justifier leur scepticisme ». Toutefois son argument principal est plus positif et repose sur l'idée d'une connaissance simple des choses à travers trois critères : « les vérités logiques (par exemple, « il y a un monde ou il n'y a en pas »), les vérités mathématiques (« trois fois trois égale neuf ») et les constantes de l'expérience immédiate (« ces goûts me plaisent ») (3.10.23-11.26) ».

#### La vie heureuse (De beata vita)
Ce livre traite du lien entre la vérité et le bonheur humain et montre comment la philosophie peut nous amener au vrai bonheur. Chez Augustin, comme chez Cicéron et Sénèque, qui a aussi écrit un livre intitulé De vita beata, le bonheur est apolitique, c'est-à-dire extérieur à la polis.

#### De l'ordre
Cet ouvrage, comme le précédent, s'intègre dans la partie de son œuvre écrite pendant la retraite qu'il fit avec quelques compagnons et sa mère à Cassiciacum. Une des questions importantes de ce livre est de savoir s'il existe un ordre providentiel. Auprès de ses compagnons qui ne parviennent pas à traiter correctement ce point, il insiste sur les prérequis indispensables notamment en termes de métaphysique, et plus généralement sur la culture préalable nécessaire pour répondre à une telle question.

#### Soliloquesdits du tome 1 ou de Cassaciacum
« Je les écrivis selon mon goût et mon amour pour trouver la vérité sur les choses que je souhaitais le plus de connaître, m’interrogeant moi-même et me répondant, comme si nous fussions deux, la Raison et moi, quoique je fusse seul : de là le nom de Soliloques donné à cet ouvrage. (Rétractations). »
Dans la prière inaugurale des Soliloques, ouvrage également écrit à Cassiciacum, il emploie cinquante-sept fois le terme deus (dieu) et montre déjà l'importance que revêt pour lui la grâce. Il écrit en effet : « Ordonne, je te prie, et commande tout ce que Tu veux ; mais guéris et ouvre mes oreilles, afin que j'entende ta voix ». Les soliloques sont pour Augustin des dialogues intérieurs qui permettent de mieux se connaître et d'atteindre son moi intérieur.

#### Le Maître
Le Maître commence par une réflexion sur le sens des mots qui n’est pas sans rappeler les interrogations de deux philosophes du XXe siècle, John Langshaw Austin et Ludwig Wittgenstein. La question posée est celle de la connaissance ostensive, c'est-à-dire de savoir si en montrant du doigt une chose on peut en saisir le sens véritable. La réponse pour Augustin est négative : la compréhension d'une chose ne vient pas de la voix qui nous explique ou du doigt qui pointe une chose mais d'une « vérité qui dirige l'esprit de l'intérieur » vérité qu'il identifie au Christ le Maître ; c'est la doctrine de l'illumination.

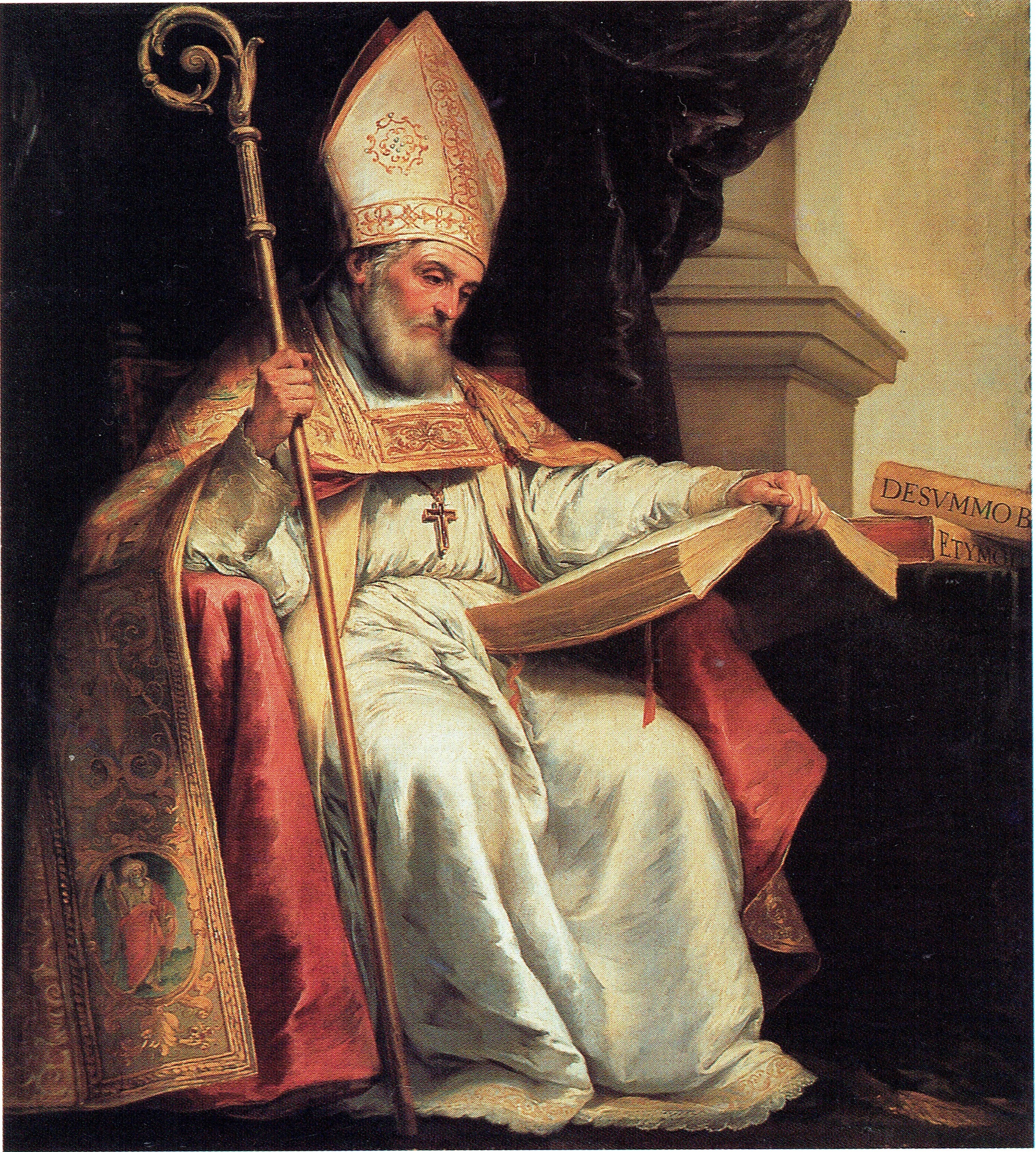
Isidore de Séville (560-636), un compilateur des œuvres antiques, peint par Murillo.

#### Du Libre arbitre
Ce texte a été écrit en deux fois : en 387 pour les Livres I et II, en 391 pour les Livres II et III. Ces différences de date sont importantes car entre-temps, sa pensée a évolué. Le livre I se présente comme une théodicée anti-manichéenne. Le mal est présent mais il n'est pas substantialisé et il ne trouve pas sa source dans l'activité divine. Dans ce livre, la volonté tient une place importante et c'est sur elle que repose la responsabilité humaine. Dans le livre III, il met l'accent sur l'ignorance des hommes et se demande s'il est possible de la surmonter. Certes, la volonté demeure importante et c'est sur elle que repose toujours la responsabilité des hommes, mais Dieu prend une place plus grande.
Pour Goulven Madec, ce livre « pourrait fort bien porter le titre de l'ouvrage de Leibniz : Essai de théodicée sur la bonté de Dieu, la liberté de l'homme et l'origine du mal ». Paul Ricœur porte un jugement extrêmement sévère sur cette partie de l'œuvre d'Augustin : « Ne faut-il pas dénoncer l'éternelle théodicée et son projet fou de justifier Dieu — alors que c'est lui qui nous justifie ? N'est-ce pas la ratiocination insensée des avocats de Dieu qui habite maintenant le grand saint Augustin ? ».

#### Doctrine chrétienne
Comme son ouvrage De l'ordre, le livre Doctrine chrétienne est très centré sur la question de la culture préalable que doit posséder un intellectuel chrétien pour aborder le christianisme. Mais, alors que le livre De l'ordre est de tonalité hellénistique et insiste sur les disciplines rationnelles, Doctrine chrétienne insiste davantage sur l'érudition littéraire : il s'intéresse au minimum de connaissances nécessaires à une bonne compréhension du christianisme. Pour Henri-Irénée Marrou : « De Doctrina christina n'apparaît pas seulement comme la charte fondamentale de la culture chrétienne ; il est encore, par l'accent mis sur la limitation de l'étude, sur le rôle du manuel abrégé, un témoin très curieux de l'histoire de la décadence ; il est bien contemporain de Martianus Capella et il annonce les compilations futures de Cassiodore et d'Isidore de Séville ».

### Les Confessions

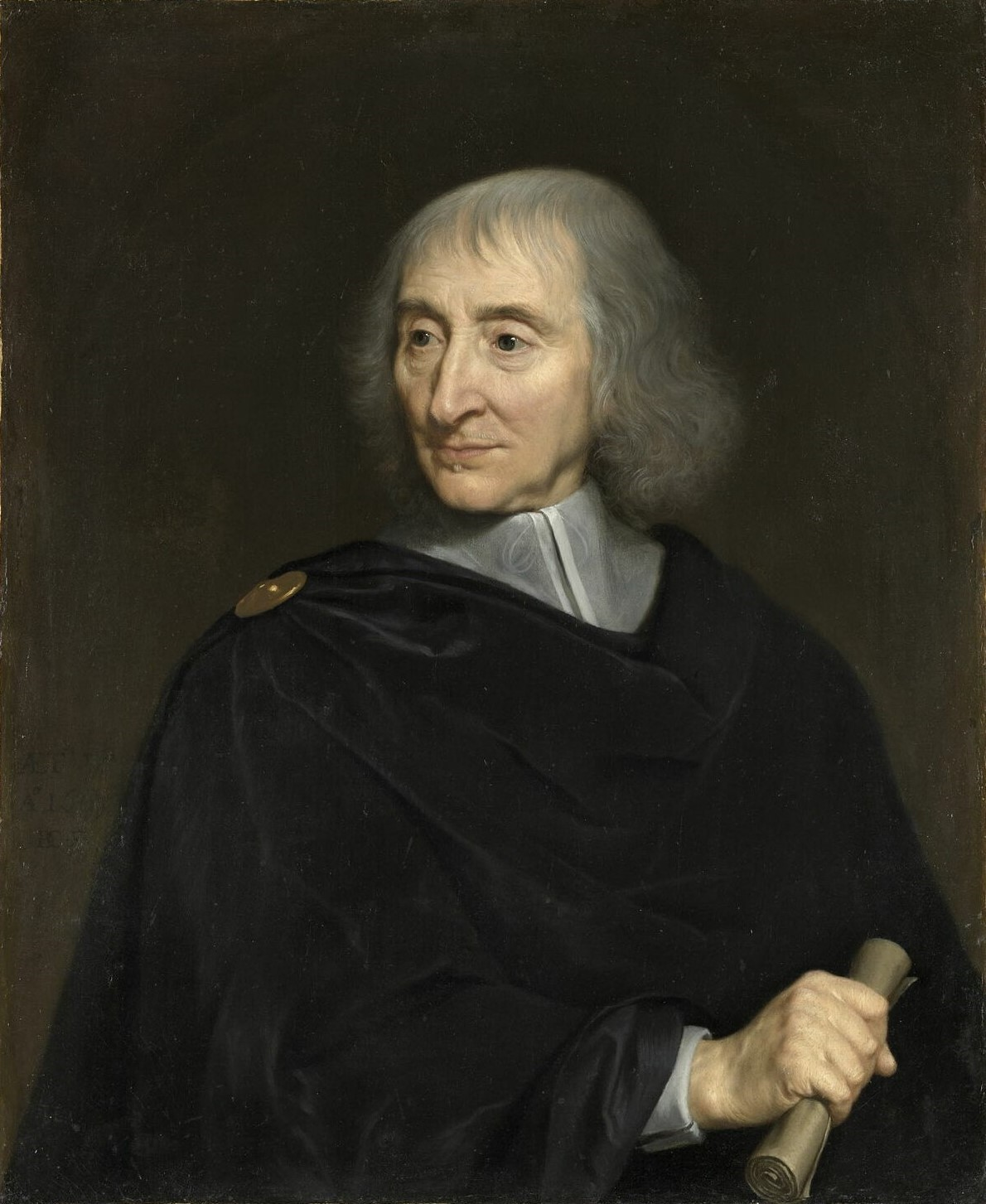
Robert Arnauld d'Andilly, un janséniste, a traduit les Confessions dans un français très classique.

Augustin écrit les Confessions vers 397-400 au moment où il atteint l'âge mûr. Ce livre est pour lui une sorte de thérapie où il réfléchit sur lui-même et sur son passé. Peter Brown considère que le néoplatonisme, « une théorie de la dynamique de l'âme », permet à Augustin de donner un sens à son expérience. Dans ce livre, Dieu « est tellement au-dessus de l'esprit humain que le philosophe » ne peut le connaître qu'en « s'en remettant entièrement à lui ». Augustin veut également unir le « Dieu des philosophes » et le « Dieu d'Abraham, d'Isaac et de Jacob » et définitivement renoncer au manichéisme. Il attribue son refus premier de la confession chrétienne au fait que pour les manichéens le mal est extérieur à l’homme. Il écrit à cet égard : « Il plaisait à mon orgueil d'être en dehors de la faute et quand j'avais fait quelque chose de mal je ne voulais pas confesser que je l'avais fait et obtenir ainsi que tu guérisses mon âme ».
Les Confessions sont dédiées aux « servus dei » — c'est-à-dire des lettrés chrétiens qui abandonnent la perspective d'une brillante carrière pour servir Dieu —, et leur adresse le récit d'une « conversion éclatante » ainsi que des appels à la conversion destinés « aux austères manichéens et aux platoniciens païens ». Le livre est imprégné de philosophie néoplatonicienne ; pour Augustin, comme pour Plotin, un homme doit d'abord se trouver avant de trouver Dieu. Mais alors que chez Plotin, la chute de l'âme est un élément philosophique, chez Augustin elle « revêt un aspect intensément personnel : il la voit comme un champ de bataille dans le cœur de chaque homme, une faiblesse torturante qui l'a forcé à se fuir lui-même ».
Un autre thème important est celui de la volonté et des limites de la liberté humaine, car les actions passées forment des « chaînes d'habitudes » qui peuvent brider la volonté humaine et maintenir les hommes dans le péché. Briser ces chaînes ne dépend pas seulement de la personne mais de Dieu. La conversion est un autre thème clé du livre ; dans les Confessions, elle ne fait pas advenir brutalement un monde nouveau, comme il est fréquent dans les récits de convertis et comme il dit lui-même dans un premier temps à Cassiciacum. Dans le livre X, il insiste sur les combats quotidiens, sur la faiblesse humaine, et se méfie des bonnes intentions : « Voici qu'en toi Ô vérité, je me vois […] Mais suis-je bien tel, je ne sais […] Je t'en conjure, mon Dieu, montre-moi ce que je suis réellement ».
Pour Goulven Madec, Les Confessions « sont l'un des très grands ouvrages proprement « théologiques » d'Augustin » car elles montrent comment « la conversion restaure la Création, en réorientant l'esprit vers Dieu ». Dans cet ouvrage parsemé de milliers de références bibliques, d'une certaine façon, Augustin « s'approprie le langage biblique […] : il s'assimile à l'Enfant prodigue et à Paul ; il est fils d'Adam, créé à l'image de Dieu, déchu par le péché, racheté par le Christ ». Le Tu auquel il s'adresse est perçu comme désignant plutôt le Père que le Fils (Jésus-Christ).

### La Cité de Dieu(Magnum opus et arduum)

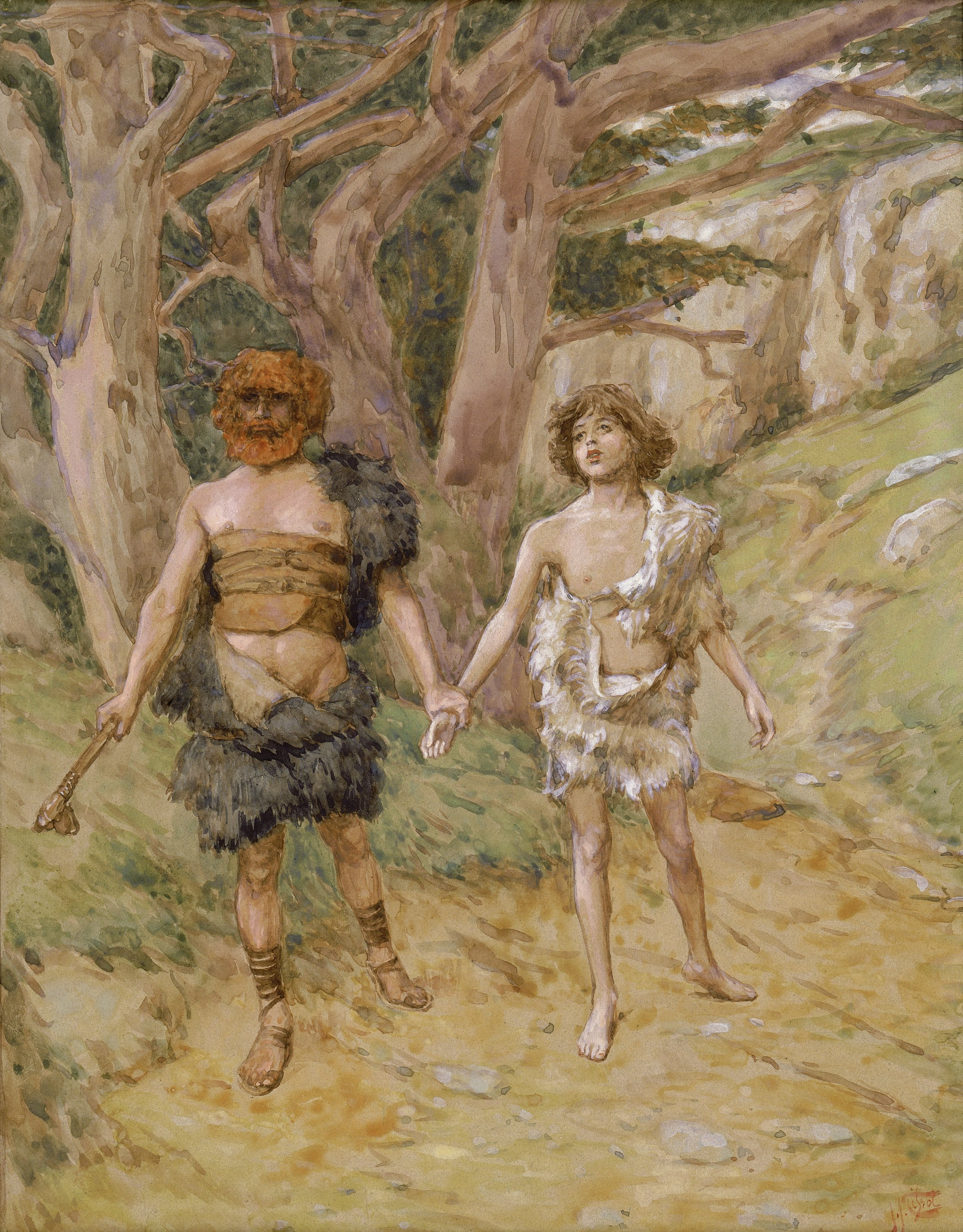
Tableau de James Tissot montrant Caïn menant Abel à la mort. Caïn est considéré par Augustin comme le fondateur de la Cité terrestre qui a un commencement et une fin terrestre, alors qu'Abel est tourné vers la Cité de Dieu.

La Cité de Dieu a été écrit entre 410 et 427. C'est l'ouvrage que les copistes ont le plus reproduit durant tout le Moyen Âge dans l'Occident chrétien. Il veut répondre aux objections des lettrés de la haute fonction publique romaine arrivés en Afrique après le sac de Rome par Alaric Ier, qu'Augustin désigne sous l'expression de « fléau de Dieu ». Pour ces hauts fonctionnaires, le christianisme, qui est depuis peu la religion de l'Empire romain, est responsable de la prise de Rome et leur paraît en rupture avec leur culture. En particulier, selon eux, la doctrine chrétienne, qui demande explicitement aux fidèles de ne pas rendre le mal pour le mal, de tendre l'autre joue ou de donner son manteau en sus de sa tunique n'est pas adaptée à la conduite d'une cité, d'une république ou d'un empire. À ce titre, le christianisme leur est moins attrayant que le néoplatonisme, qui peut leur fournir des éléments religieux et spirituels plus conformes à leur tradition. Augustin hésite quelque temps avant de commencer cet ouvrage. Quand il se décide, il adopte les codes des lettrés, notamment l'érudition. C'est ainsi qu'il cite les auteurs latins illustres (Cicéron, Varron, Virgile…). Selon Peter Brown « Augustin pensait avec raison que c'est précisément par leurs bibliothèques qu'il pourrait le mieux atteindre les derniers païens ». Mais, le livre débouche sur deux paradoxes. Tout imprégné de culture latine, comme en témoigne l'usage du terme Cité de Dieu au lieu de Royaume, l'ouvrage a contribué paradoxalement à faire connaître à des générations de lecteurs la culture romaine, notamment la religion romaine ancienne et les écrits de Varron. De même, il a conduit à intégrer dans l'Église romaine une part non négligeable « de l'idéologie politique impériale, dont il lui sera ensuite très difficile de se débarrasser ».
Par rapport aux néoplatoniciens, qui voient l'humanité de façon relativement immuable, Augustin soutient que Dieu a implanté chez les êtres humains une « ratio seminalis », de sorte que les changements provoqués par les hommes se réalisent malgré tout suivant les plans de Dieu. Ensuite, de façon assez platonicienne, il fait de l'opposition entre la Cité de Dieu (ou l'« amour de Dieu jusqu'au mépris de soi ») et la Cité des hommes (ou l'« amour de soi jusqu'au mépris de Dieu ») le principe directeur de l'histoire depuis au moins Abel et Caïn.

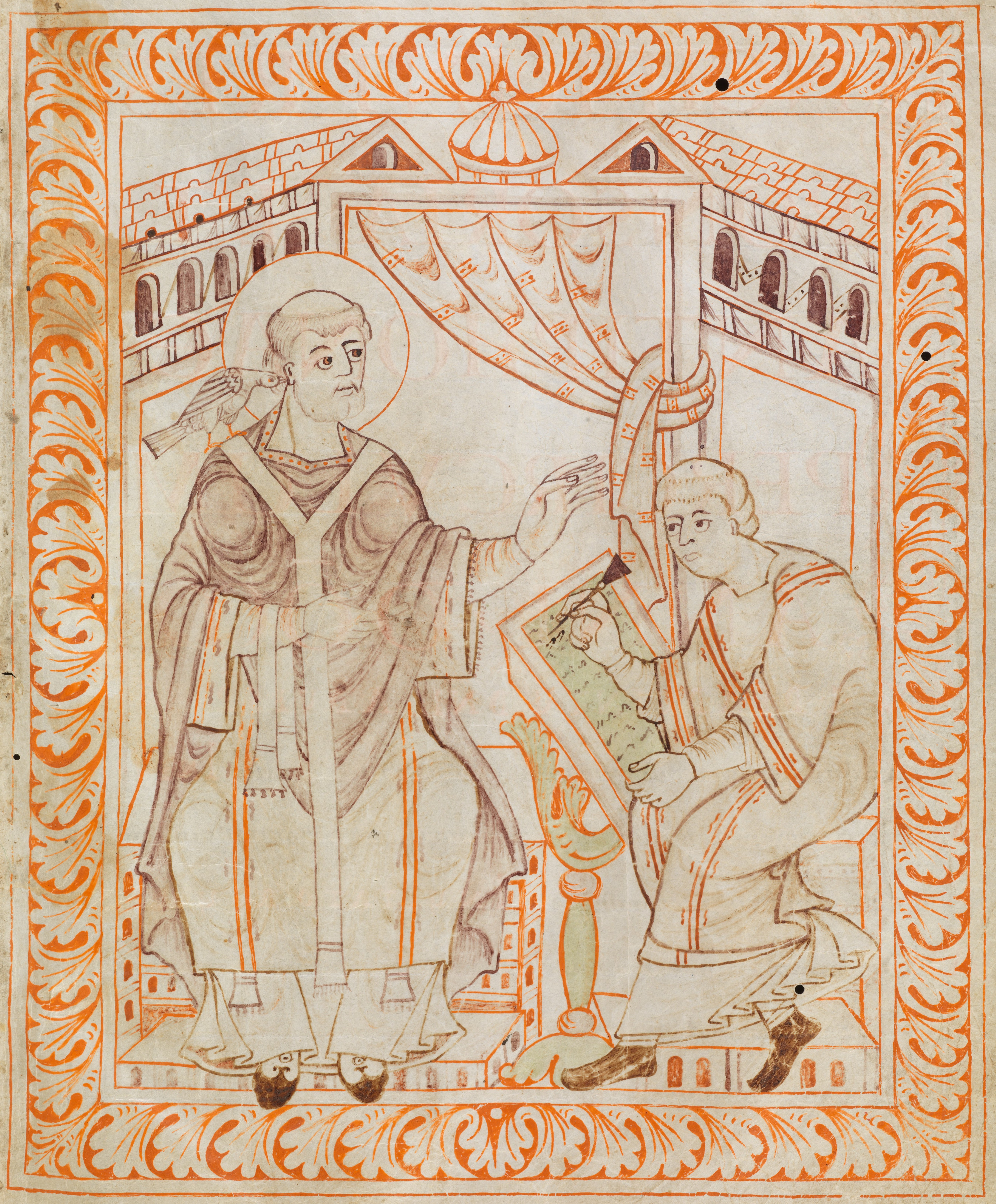
Grégoire Ier, le dernier des quatre Pères de l'Église, dictant un chant grégorien.

Pour Reinhart Koselleck, les deux cités ne s'inscrivent pas dans une perspective manichéenne car il s'agit d'un processus asymétrique dont l'issue, la victoire de la Cité de Dieu, est certaine. La division entre les cités passe à l'intérieur des hommes qui à la fois doivent s'inscrire dans la vie de la cité terrestre — Augustin ne prône pas le retrait — tout en ne s'y enfermant pas comme Caïn, mais en restant ouverts. Pour qualifier cet état, il utilise le terme de peregrinatio, c'est-à-dire d'« étrangers domiciliés ». D'une façon générale, chez Augustin, les hommes exercent leur liberté dans un environnement instable où les positions de chacun peuvent changer rapidement et où les ennemis de la Cité de Dieu peuvent devenir ses amis et vice-versa.
Pour Augustin, l'Église n'est pas une cité divine car elle comporte des éléments de la Cité terrestre. La Cité terrestre a quatre composantes : la famille, la cité ou la ville, l’univers et enfin la Cité des anges. En faisant de la cité des anges une partie de la cité terrestre, il veut suggérer que les païens avec leurs nombreux dieux n'ont été capables que de concevoir ce palier, sans pouvoir aller vers le Dieu unique, sans atteindre la Cité de Dieu.
Augustin doit également répondre aux accusations liant les défaites de Rome à l'abandon de l'ancienne religion romaine au profit du christianisme. Pour lui, si les Romains ont pu construire un empire, ce n'est pas grâce à leur religion mais à leur amour de la gloire.

### De la Trinité

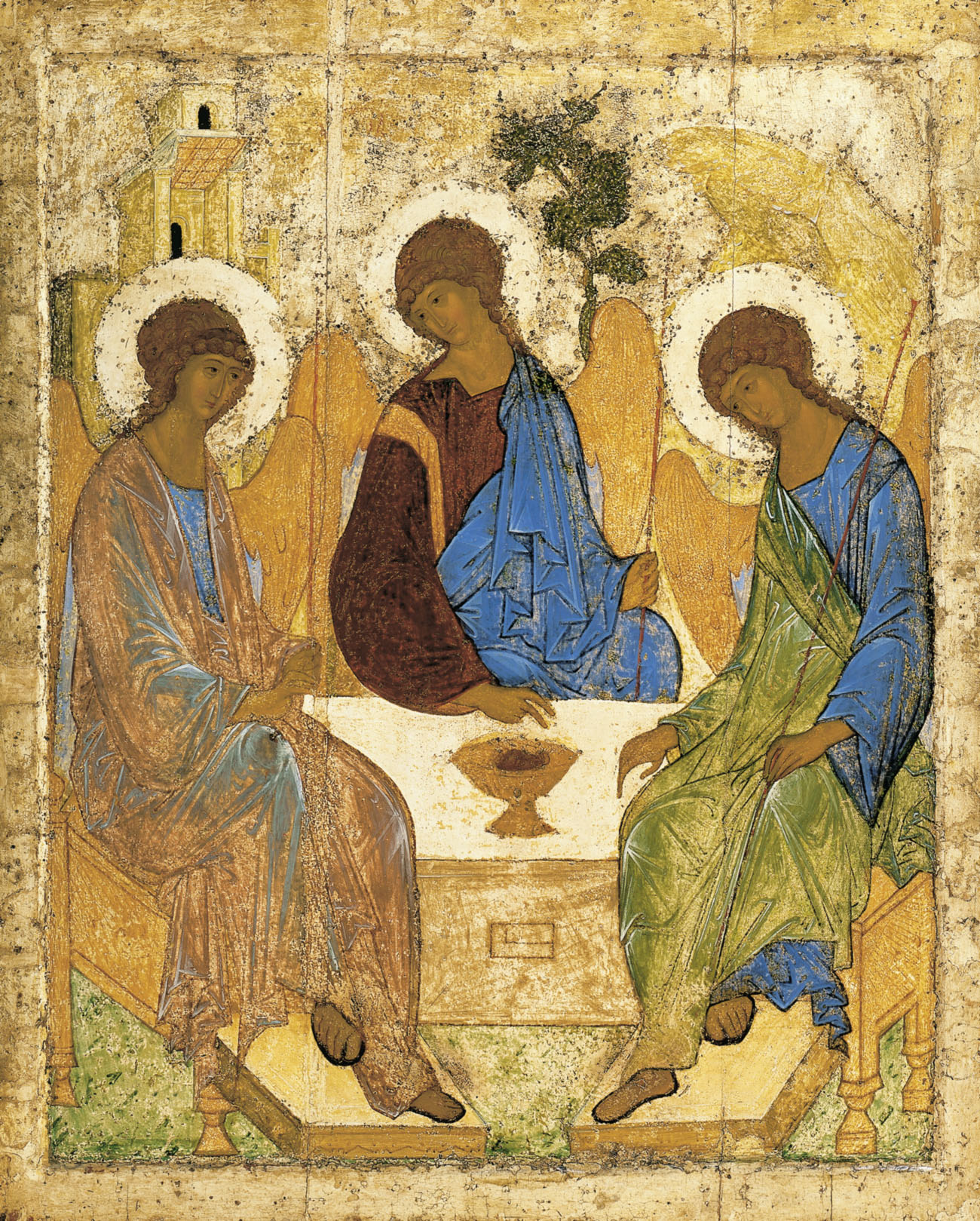
Icône dite de la Trinité d'Andreï Roublev (vers 1410). Il s'agit des trois hommes apparus à Abraham au chêne de Mambré, que Roublev, à la suite des Pères de l'Église, interprète comme une figure du mystère de la Trinité indivisible.

Cet ouvrage est son « chef-d'œuvre spéculatif ». Augustin cherche à répondre aux critiques qu'a suscité le concile de Nicée, qui a défini ce qu'était la Trinité. Pour cela, il veut d’abord convaincre les philosophes païens de la nécessité d'un médiateur divin. Ensuite, « il veut convaincre ses lecteurs que la rédemption et la croissance spirituelle dépendent de la capacité à se voir comme image d'un Dieu trine ». Dans tout l'ouvrage, Augustin suit « la méthode de la foi cherchant à comprendre. »
À la question « pourquoi seul le Fils s'est-il fait homme ? », Augustin répond que le Christ, Verbe de Dieu, s'est incarné pour communiquer avec les hommes et leur offrir un exemple à imiter. À la différence des néoplatoniciens Plotin et Porphyre, il soutient que les hommes ne connaissent pas Dieu par union directe avec lui. Pour le connaître, ils doivent passer par l'intermédiaire du médiateur qu'est le Christ dont le sacrifice défait le mal sans qu'il soit besoin de passer par les rites théurgiques des néoplatoniciens.
Autre différence qui le sépare du néoplatonisme, pour Augustin le temps n'est pas un milieu immobile, immuable, siège du déploiement de la contingence et que les évènements n'altèrent en rien car il est éternellement semblable à lui-même. Au contraire, avec la mort et la résurrection du Christ, le christianisme entre dans l'histoire. C'est dans cette perspective qu'Augustin voit la rencontre d'Abraham sous le chêne de Mambré (Genèse XVIII) avec trois hommes, dont l'un lui promet qu'il aura un fils, comme une préfiguration de la Trinité.

### Liste des œuvres
- 83 Questions
- Contre les Académiciens (Contra Academicos) (lire en ligne)
- Contre Adimantus (Contra Adimantum) (lire en ligne)
- Contre un adversaire de la Loi et des Prophètes (lire en ligne)
- Immortalité de l'âme (De immortalitate animae) (lire en ligne)
- De la grandeur de l'âme (lire en ligne)
- Âme et son origine (De natura et origine animae) (lire en ligne)
- Des deux Âmes (De duabus animabus) (lire en ligne)
- Doctrine des Ariens
- Contre la doctrine des ariens
- Avantages de la Viduité (lire en ligne)
- Du Baptême contre les donatistes (lire en ligne)
- Unité du Baptême (lire en ligne)
- Du Cantique Nouveau
- Traité du Catéchisme
- Discours au peuple de l'Église de Césarée (lire en ligne)
- Chant populaire contre les donatistes
- La Cité de Dieu (De civitate dei) (lire en ligne)
- Du combat chrétien (De agone christiano) (lire en ligne)
- Les Confessions (Confessiones) (lire en ligne)
- De la continence (De continentia) (lire en ligne)
- De la correction et la Grâce (lire en ligne)
- Contre Cresconius - Manichéen (Contra Cresconium) (lire en ligne)
- Des Devoirs à rendre aux Morts (De cura pro mortuis gerenda) (lire en ligne)
- De la Discipline Chrétienne (lire en ligne)
- De la Divination des Démons (De divinatione daemonum) (lire en ligne)
- De la Trinité (15 livres) (lire en ligne)
- Doctrine chrétienne (De doctrina christiana) (lire en ligne)
- Avertissement aux donatistes
- Résumé d'une conférence avec les donatistes
- Traité de l'Espérance, Foi et Charité
- De l'Esprit et de la Lettre (De spiritu et littera) (lire en ligne)
- De consensu evangelistarum (lire en ligne)
- Questions sur les Évangiles (lire en ligne)
- Traité sur l'Évangile de saint Jean - 124 traités (lire en ligne)
- 17 Questions sur l'Évangile de saint Matthieu (lire en ligne)
- Contre Fauste, manichéen (Contra Faustum Manichaeum) (lire en ligne)
- Conférence avec le manichéen Félix (Contra Felicem Manichaeum) (lire en ligne)
- De la foi contre les manichéens (De fide contra Manichaeos)
- Foi aux choses qu'on ne voit pas (De la) (lire en ligne)
- Foi et Œuvres (De la Foi et des Œuvres) (lire en ligne)
- De la Foi et du Symbole (De fide et symbolo) (lire en ligne)
- Fortunat (Conférence avec) (lire en ligne)
- Epistula Secundini (lire en ligne)
- Contre Fortunat le Manichéen (Contra Fortunatum Manichaeum)
- Gaudentius (Réfutation de la Doctrine de) (lire en ligne)
- Grâce de Jésus-Christ et Péché Originel (lire en ligne)
- Grammaire (De la), perdu[n 30] mais subsiste un abrégé anonyme[n 31].
- Genèse - commentaire contre les Manichéens (De Genesi contra Manichaeos) (lire en ligne)
- Genèse - commentaire au sens littéral (De Genesi ad litteram) (lire en ligne)
- Genèse – commentaire littéral inachevé (De Genesi ad litteram liber imperfectus) (lire en ligne)
- Genèse - autre commentaire sur le début de la Genèse
- Grâce et du Livre Arbitre (Traité de la) (lire en ligne)
- Locutions sur l'Heptateuque (Locutiones in Heptateuchum) (lire en ligne)
- Questions sur l'Heptateuque (Quaestiones in Heptateuchum) (lire en ligne)
- Hérésies (Des) (lire en ligne)
- Discours sur les Psaumes (Enarrationes in Psalmos) (lire en ligne)
- Job - Annotations sur le livre de Job (Adnotationes in Iob) (lire en ligne)
- Juifs (Contre les) (lire en ligne)
- Contre Julien (Contra Iulianum opus imperfectum) (lire en ligne)
- Julien (Contre la 2e Réponse de - pélagien) (lire en ligne)
- Lettres (Epistulae) (lire en ligne)
- Réfutation de l'épître manichéenne. Lettre Fondamentale (Contra epistulam fundamenti) (lire en ligne)
- Lettre aux Galates (Commentaire de) (lire en ligne)
- Lettre aux Romains - explication de propositions
- Lettres inédites (Epistolae ex duobus codicibus nuper in lucem prolatae)[n 32]
- Epistula ad catholicos de secta Donatistarum
- La Grâce et le libre arbitre (De gratia et libero arbitrio) (lire en ligne)
- Traité du Libre Arbitre, en trois livres (De libero arbitrio libri tres)
- Du Maître (De magistro)
- Dialogue avec Evodius (Euodius)
- Mariage (Les Biens du) (lire en ligne)
- Mariage et Concupiscence (De nuptiis et concupiscentia) (lire en ligne)
- Maximin (Conférence avec)
- De l'adultère dans le mariage (De adulterinis coniugiis) (lire en ligne)
- Mensonge (Du) (lire en ligne) [n 30]
- Mensonge (Contre le) (lire en ligne)
- Mérite, Rémission des Péchés, Baptême des Petits Enfants (lire en ligne)
- Le Miroir Sacré (Speculum quis ignorat)
- Des Mœurs de l'Église catholique et des Mœurs de Manichéens (De moribus ecclesiae catholicae et de moribus Manichaeorum libri duo) (lire en ligne)
- Traité de la musique (De Musica) (lire en ligne)
- De la Nature du Bien (De natura boni) (lire en ligne)
- De la Nature et de la Grâce (De natura et gratia) (lire en ligne)
- De l'Ordre (De ordine) (lire en ligne) [n 33]
- Orose (à Orose sur les Priscillianistes et les Origénistes) (lire en ligne)
- De la Patience (De patientia)
- Parménien (Réfutation d’un écrit de) (lire en ligne)
- Parthes (saint Jean) (Epitre aux) (lire en ligne)
- Actes du Procès de Pélage (De gestis Pelagii) (lire en ligne)
- Commentaire de l'Épître de saint Paul aux Romains (Expositio quarumdam propositionum ex epistula ad Romanos), ainsi qu'un commentaire inachevé (lire en ligne)
- Commentaire sur l'Épître aux Galates de saint Paul (Epistulae ad Galatas expositio) (lire en ligne)
- De la Perfection de la Justice de l'homme (De perfectione iustitiae hominis) (lire en ligne)
- Persévérance (Du Don de la) (lire en ligne)
- Contre les lettres de Pétilien (Contra litteras Petiliani) (lire en ligne)
- Prédestination des saints (lire en ligne)
- Règle de saint Augustin (La) (lire en ligne)
- Les Rétractations ou Les Révisions (Retractationes) (lire en ligne)
- Ruine de Rome (La) (lire en ligne)
- Rusticianus (Sur le sous-diacre)
- Secundinus - Réfutation par Augustin (Contra Secundinum Manichaeum) (lire en ligne)
- Sermons Détachés
- Sermons sur l'Ancien Testament
- Sermons sur l'évangile de saint Matthieu
- Sermons sur l'évangile de saint Marc
- Sermons sur l'évangile de saint Luc
- Sermons sur l'évangile de saint Jean
- Sermons sur les Actes des Apôtres
- Sermons sur divers passages de l'Écriture sainte
- Sermons pour les Solennités et Sermons Panégyriques
- Sermons Inédits (201 sermons)
- Sermons Dolbeau 1-10, Institut d'études augustiniennes, 2020
- Sermon sur la Montagne (Explication du) (lire en ligne)
- Les Soliloques - Connaissance de Dieu et de l’âme humaine (Soliloquiorum libri duo) (lire en ligne)
- Symbole (Du)
- Du Travail des Moines (De opere monachorum) (lire en ligne)
- Unité de l'Église (Traité de l' - Contre les Donatistes) (lire en ligne)
- Utilité de la Foi (De utilitate credendi) (lire en ligne)
- Utilité du Jeûne (lire en ligne)
- De la Vie bienheureuse (De beata vita) (lire en ligne)
- Vraie Religion (De la) (lire en ligne)

Pour une classification des écrits, la Bibliothèque Augustinienne propose neuf séries : opuscules, Dieu et son œuvre, la Grâce, Traités anti-donatistes, La Cité de Dieu, Lettres, Exégèse, Enarrationes in Psalmos et les traités sur saint Jean.

### Œuvres apocryphes
Certains ouvrages sont dits apocryphes ou pseudépigraphes : ils ont été attribués à tort à Augustin. Les auteurs de ces ouvrages sont désignés comme les « Pseudo-Augustin ».
- Altercatio Ecclesiae et Synagogae, un traité opposant christianisme et judaïsme[473].
- Les écrits d'Augustin Erigène[474].
- Plusieurs œuvres de Quodvultdeus de Carthage[475]
- Quaestiones Veteris et Novi Testamenti, des traités d'exégèses biblique maintenant attribués à Ambrosiaster, le Pseudo-Ambroise[474]
- Plusieurs sermons dont le Liber der assumptione[476].
- Le traité pédagogique et théorique De Rhetorica ou Principia, considéré comme faisant partie des livres des arts libéraux avec De Musica, écrit juste avant son baptême (Révisions, I, 6). La question de l'authenticité divise les savants et n'est pas définitivement résolue. Les arguments sont multiples, ceux en faveur de l'authenticité montrent une liaison avec Augustin et la possibilité qu'il aurait occasionnellement utilisé le grec comme Cicéron et Quintilien ; tandis que ceux qui défendent un travail apocryphe pointent une tradition manuscrite douteuse, le vocabulaire grec souvent utilisé et des références à Hermagoras de Temnos, ce qu'Augustin ne fit jamais[477],[478],[479].
- Les Soliloques dits du tome 9 (les Soliloques dits de Cassaciacum ou du tome 1 sont authentiques), Le Manuel et Les Méditations, au livre XL de la Patrologie latine[480].Ce furent les textes les plus lus d'Augustin au Moyen Âge et souvent imités, mais ce ne sont que des compilations d'auteurs divers et des Confessions[481].
- Des correspondances apocryphes, telles les lettres à Cyrille de Jérusalem[482].
- Un traité contre les manichéens, le Commonitorium quomodo sit agendum cum Manichaeis.
- Le Liber de divinis scripturis, un recueil de citations bibliques[483].
- La citation « Nous sommes nés entre les urines et les fèces » (inter urinas et faeces nascimur), longtemps attribuée à Augustin, vient plus probablement du Contre les Chrétiens de Porphyre de Tyr[n 34].[484].
- L'Hypomnesticon, traité de réfutation contre les pélagiens[485],[486].
- Le traité Categoriae decem, traduction et commentaire des Catégories d'Aristote[487].

### Éditions de l'œuvre
Au fil des siècles, plusieurs éditions ont vu le jour, couvrant la plupart des œuvres d'Augustin, outre de nombreuses éditions d'œuvres individuelles.
- Congrégation de Saint-Maur (M.A.U.R.), publié en 1679-1700. Malgré la polémique du jansénisme, c'est l'une des éditions de référence[488].
- L'édition « Guérin », dirigée par Poujoulat et Raulx, Bar-le-Duc, 1864-1873, 17 volumes.
- L'édition « Vivès », dirigée par Péronne, Ecalle, Vincent, Charpentier et Barreau, Paris, 1869-1878, 34 volumes, édition bilingue.
- L'édition Gaume (1836-1839)[489]
- Patrologie Latine (P. L.) de l'abbé Migne, tomes XXXII-XLV, qui reprend la même disposition que l'édition M.A.U.R.
- Corpus Christianorum, Series Latina (C.C.)
- Corpus scriptorum ecclesiasticorum latinorum (C.S.E.L.), également nommé Corpus de Vienne, de 1887 à 2019, la publication est en cours[n 35]. L'éditeur a également comme projet de publication Die handschriftliche Überlieferung der Werke des Heiligen Augustinus, en 11 volumes actuellement, sur le recensement de la tradition manuscrite d'Augustin.
- Bibliothèque augustinienne : Les œuvres de saint Augustin, Paris, Institut d'études augustiniennes de la Sorbonne (présentation en ligne). Publication en cours depuis 1936, édition bilingue, 77 tomes ont paru.
- Œuvres, Bibliothèque de la Pléiade, Gallimard, sous la direction de Lucien Jerphagnon : Œuvres I. Les Confessions - Dialogues philosophiques, 1998 (ISBN 9782070114122) ; Œuvres II. La Cité de Dieu, 2000 (ISBN 9782070106943) ; Œuvres III. Philosophie, catéchèse, polémique, 2002 (ISBN 9782070115136).
- Œuvres philosophiques complètes, traduction Poujoulat, Raulx, Labriolle (pour Les Confessions), éd. Les Belles Lettres, coll. Classiques favoris, 2018, 3 312 p. (table des matières)
- Discours sur les Psaumes, préface de Jean-Louis Chrétien, sous la direction de Maxence Caron, traduction Poujoulat, Paris, Le Cerf, coll. Sagesses chrétiennes, 2 tomes, 2007.
- Sermons sur l'Écriture, préface de Maxence Caron, Éditions Robert Laffont, coll. Bouquins, 2014.